# 18世紀

フランス革命。1789年7月14日の「バスティーユ襲撃」から始まった革命はフランスのみならずヨーロッパ全域に大きな衝撃を与えた。画像はジャン・ピエール・ウエルが描いたバスティーユ襲撃（フランス国立図書館蔵）。

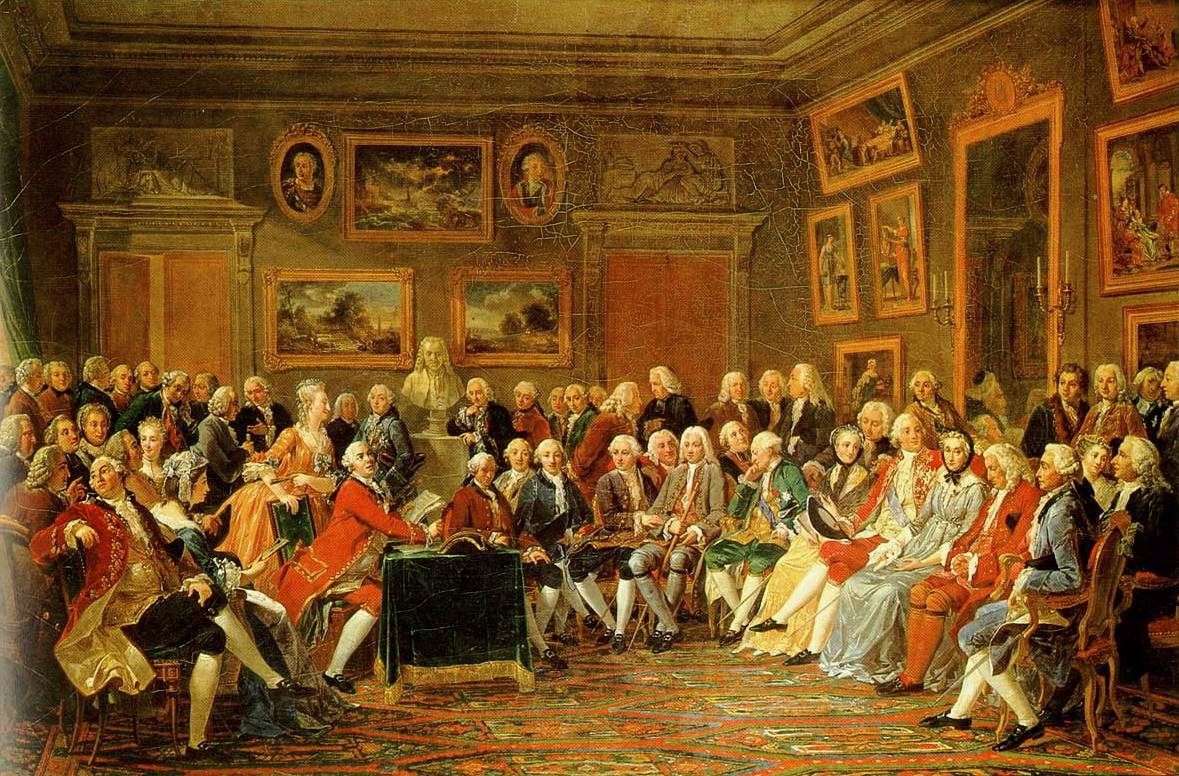
「啓蒙の世紀（Siècle des Lumières）」。理性による進歩が広く信じられた時代で、多くの啓蒙思想家がサロンを舞台に活躍した。画像はジョフラン夫人のサロンに集まる啓蒙思想家たちを描いたシャルル・ガブリエル・ルモニエの絵画（国立マルメゾン城美術館蔵）。

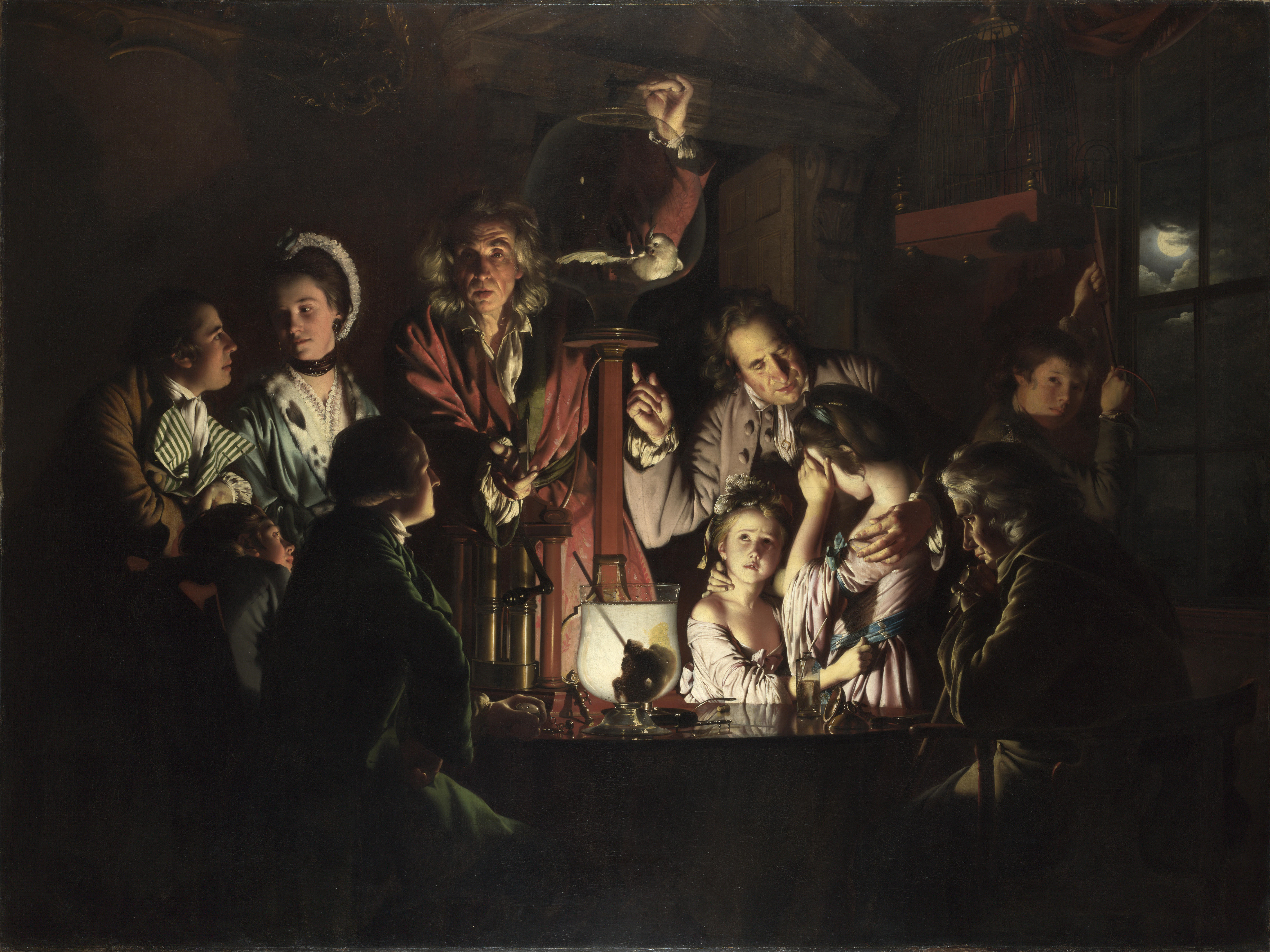
科学的精神の広がり。イギリスでは科学者間の交流を深めるルナー・ソサエティ（月光協会）などの団体が生まれた。画像はこの協会に影響を受けたジョゼフ・ライト（ライト・オブ・ダービー）の「空気ポンプの実験」（ロンドン・ナショナル・ギャラリー蔵）。

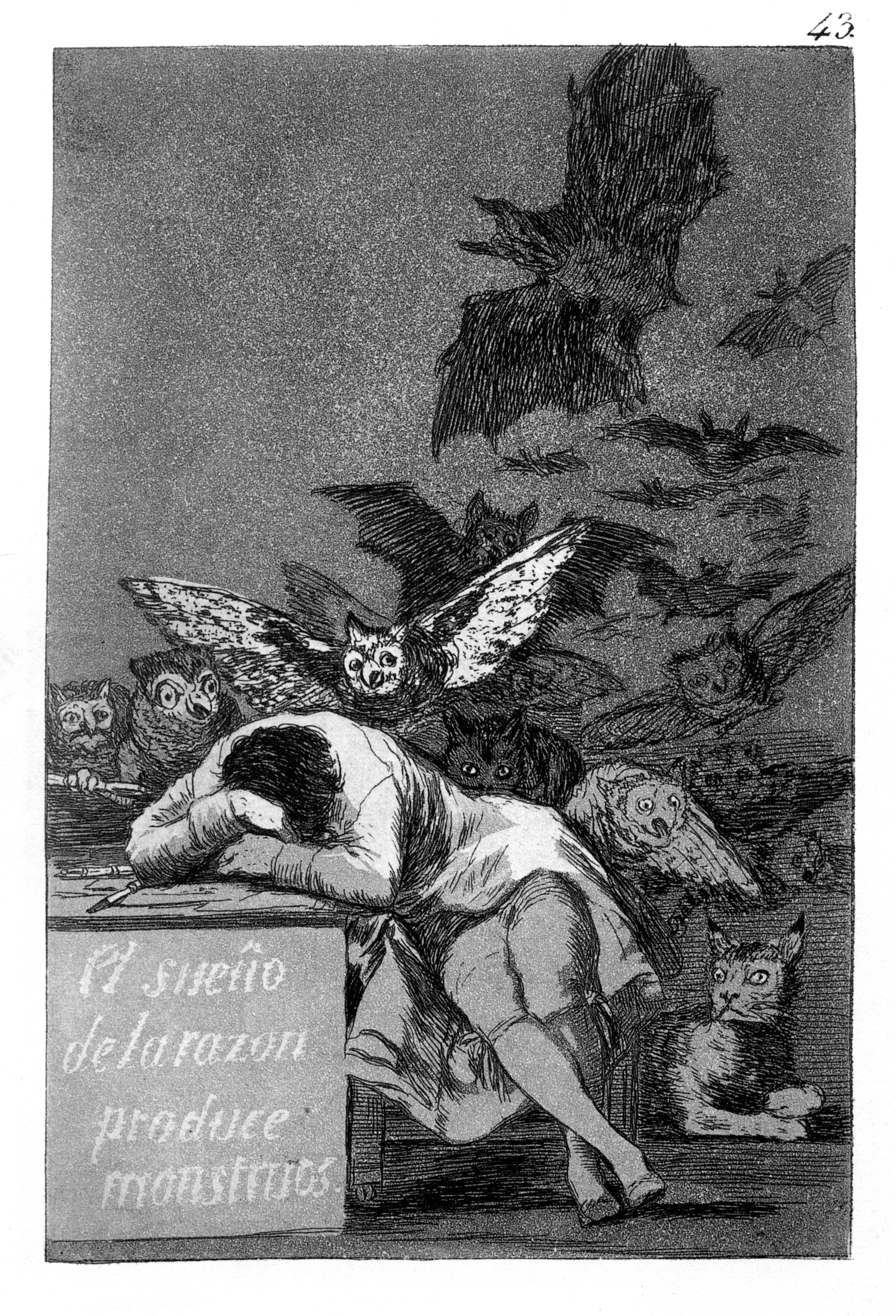
啓蒙時代の裏面。18世紀末になると楽天的な啓蒙思想には重大な疑義が付きつけられるようになる。画像はスペインの画家フランシスコ・デ・ゴヤの版画集『ロス・カプリチョス』の「理性の眠りは怪物を生む」。

18世紀（じゅうはっせいき）は、西暦1701年から西暦1800年までの100年間を指す世紀。

## 18世紀の歴史

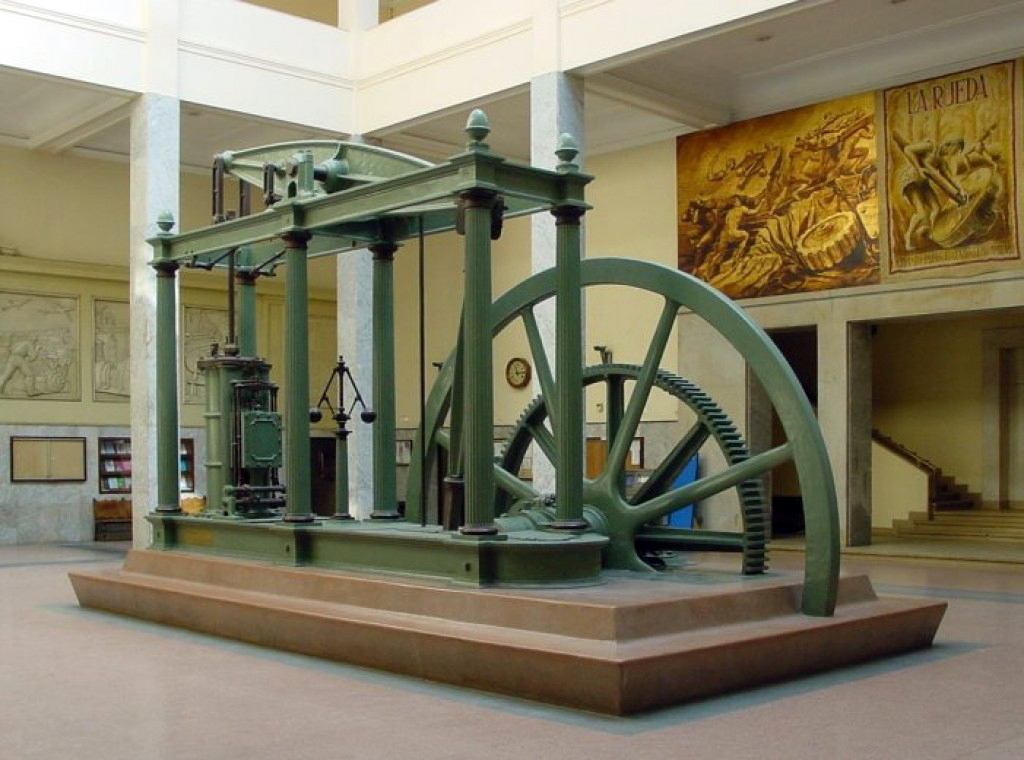
産業革命。ジェームズ・ワットの蒸気機関。

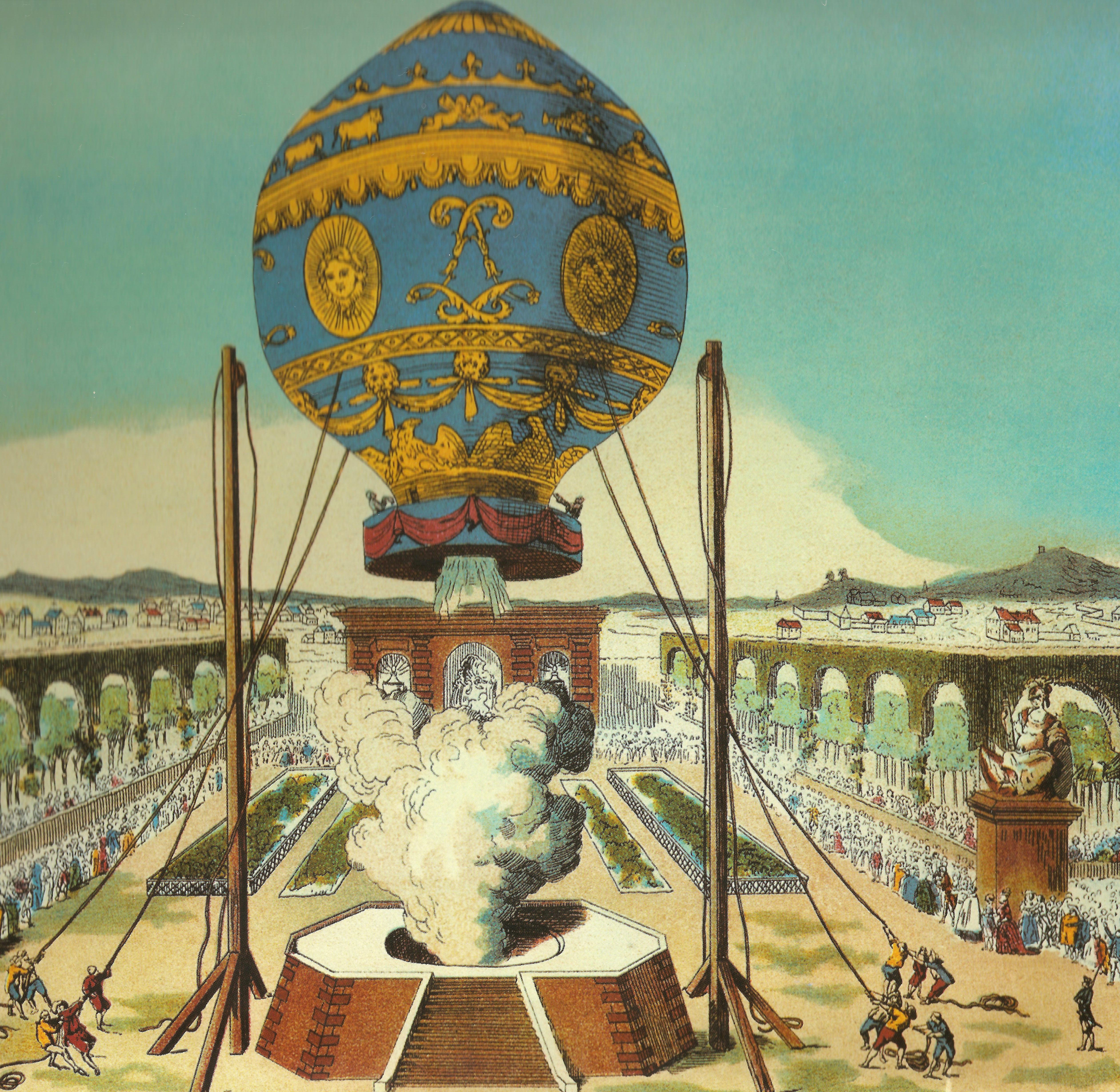
有人飛行の成功。1783年にフランスではモンゴルフィエ兄弟が開発した気球により有人飛行が行われた。

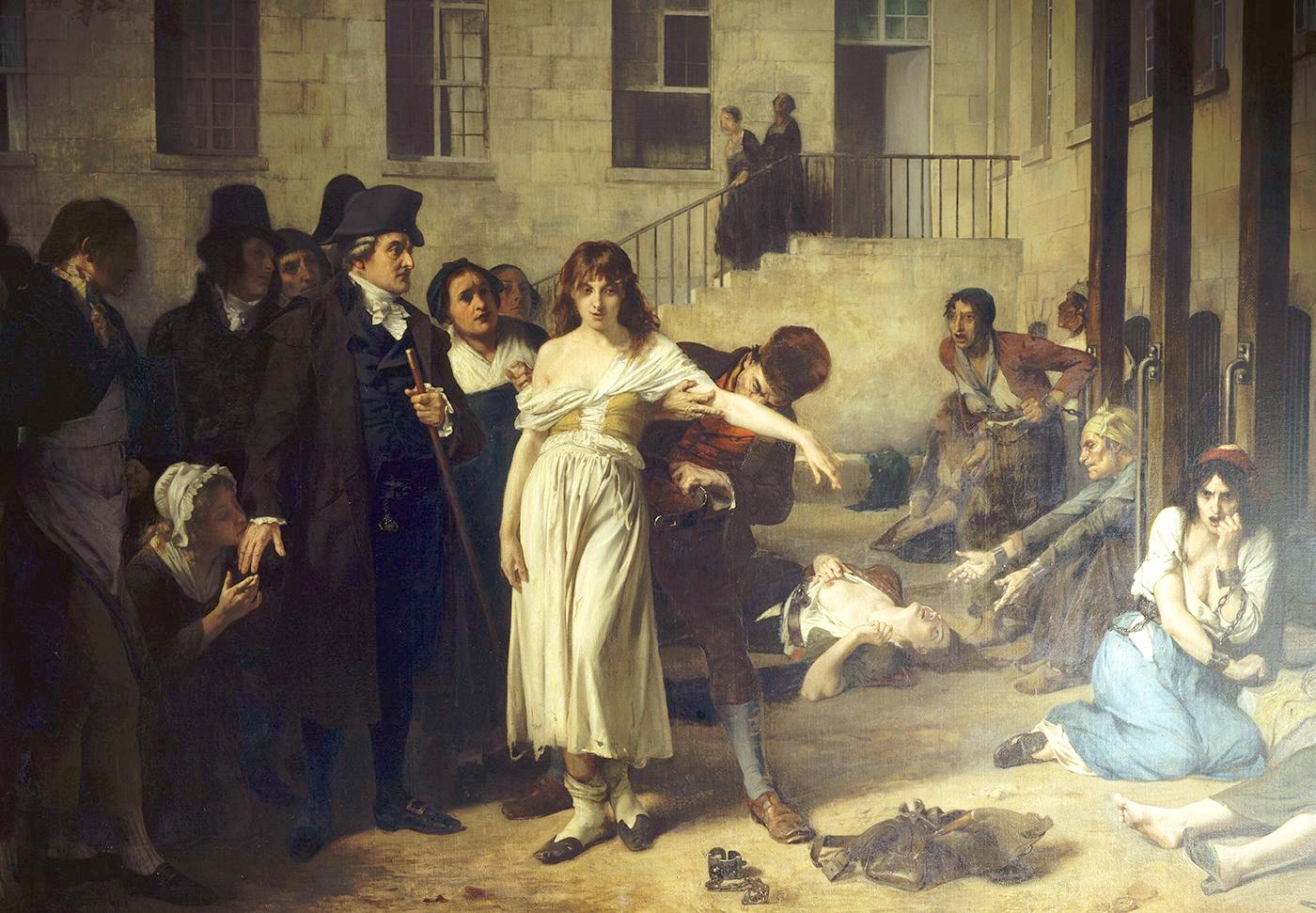
「監禁」から「治療」へ。精神病理学の進展から「狂気」の位置づけが大きく変化した。画像は1795年に閉鎖病棟から精神疾患患者の開放を実現させたサルペトリエール病院の医師フィリップ・ピネルを描いた歴史画。

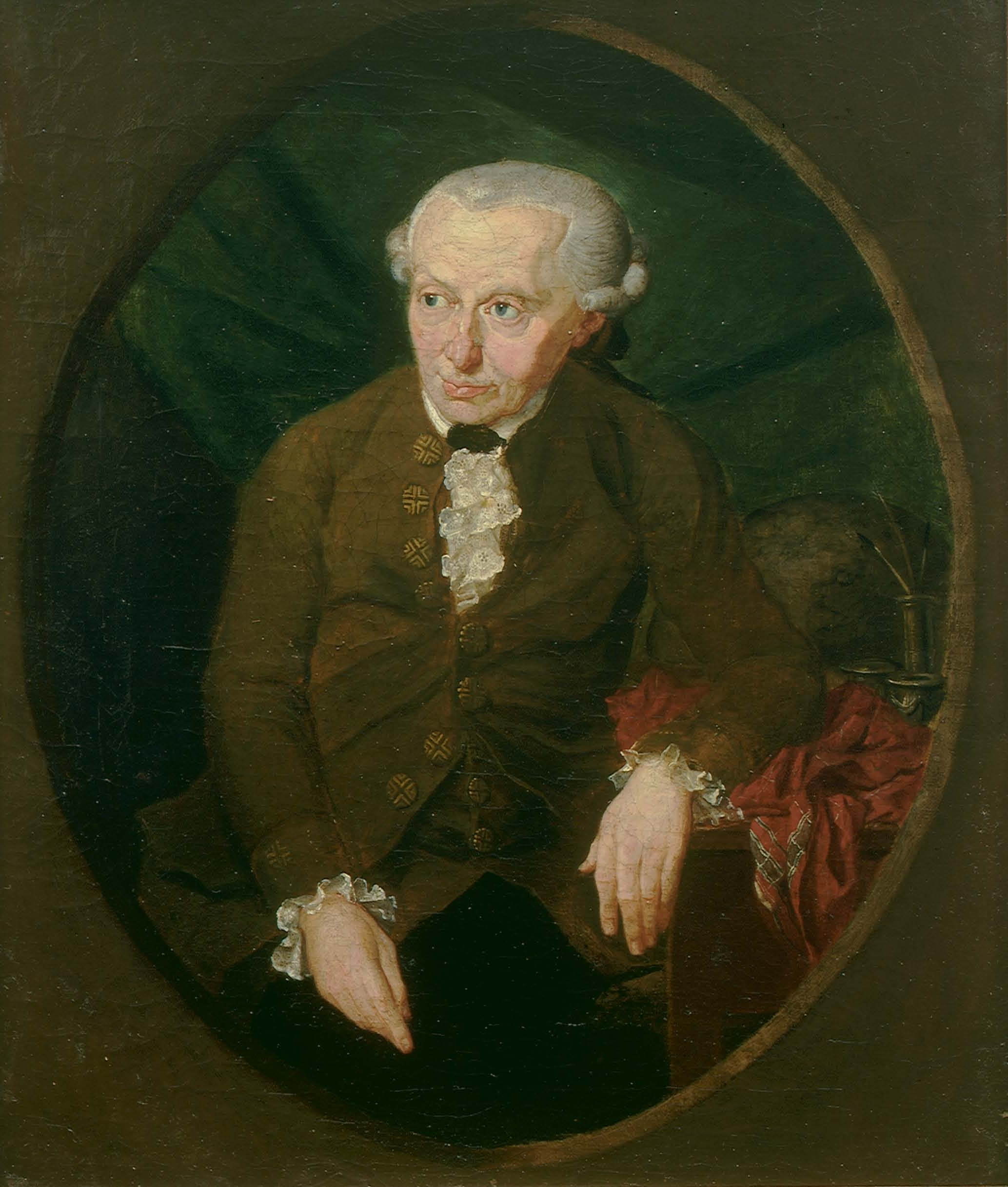
ドイツ観念論の形成。ケーニヒスベルク大学教授インマヌエル・カントは三批判書を通じて人間の主観性を重んじる道徳的で内省的な哲学を作り上げ、ドイツ観念論の先駆けとなった。

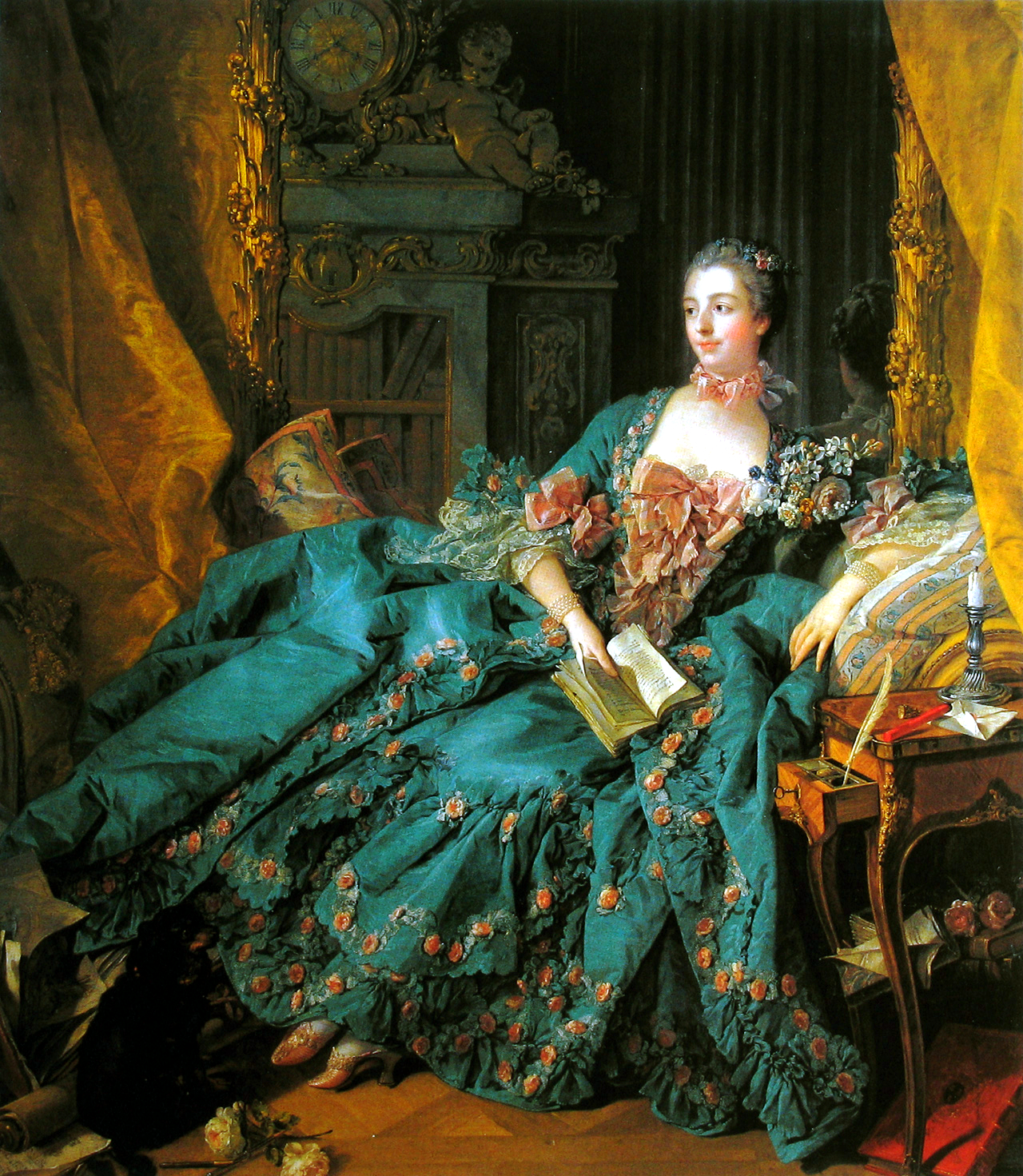
ロココ様式。画像は芸術の庇護者として知られるフランスのルイ15世の寵妃ポンパドゥール夫人の肖像画でフランソワ・ブーシェによるもの（アルテ・ピナコテーク蔵）。

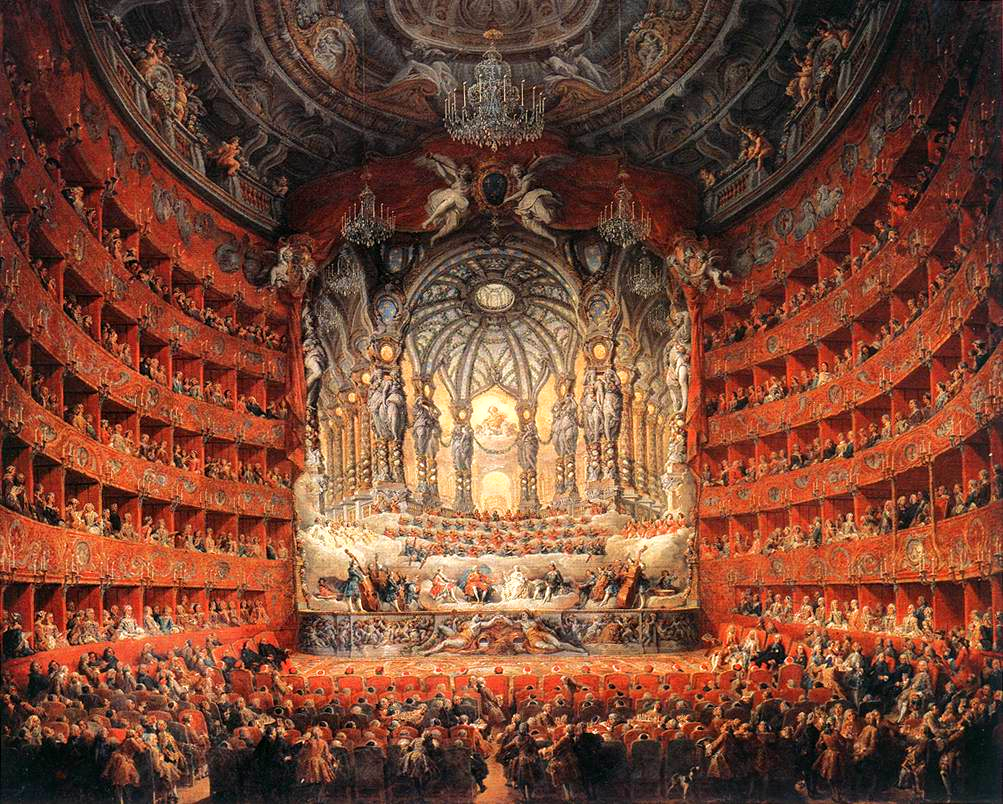
オペラの隆盛。16世紀末に生まれたオペラはこの世紀までに広範な人気を得て専属の劇場も作られるようになった。画像はローマ最古のアルジェンティーナ劇場（1732年に完成）を描いたジョバンニ・パオロ・パンニーニの画。

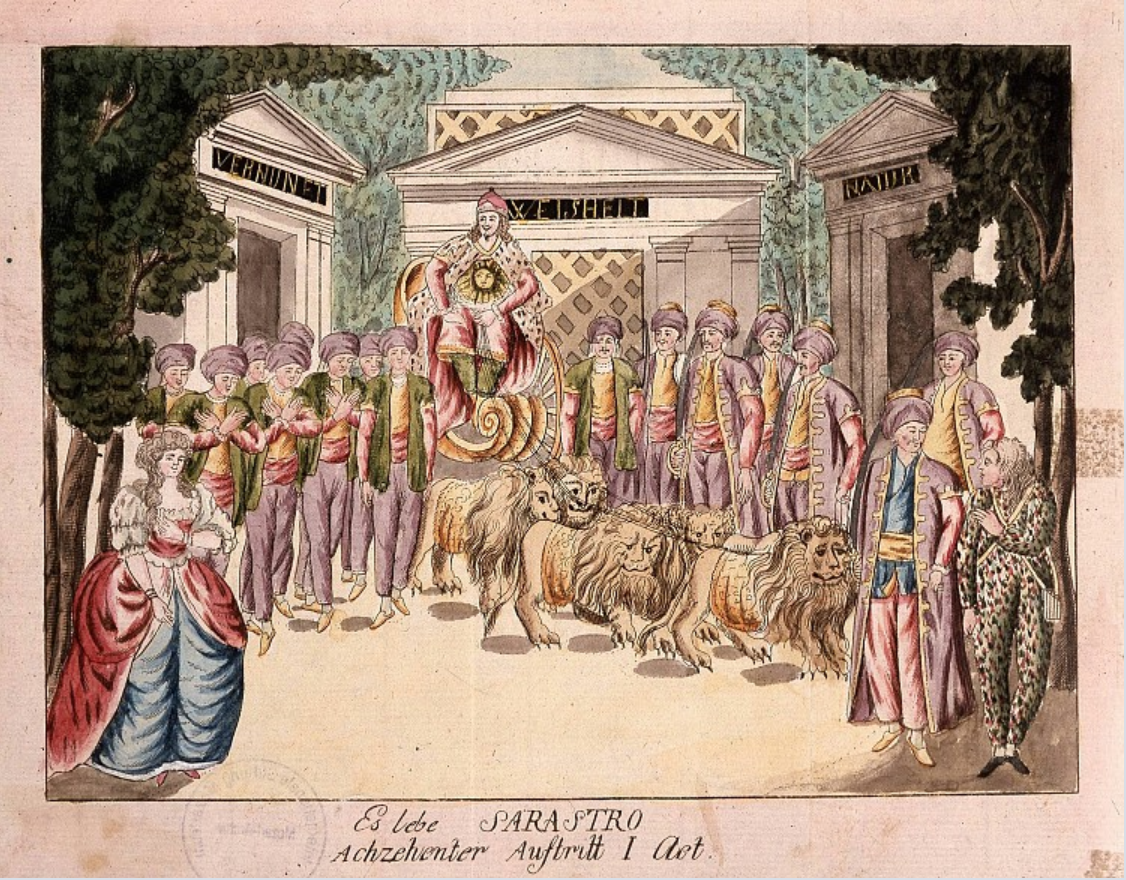
「魔笛」とフリーメイソン。神童ぶりを謳われたモーツァルトの作品の中でもオペラ「魔笛」はこの時代に影響を及ぼしたフリーメイソンの思想が強く反映している。画像はモーツァルト没後まもなく描かれたシェーファー兄弟による「魔笛」の舞台デザイン画でザラストロが到来する場面（1793年）。

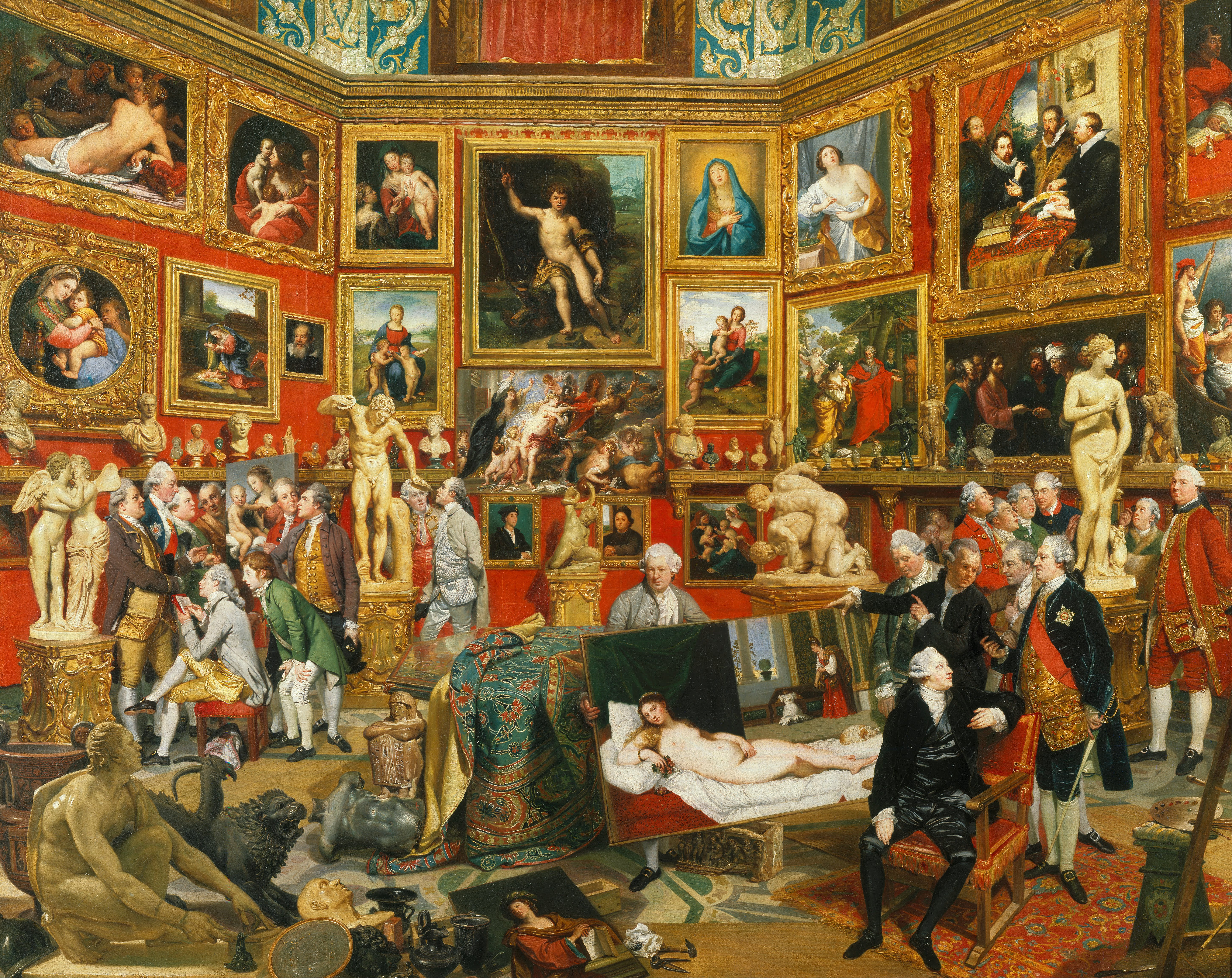
「グランド・ツアー」。古典教養の涵養や芸術品の蒐集なども兼ねて上流階級の旅行が盛んになった。画像はウフィツィ美術館のトリブーナを描いたヨハン・ゾッファニーの絵画。

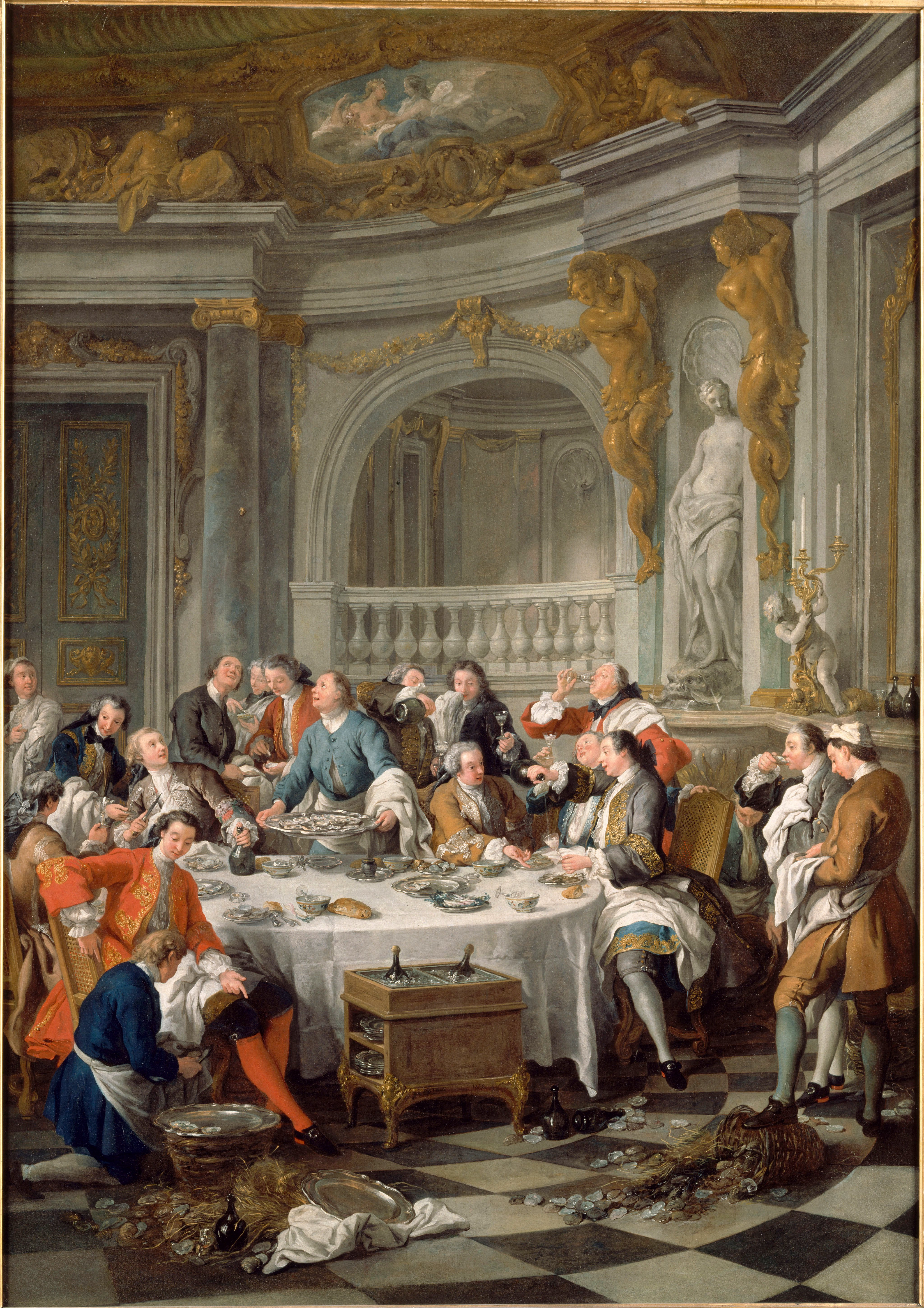
美食の広がり。宮廷社会の洗練により人々はより美味なるものを求めるようになり、フランスでは「ガストロノミー」と呼ばれる美食学が成立した。画像は1735年に描かれたジャン＝フランソワ・ド・トロワの「牡蠣の昼食(コンデ美術館蔵)」。

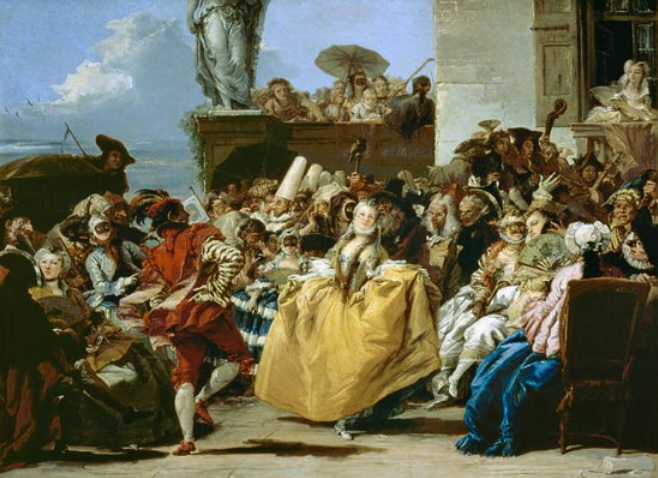
ヴェネツィア共和国の終焉。18世紀を通じてヴェネツィアは低落傾向を示し、フランス革命戦争のカンポ・フォルミオ条約でオーストリアに併合される。画像はジョヴァンニ・ドメニコ・ティエポロにより描かれた18世紀半ばのヴェネツィアのカーニバル。

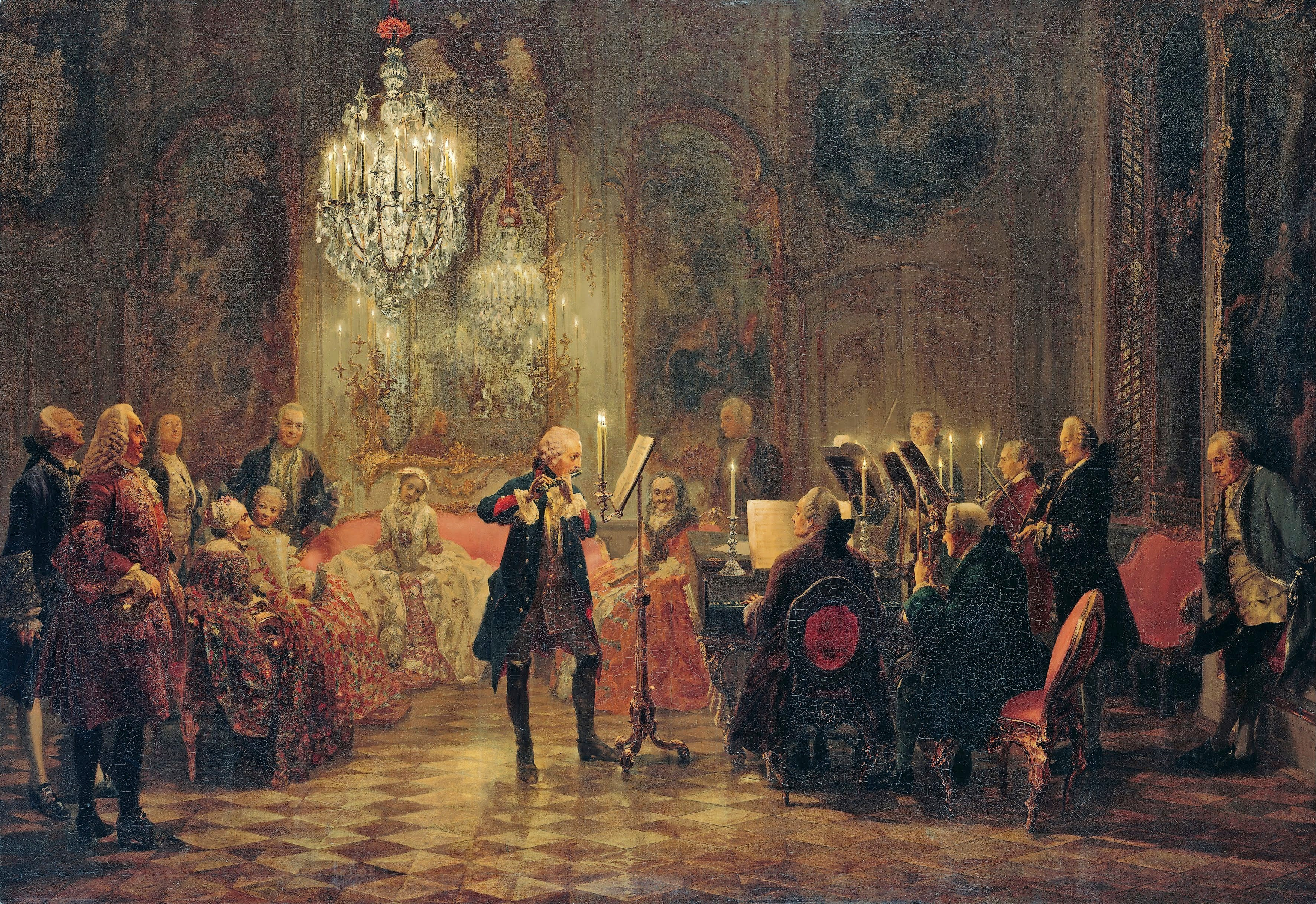
フリードリヒ大王。オーストリアとの戦いを通じプロイセンを強国に仕立て上げた啓蒙専制君主。画像はアドルフ・フォン・メンツェルによるフルートを吹く大王の歴史画（ベルリンの旧国立美術館蔵)。

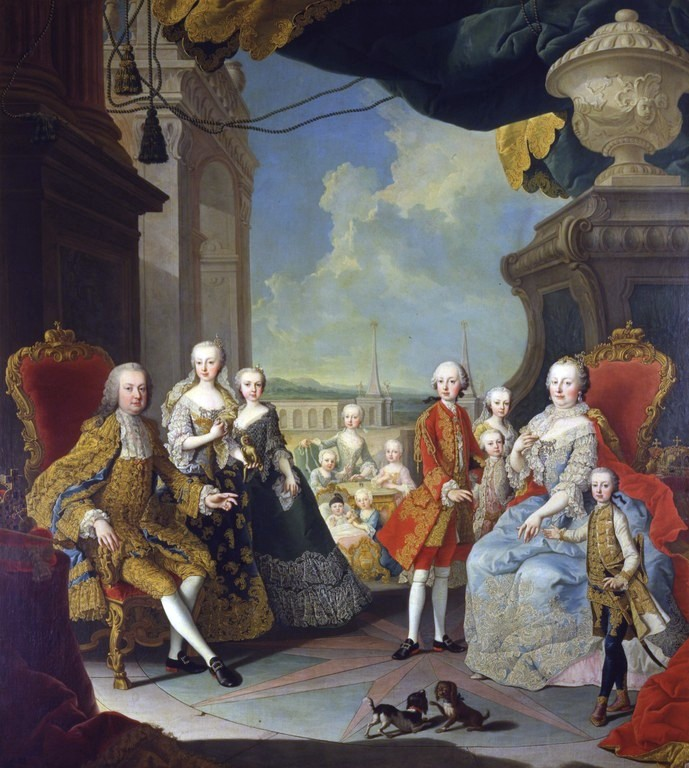
マリア・テレジア。ハプスブルク家を支えオーストリア継承戦争や七年戦争ではプロイセンを向こうに回し戦い続けた。画像はマルティン・ファン・マイテンスによる「1755年の皇帝一家の肖像（シェーンブルン宮殿蔵）」。

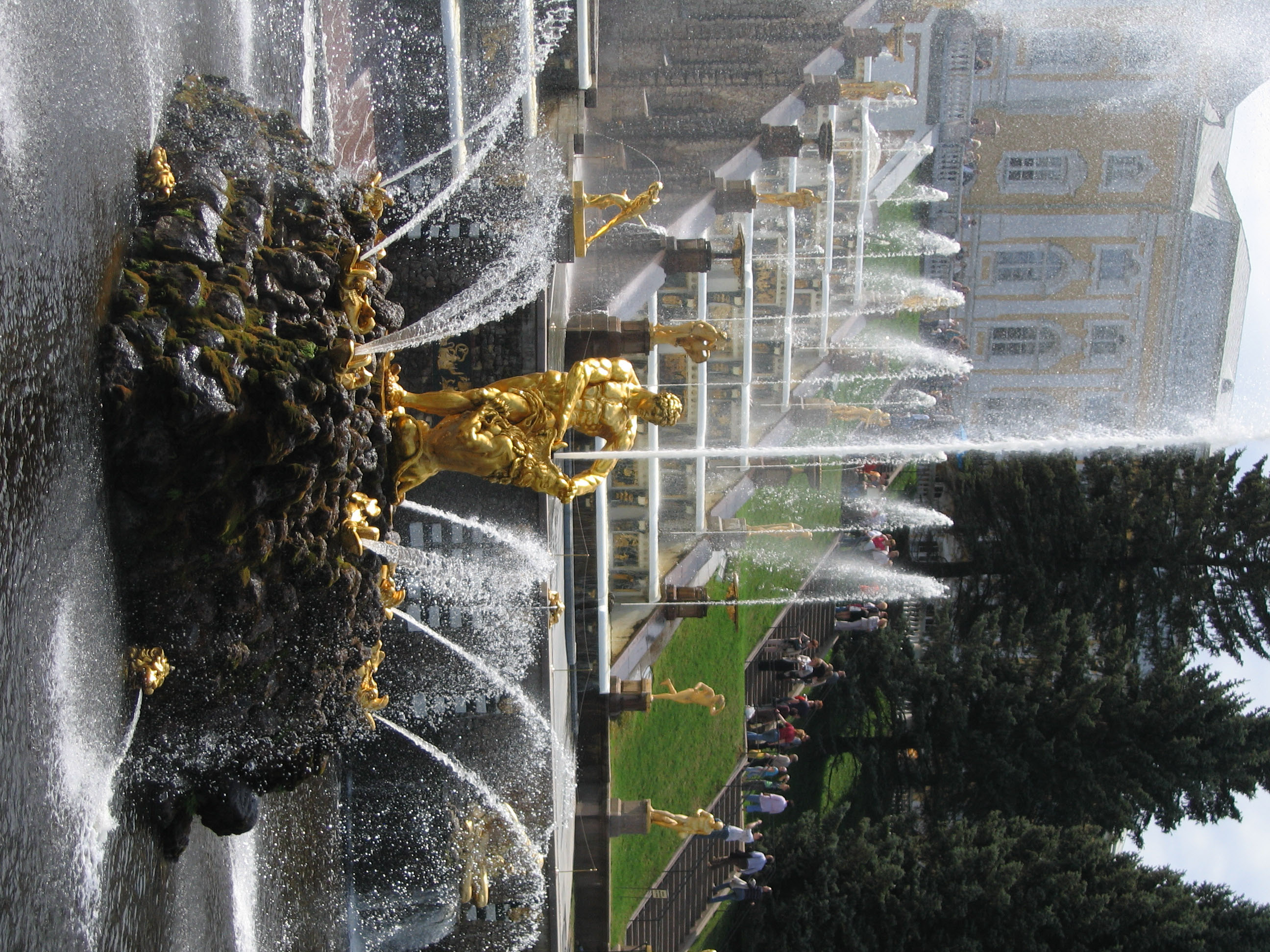
サンクトペテルブルクの建設。スウェーデンに勝利した皇帝ピョートル1世の改革によりロシアの首都は「西欧への窓」と呼ばれたサンクトペテルブルクに遷された。画像はサンクトペテルブルク近郊に造られた「ピョートル大帝の夏の宮殿（ペテルゴフ）」。

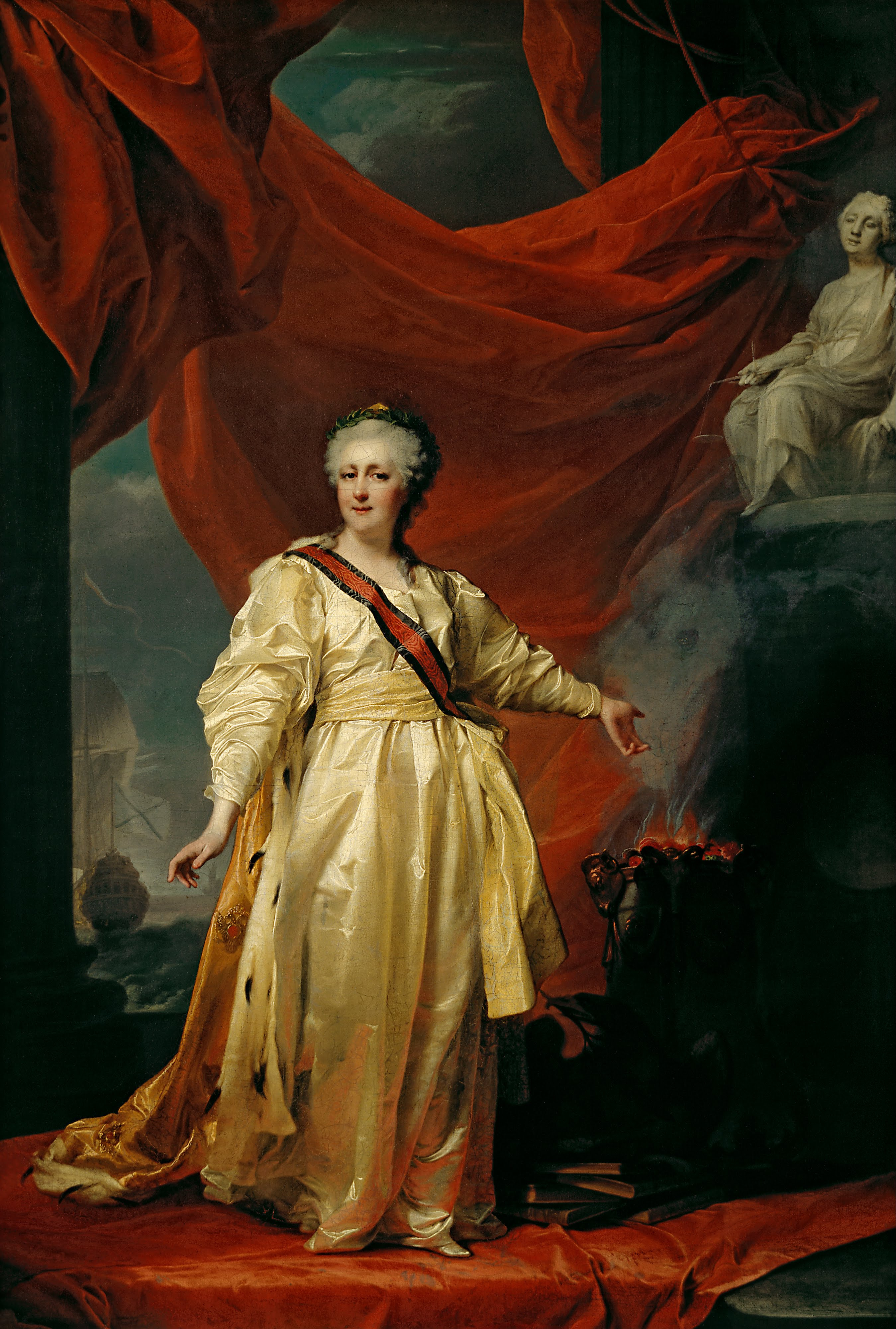
女帝エカチェリーナ2世。夫であるピョートル3世を政変で廃位し、代わってロシアの女帝として登位し、トルコとの戦いやポーランド分割を通じてロシアの強大化を図った。画像はドミトリー・レヴィツキーによる「正義の女神」に扮するエカチェリーナ2世の肖像画（モスクワのトレチャコフ美術館蔵）。

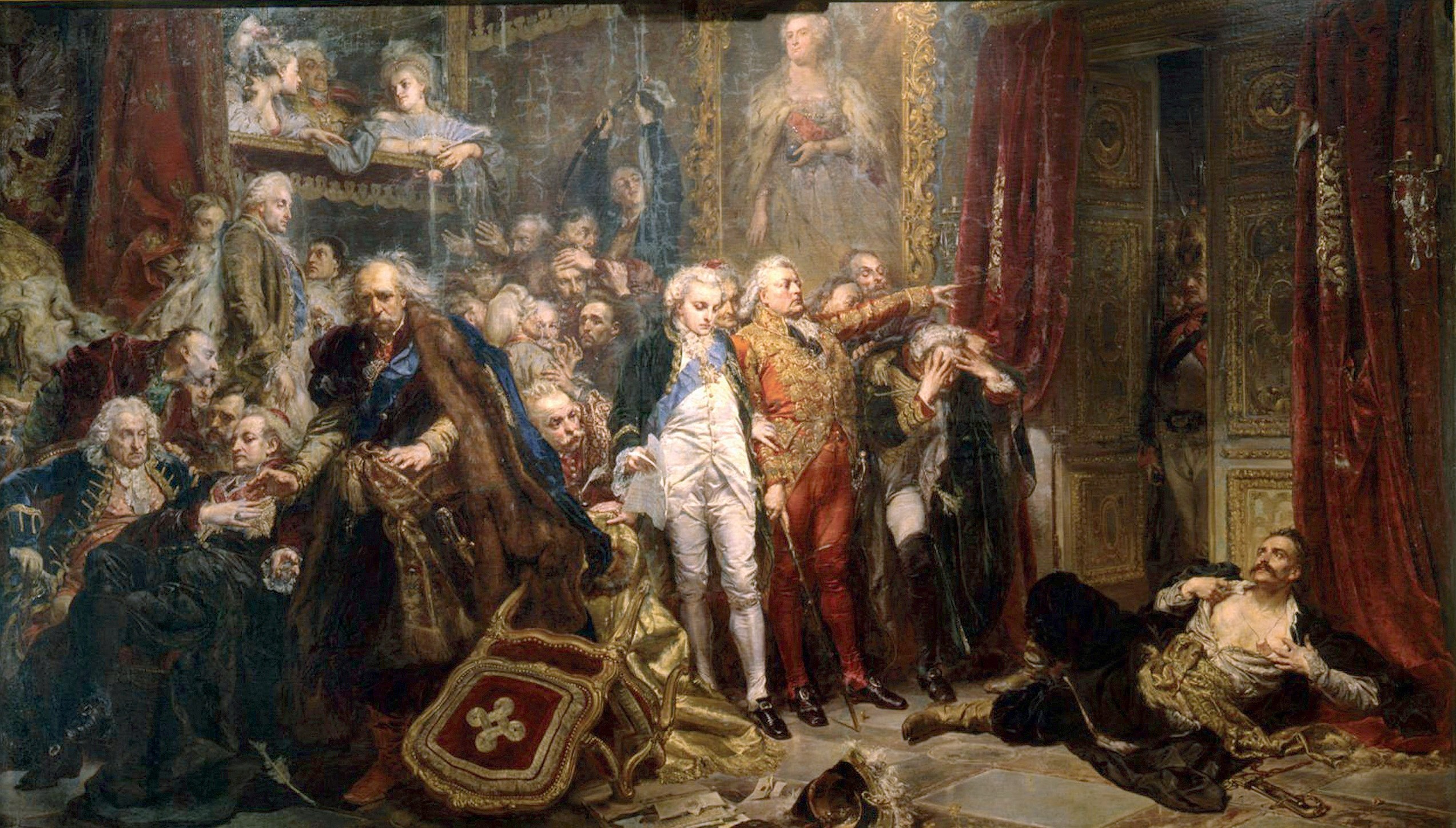
ポーランド分割。東欧の啓蒙専制君主たちによりポーランド国家は消滅した。画像はポーランド分割を決議する国会への議員の入場を阻もうとするタデウシュ・レイタンを描いたヤン・マテイコの歴史画（ワルシャワ王宮蔵）。

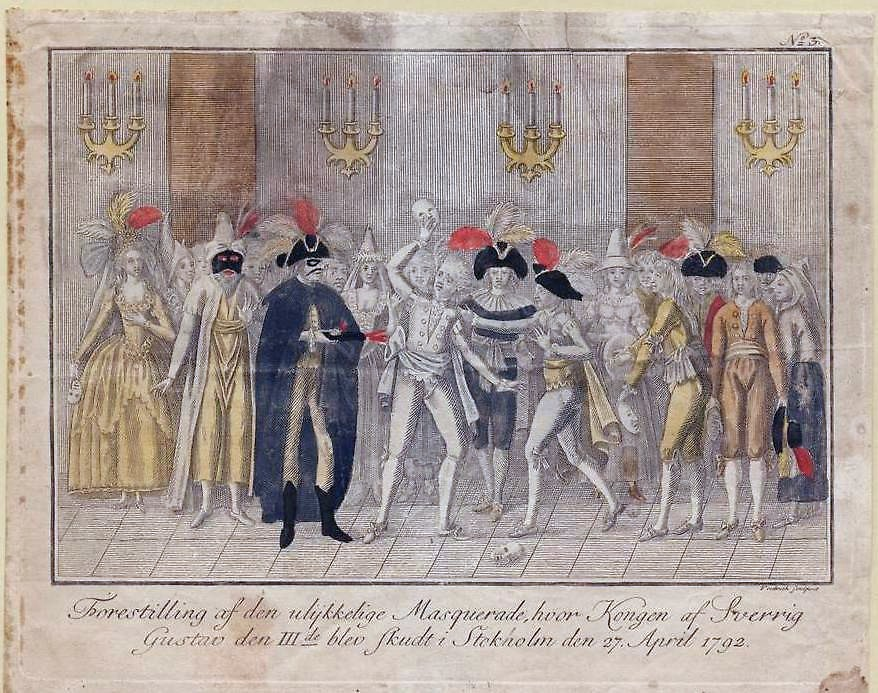
スウェーデン国王暗殺事件。啓蒙専制君主であったグスタフ3世もフランス革命後は反革命派に転じ、国内は政情不安から陰謀が渦巻いた。そして1792年に国王は劇場の仮面舞踏会にて狙撃され絶命するのである。画像はこの事件を伝える版画の挿絵。

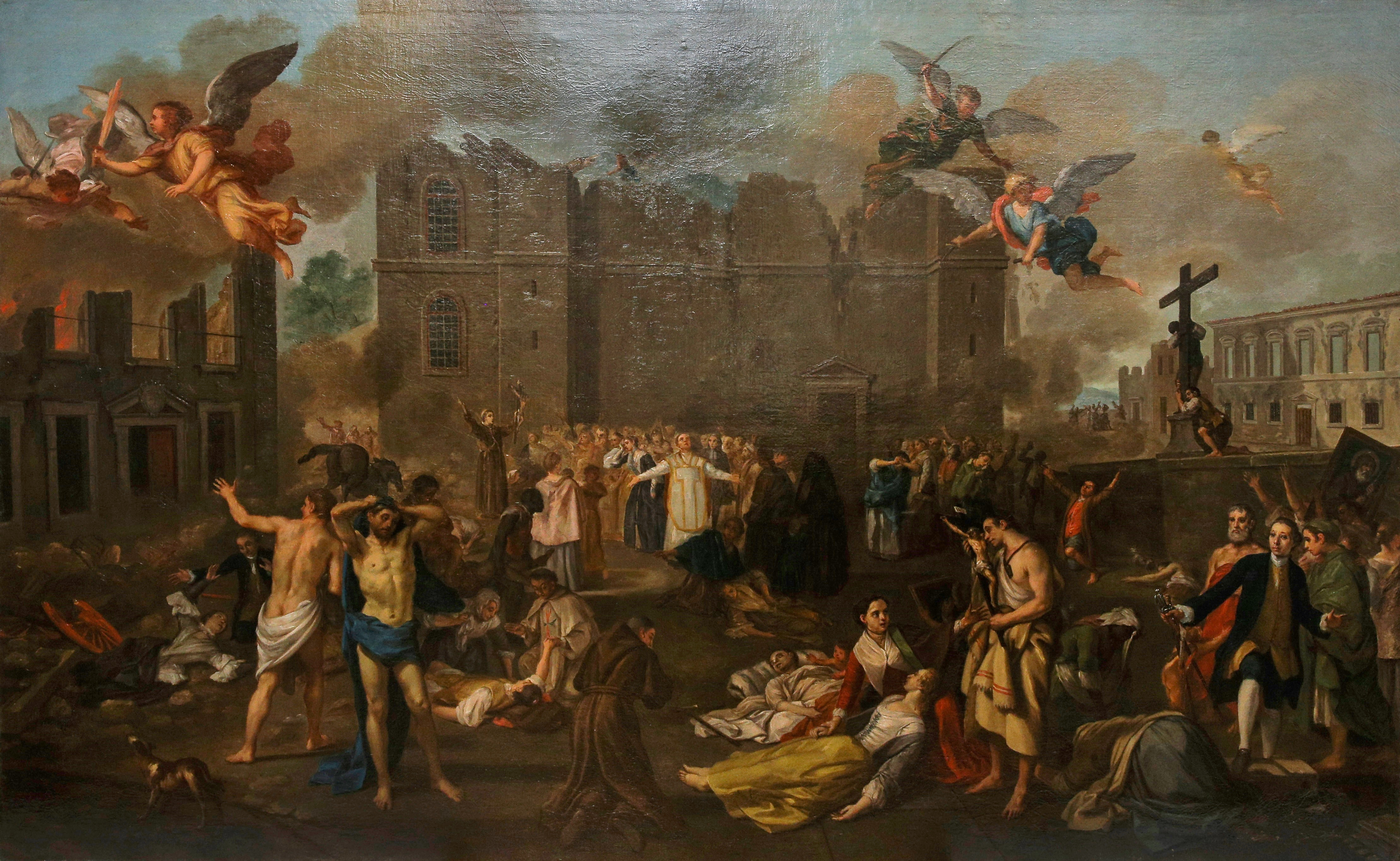
リスボン大地震。1755年11月1日の諸聖人の日に起きた惨劇でリスボン市街の80％以上が大破したと伝わる。この混乱を鎮めたのが、啓蒙主義的な宰相ポンバル侯爵で、危機に乗じて強権的な措置がとられた。画像はジョアン・グラマによるこの地震の寓意図。

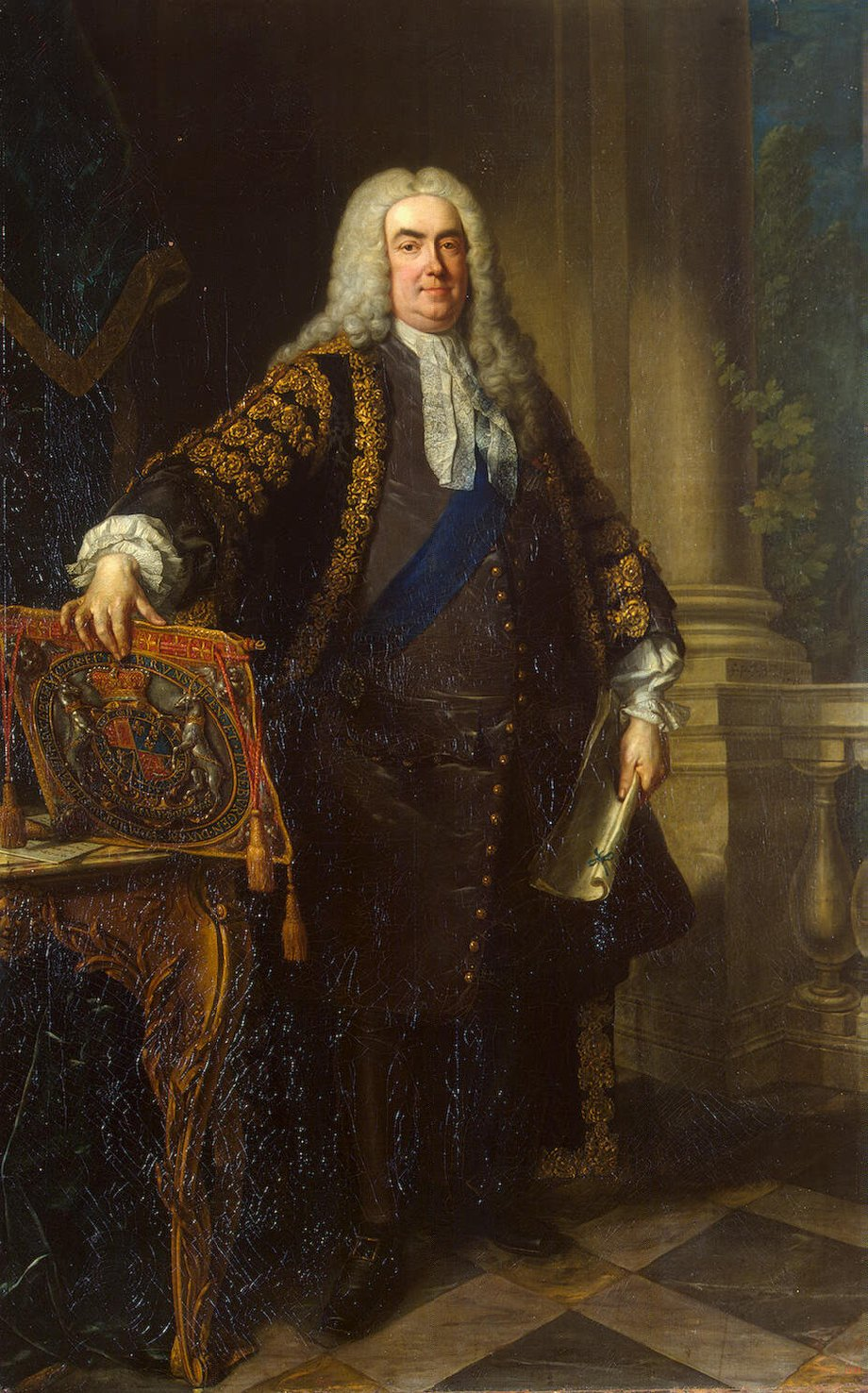
ロバート・ウォルポール。ハノーヴァー朝歴代国王に信任され第一大蔵卿から首相となり任期は20年に及んだ。責任内閣制が固まり、ダウニング10番地が首相官邸となったのは彼の時代である。

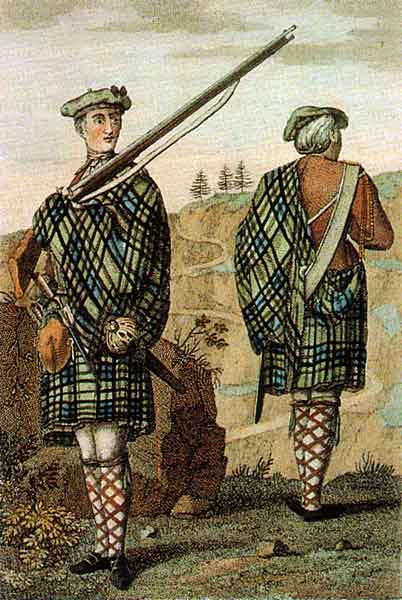
ジャコバイト壊滅。名誉革命後もスコットランドではステュアート家再興を望むジャコバイトの反乱がたびたび起こった。1745年のカロデンの戦いでの大敗でこの動きは沈静化したが、イングランド側は民族衣装のキルトやタータンを禁圧する強硬な同化政策を強いた。画像はタータンをまとったハイランド連隊の兵士たち。

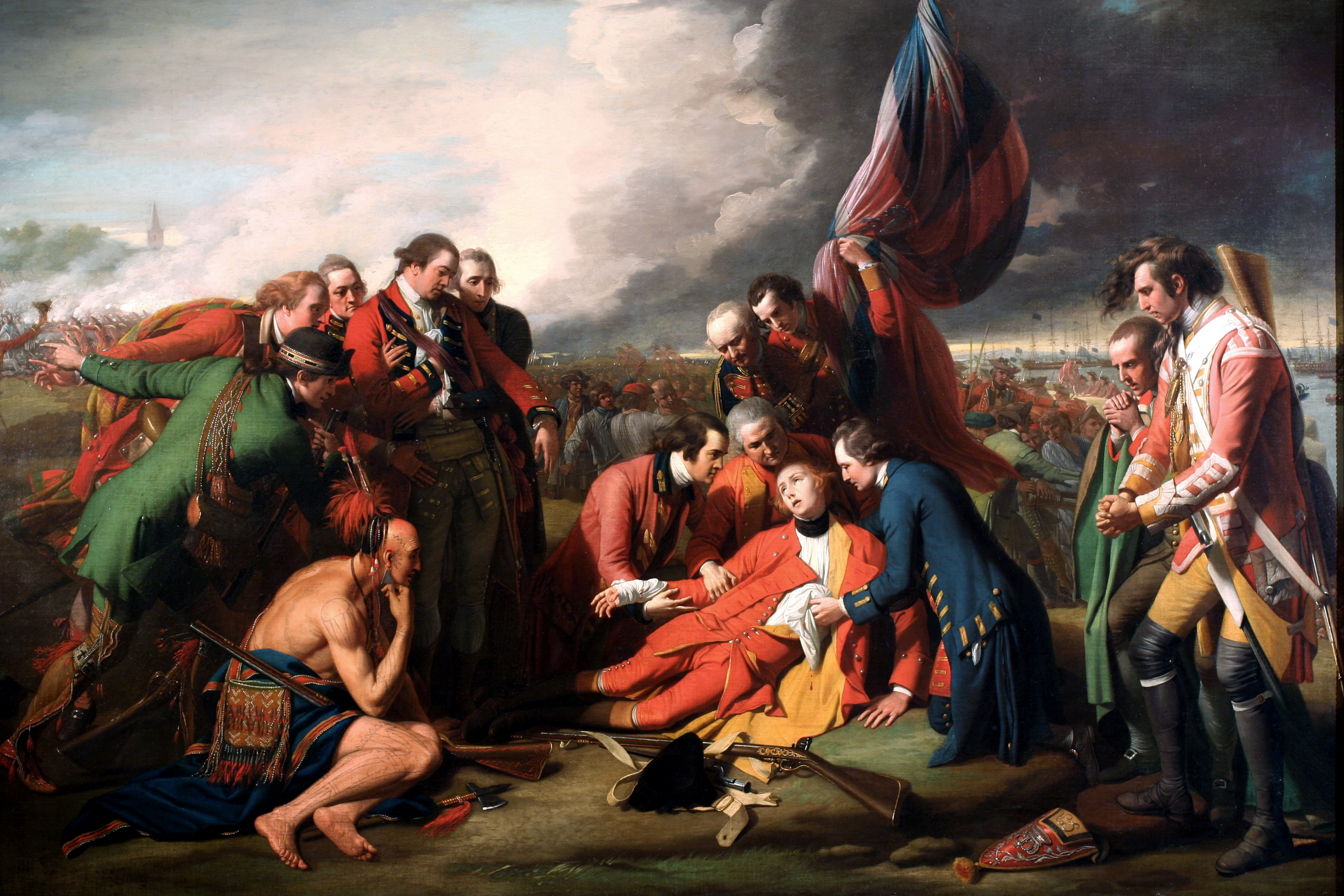
英仏第二次百年戦争。ヨーロッパを越えて新大陸やインドにも植民地をめぐる戦争は拡大した。画像はベンジャミン・ウエストによる歴史画でフレンチ・インディアン戦争（エイブラハム平原の戦い）で戦死したウルフ将軍を描いたもの（カナダ国立美術館蔵）。

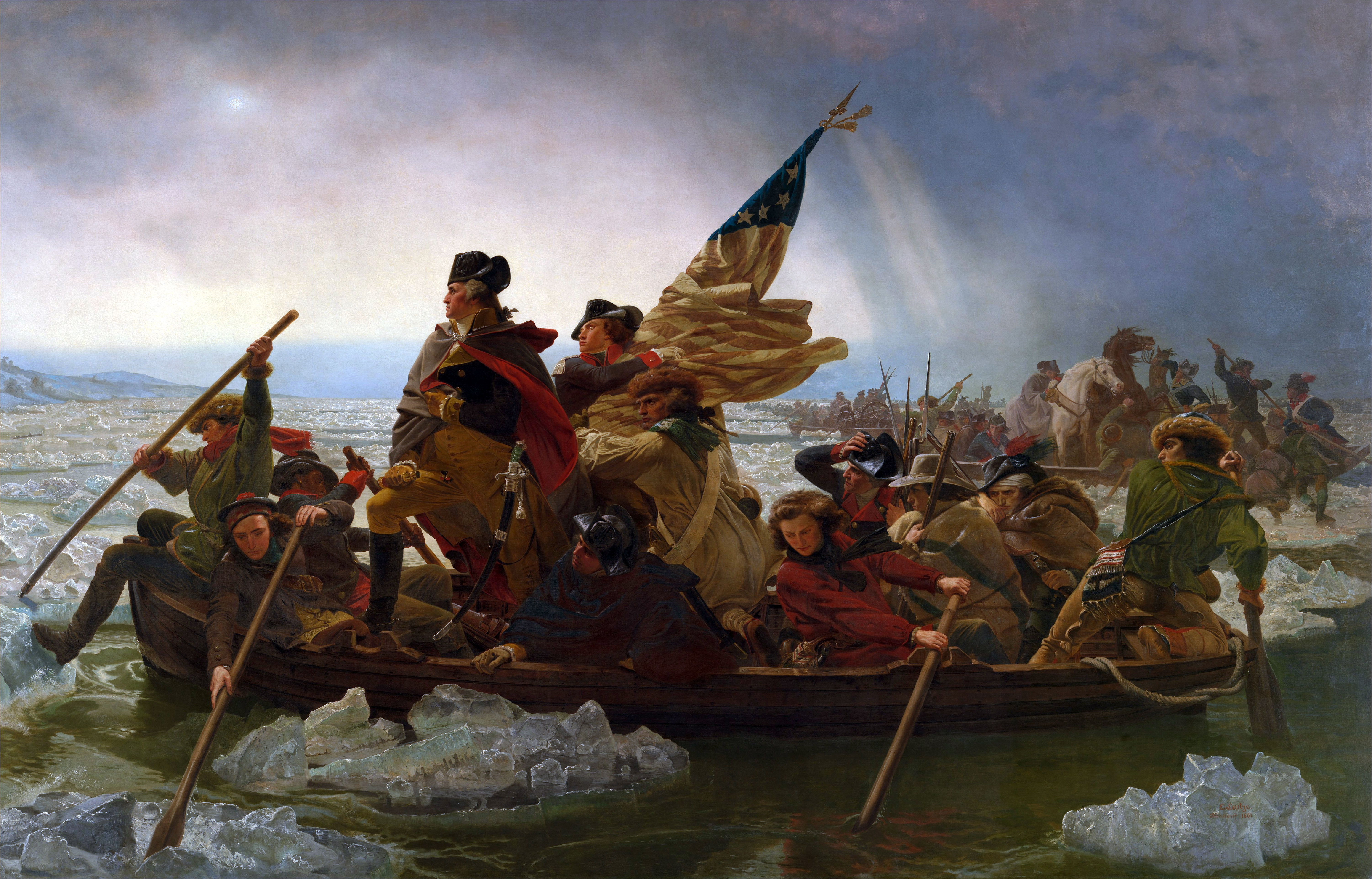
アメリカ独立戦争。この戦争の帰趨はヨーロッパの旧体制にも大きな影響を与えた。画像はエマヌエル・ロイツェによる歴史画「デラウェア川を渡るワシントン（メトロポリタン美術館蔵）」。

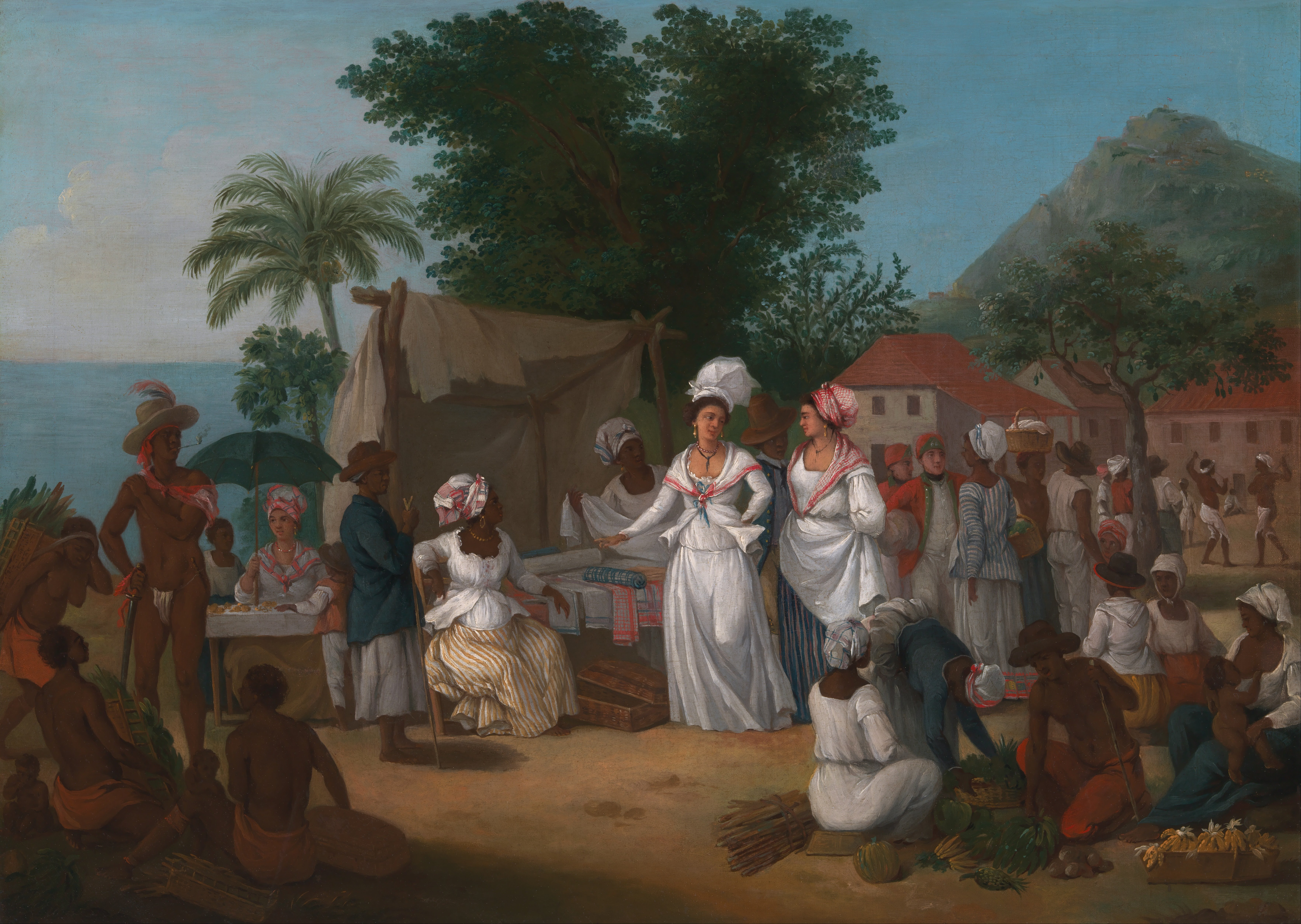
黒人奴隷貿易の最盛期。アフリカから多くの黒人が大西洋を越えて新大陸へ奴隷として運ばれた。画像はアゴスティーノ・ブルニアスの描いた「西インドにおけるリネン市場のリネン露店と野菜販売商」。

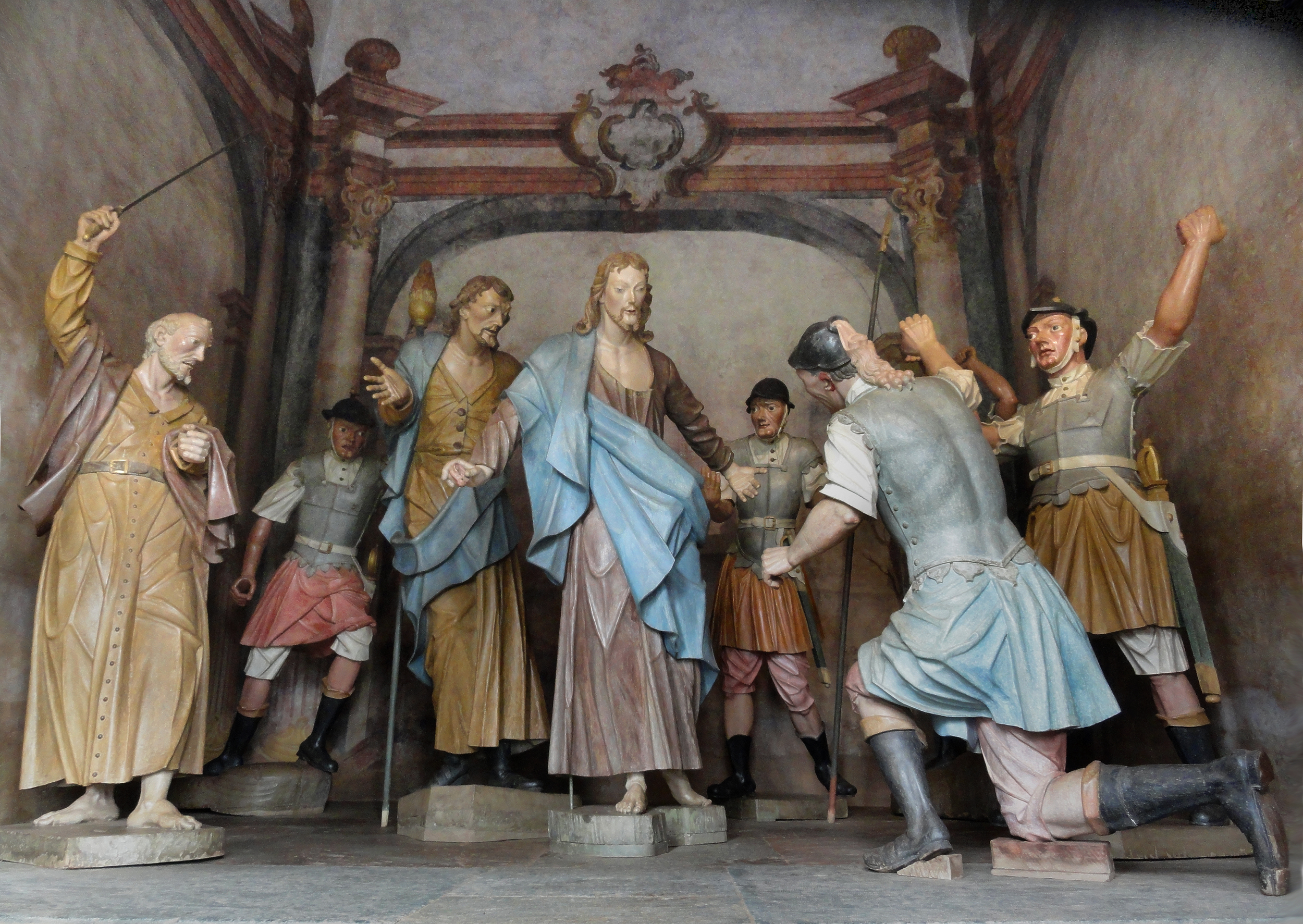
「ブラジルのミケランジェロ」。身体に障害を抱えながら優れた造形感覚により卓越した教会建築や彫刻を残したのがアレイジャディーニョである。画像はコンゴーニャスのボン・ジェズス・デ・マトジーニョス聖堂にある「キリストの捕縛」の場面の群像。

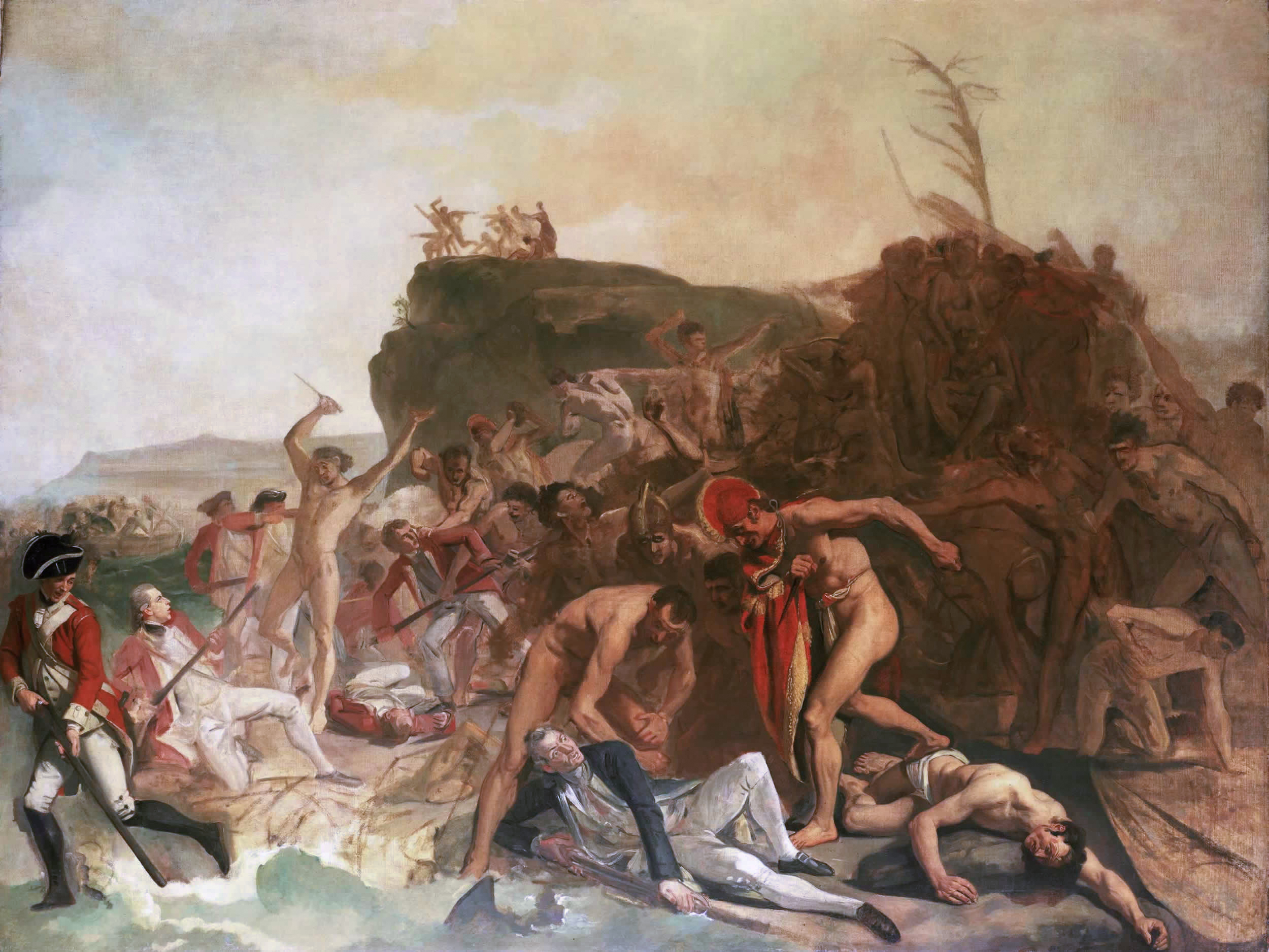
「ジェームズ・クックの死」。イギリスの海軍士官クックは太平洋各地を探検し新しい知見を得た。しかし最後の航海ではハワイ島住民との争いから殺害された。画像はヨハン・ゾファニーによる歴史画でロンドンの国立海洋博物館のもの。

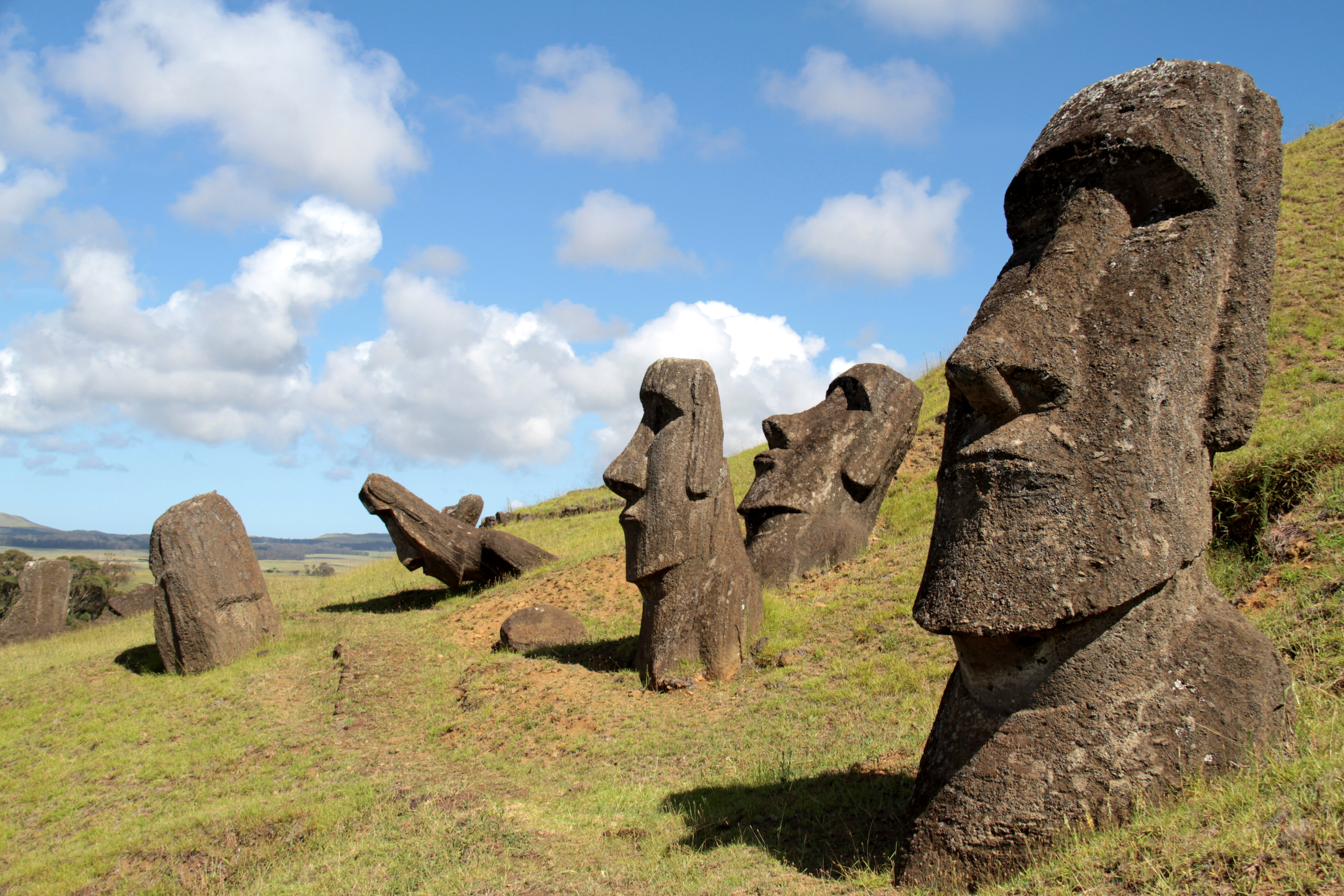
イースター島。ポリネシア系先住民が「ラパ・ヌイ」と呼んでいたこの太平洋の絶海の孤島がヨーロッパ人ヤコブ・ロッゲフェーンに「発見」されたのは1722年のイースター（復活祭）のことであった。画像は現在のイースター島にあるモアイ像。

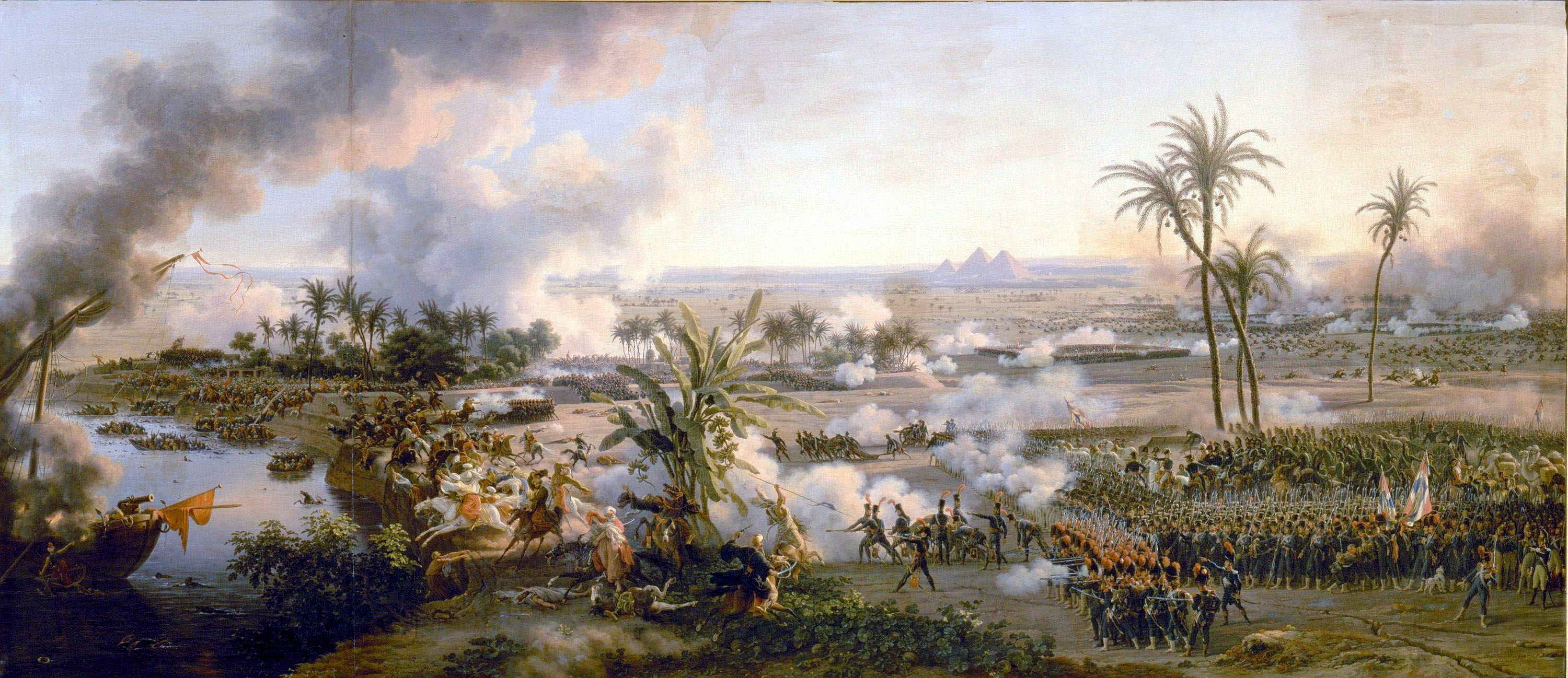
ナポレオンのエジプト遠征。1798年に始まるフランス軍の襲来はイスラム世界全体を震撼させ、エジプトの近代化を促す端緒となった。画像はルイ＝フランソワ・ルジューヌが描いた「ピラミッドの戦い（ヴェルサイユ宮殿蔵）」。

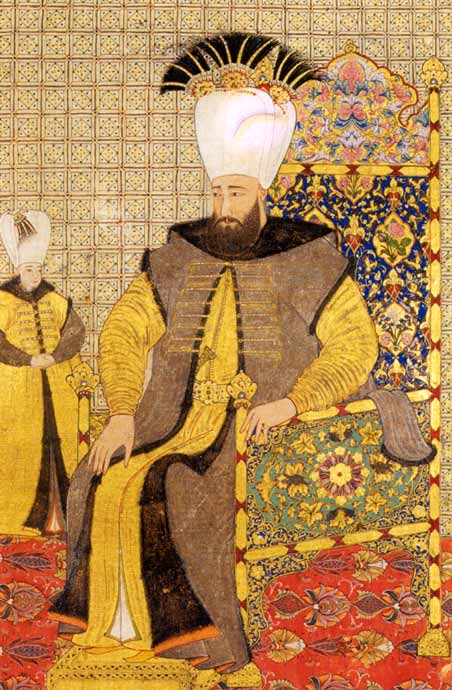
チューリップ時代。18世紀初頭にオスマン帝国は安定期を迎え、西欧文化がスルタン周辺でも盛んに取り入れられた。画像はこの時代を代表するスルタン・アフメト3世の肖像画で細密画家レヴニーの作。

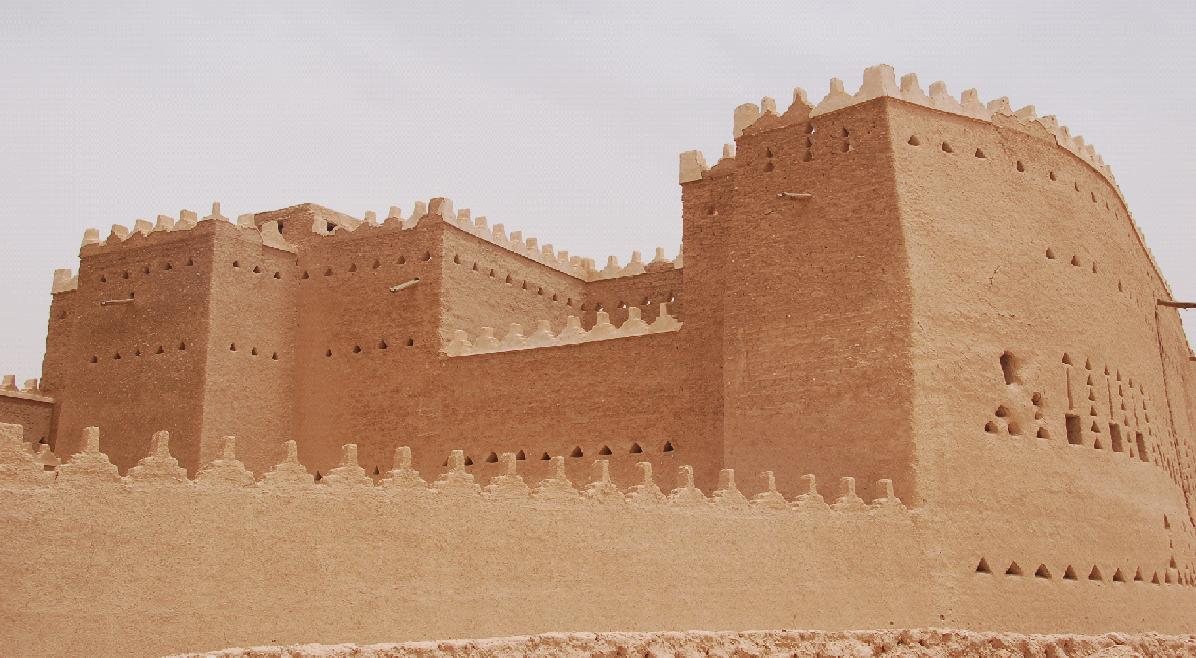
ワッハーブ派の発展。イスラム教の原点回帰を目指すワッハーブ運動を受け入れたのがアラビア半島の豪族であったサウード家のムハンマド・イブン・サウードであった。彼は周囲を征服しディルイーヤを都とする第一次サウード王国を建国することになる。画像はディルイーヤのサアド・イブン・サウード宮殿の遺跡。

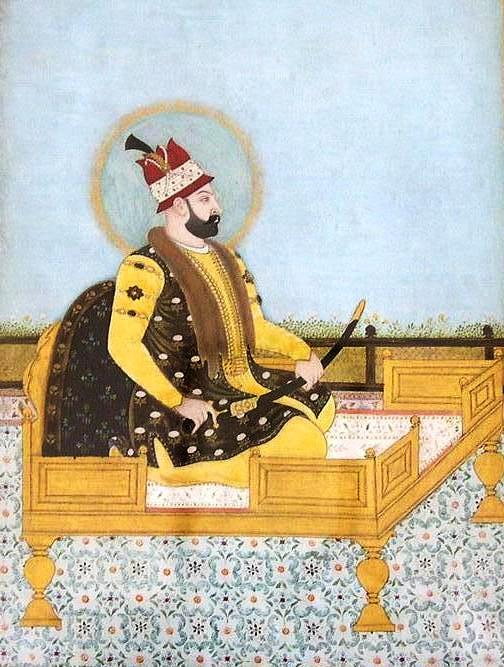
アフシャール朝の君主ナーディル・シャーの肖像。イランのサファヴィー朝を滅ぼし、インドのムガル帝国を急襲し一時的にデリーを制圧するなど「第二のアレクサンドロス」の異名をとる活躍を見せた。

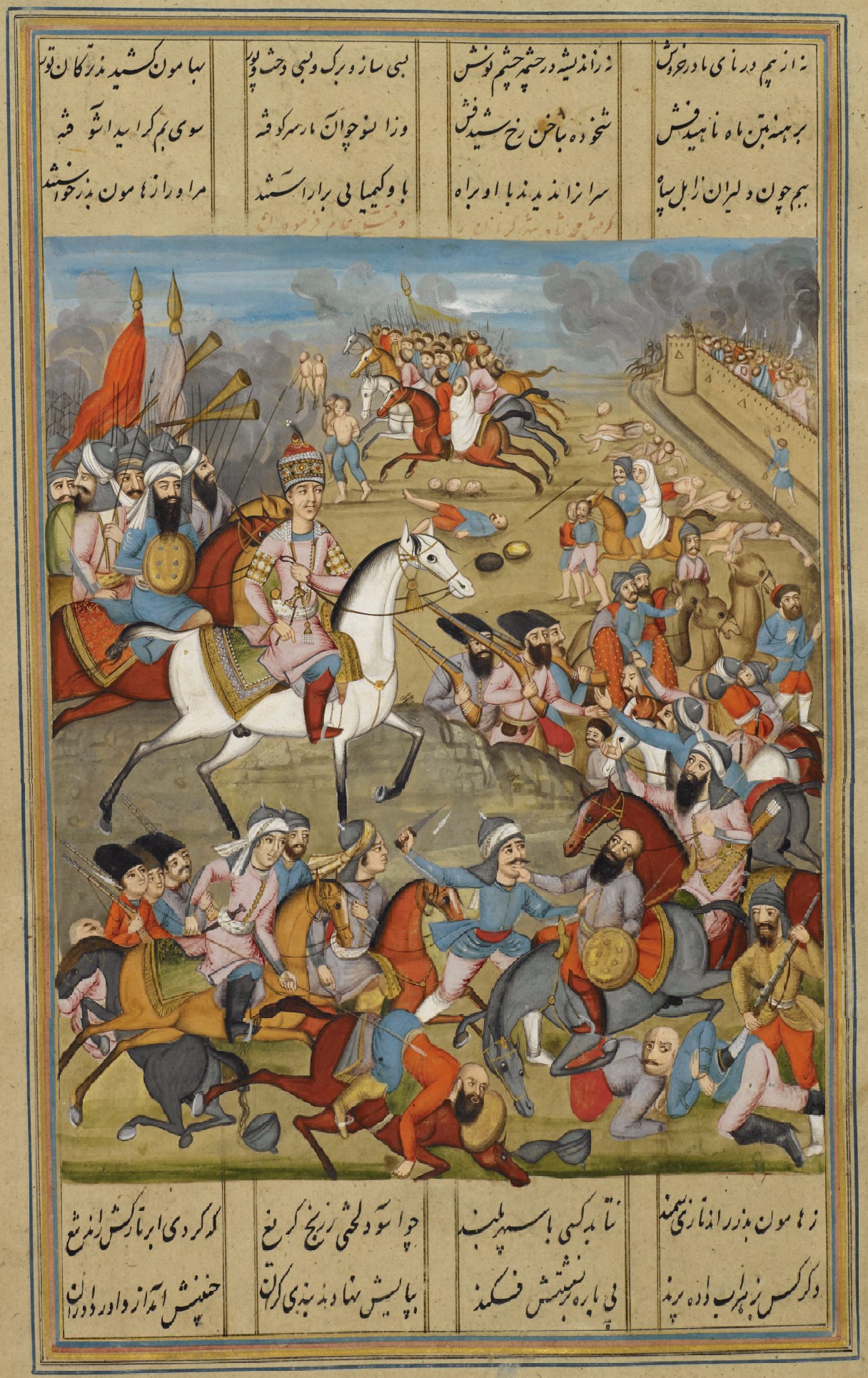
カージャール朝の勃興。初代君主アーガー・モハンマド・シャーはテヘランを根拠地として一族をまとめあげザンド朝を倒してペルシアに新王朝を設立した。画像はアーガーが勝敗を決めたケルマーンの征服を描いた図。

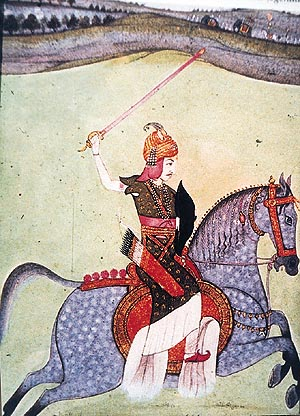
マラータ同盟。ムガル帝国が衰退したインドではデカンを根拠地とするマラータ同盟の勢力が拡大した。画像はこの同盟を率いてムガル帝国を翻弄した宰相（ペーシュワー）バージー・ラーオ。

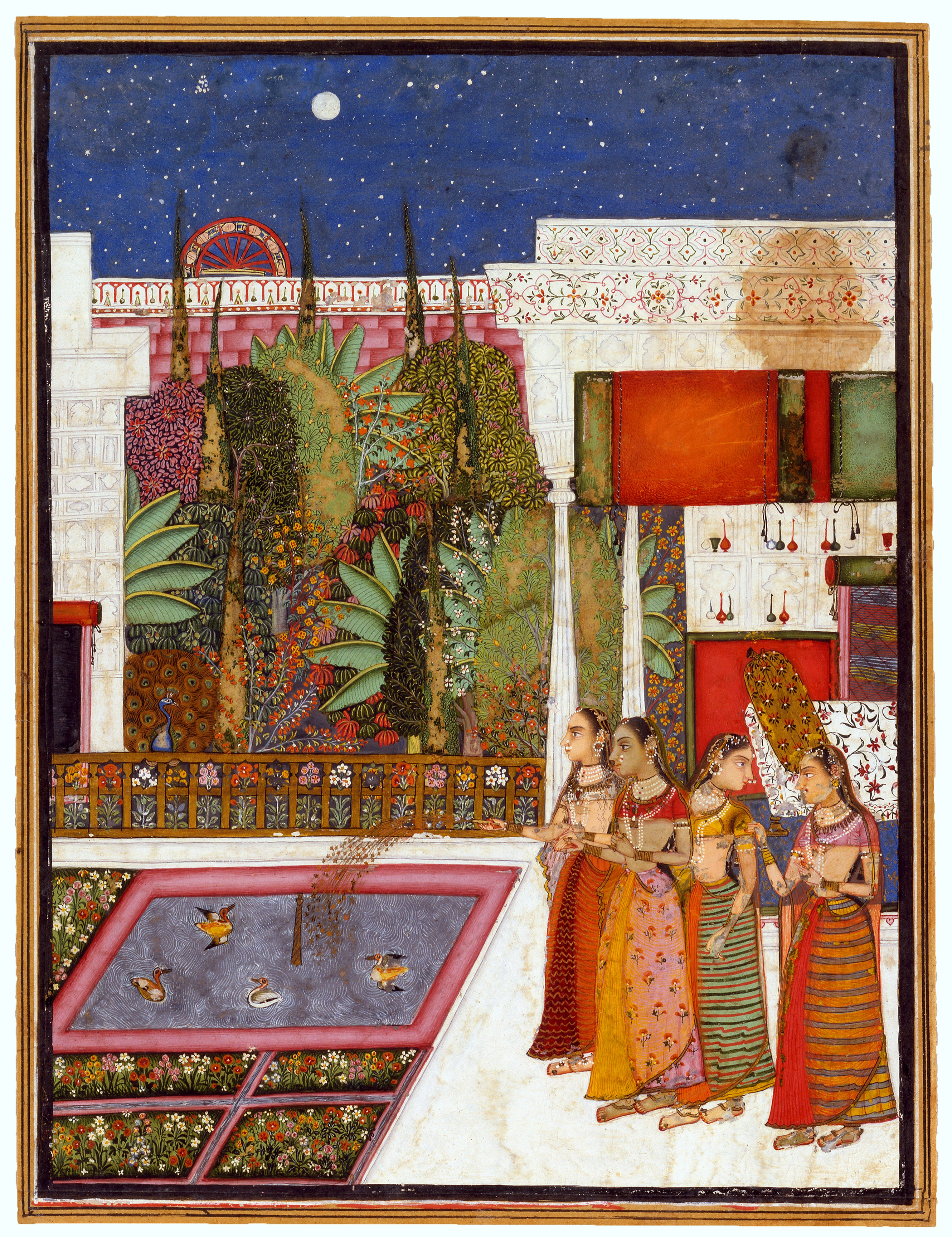
ラージプート絵画。ムガル帝国の衰退とともに各地のヒンドゥー勢力による芸術の振興が図られ、地方の特色を生かした作品が多く生み出された。画像はラージャスターン地方のブーンディーで1700年代に描かれた宮廷の女性たちの細密画。

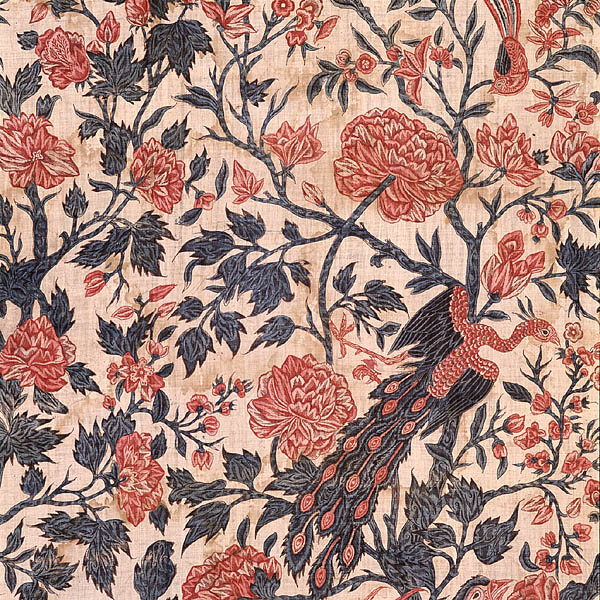
インド木綿の流行と衰退。ヨーロッパ諸国の需要増大によりインドの木綿産業は18世紀半ばまでに絶頂を迎えた。白綿布はキャラコと、染めた綿布はチンツ（インド更紗）と呼ばれ人気を博した。しかし18世紀の後半には産業革命によるイギリス綿織物業の追い上げがあり、次第に衰勢に向かうことになる。

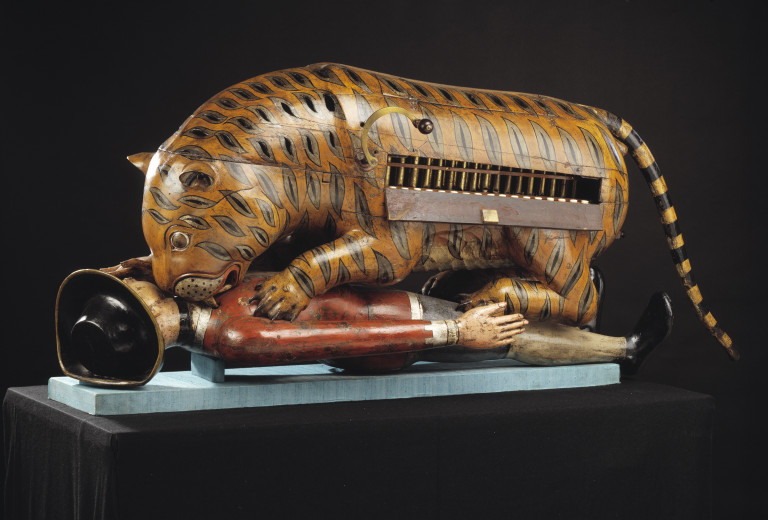
「マイソールの虎」ティプー・スルターン。マイソールの君主としてティプー・スルターンは第四次マイソール戦争ではイギリス軍を相手に壮絶な最期を遂げた。画像は彼が所有していた「ティプーの虎」と呼ばれた自動楽器で白人に飛びかかる虎のデザインが印象的である。

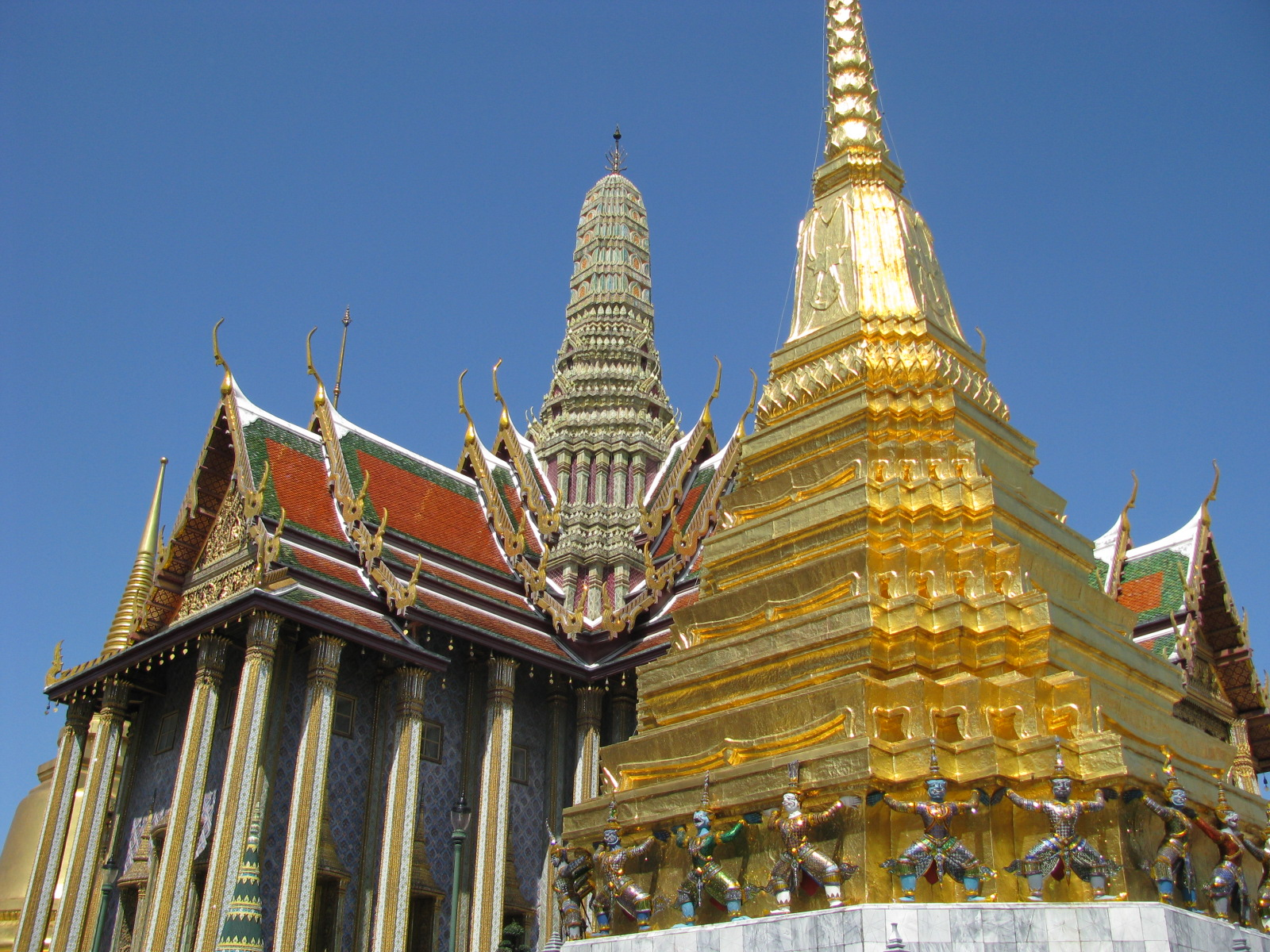
ワット・プラケーオ（エメラルド寺院）。チャクリー朝初代のラーマ1世によって建立された仏教寺院。正式名称はワット・シーラッタナーサーサダーラーム。

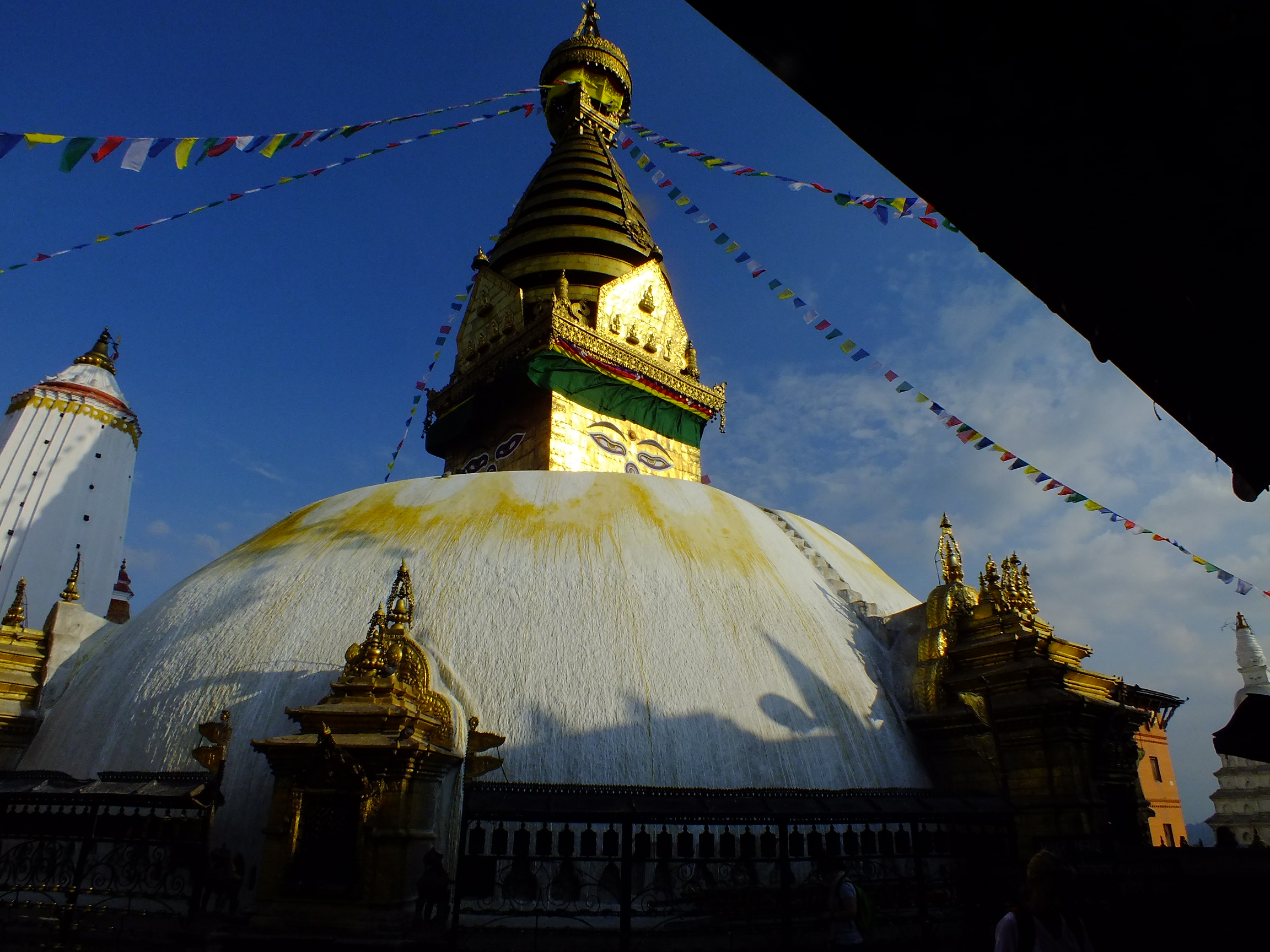
ネパールの統一。ゴルカのプリトビ・ナラヤン・シャハ王によりマッラ朝の三都体制は崩壊し、カトマンズを中心とするゴルカ朝ネパール王国が成立した。画像はカトマンズを代表するスワヤンブナート寺院の仏塔と「仏陀の目」。

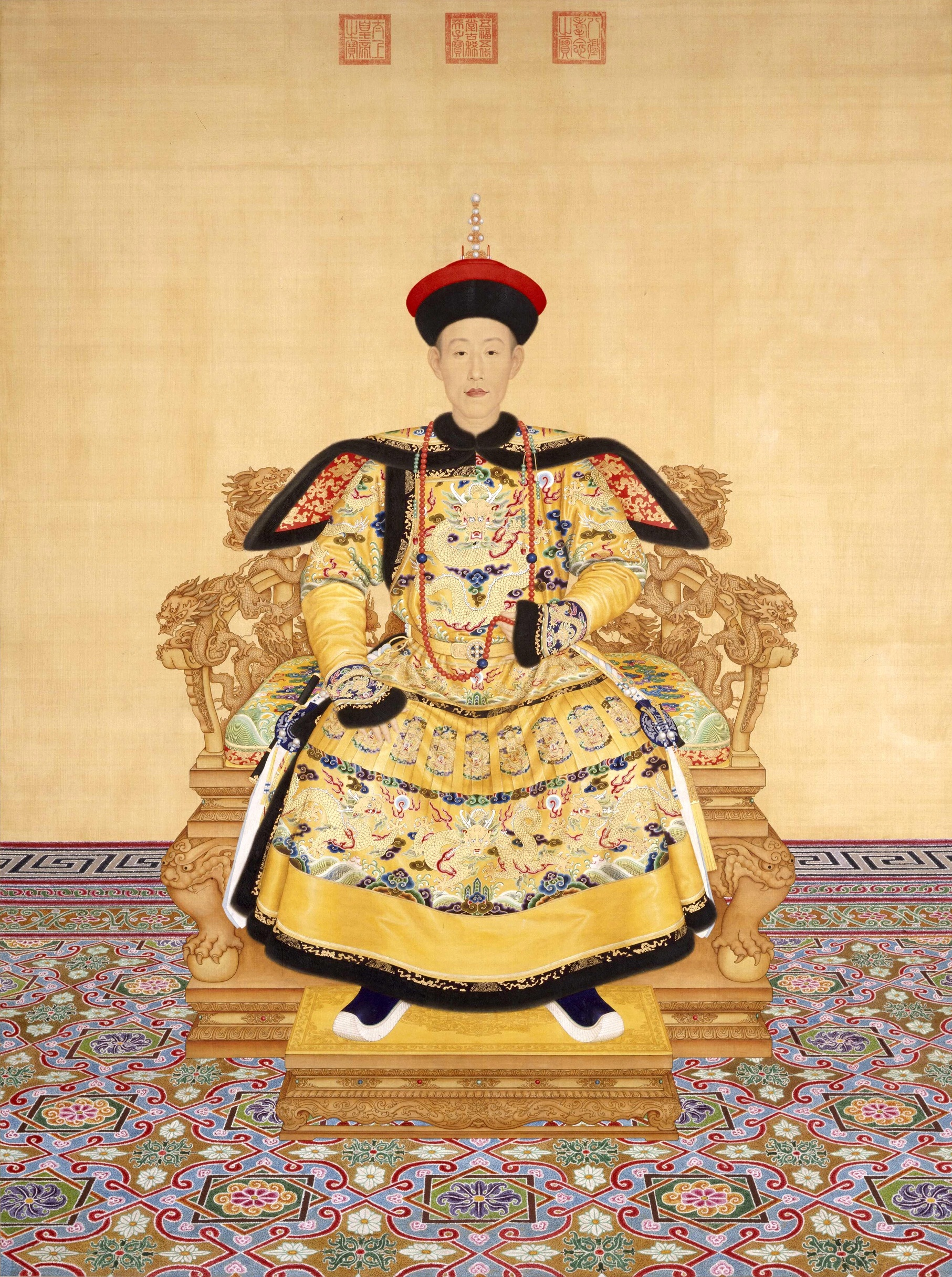
清朝の繁栄。乾隆帝はおよそ60年間の治世で「十全武功」を誇り、東アジアの大帝国の君主として君臨した。画像はイエズス会士ジュゼッペ・カスティリオーネ（郎世寧）によって描かれたもの。

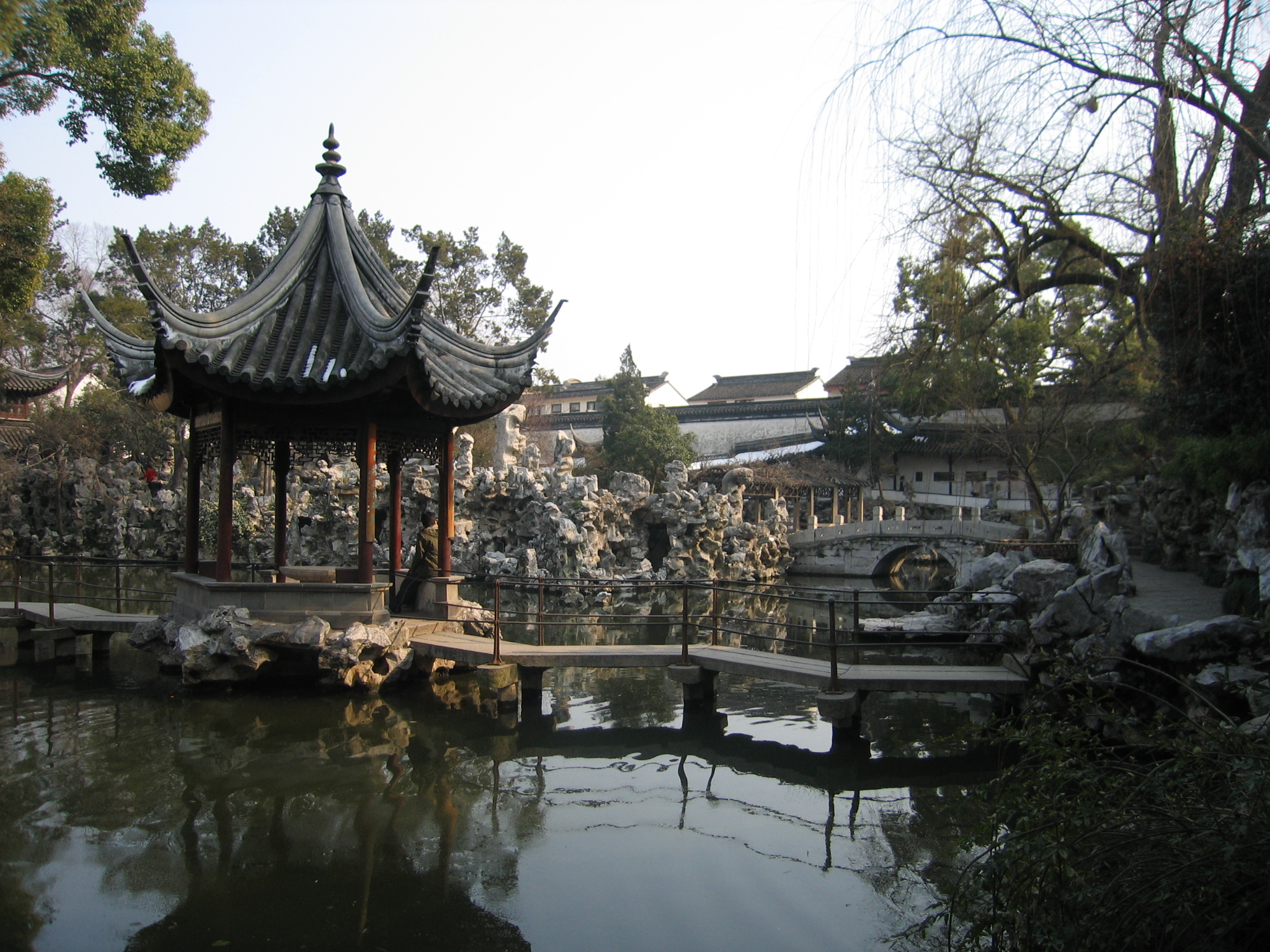
蘇州古典園林。五代から清にかけて蘇州では美しい庭園が数多く作られた。画像はその一つ「獅子林」で造営は元代に遡るが、六度の南巡を行った乾隆帝は蘇州に来ると必ず立ち寄り詩を詠むほどの愛好ぶりを示した。

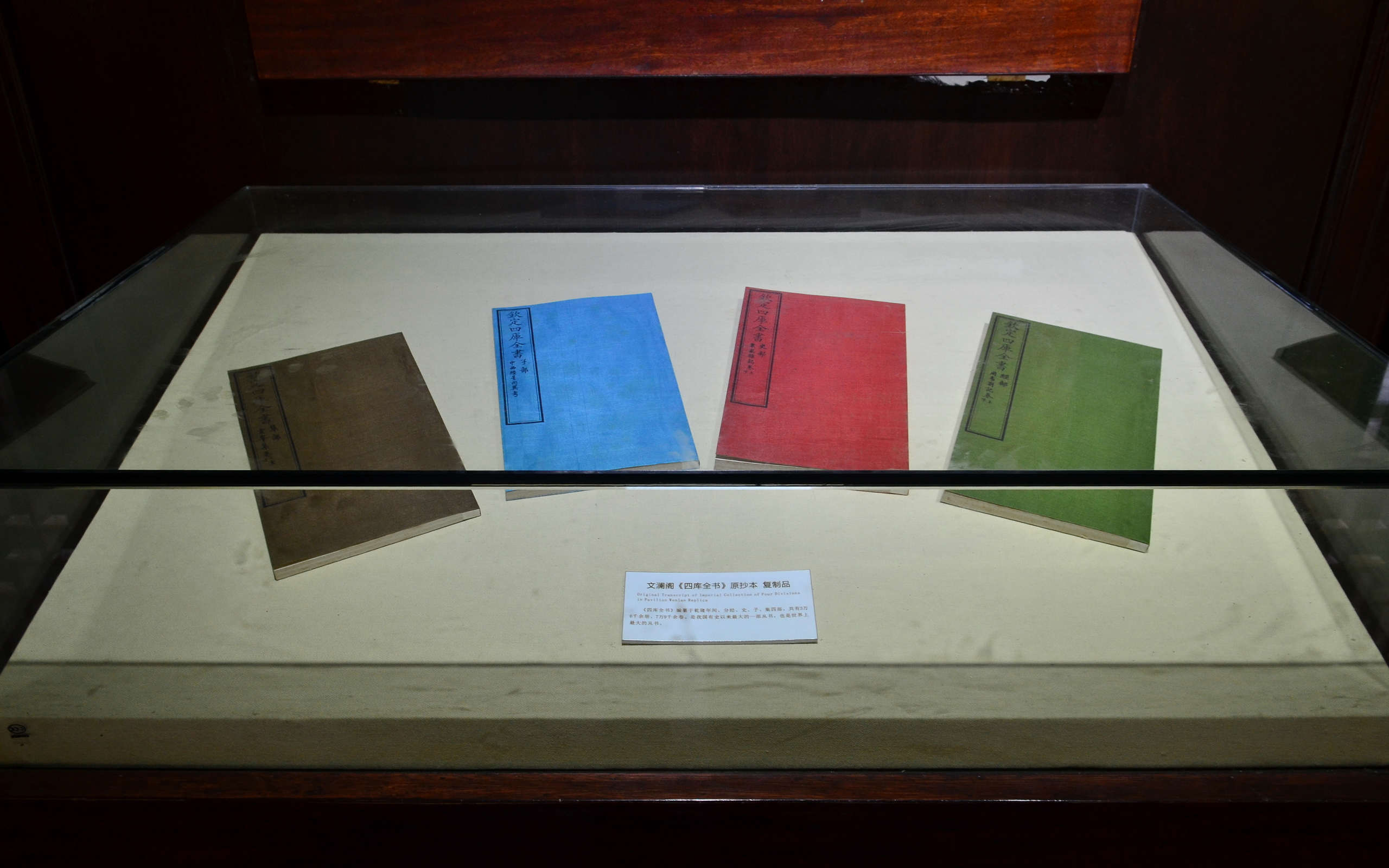
乾嘉の学。乾隆帝と次の嘉慶帝の時代にかけて考証学は大きく花開いた。とりわけ乾隆帝による「四庫全書」の編纂には総編集の紀昀を始め戴震ら考証学者の多くが参加した。画像は西湖博物館所蔵の「四庫全書」文瀾閣本複製。

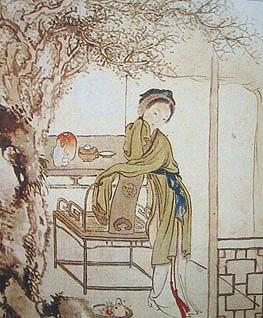
『紅楼夢』。没落した漢人八旗の家に生まれた曹雪芹により描かれた長編小説で、男女の情愛の細かな機微をとらえていることで定評がある。当時の皇帝乾隆帝も目を通したと言われ、身分の上下を問わず「紅迷」と呼ばれる熱狂的なファンも生み出した。画像は徐宝篆の挿絵。

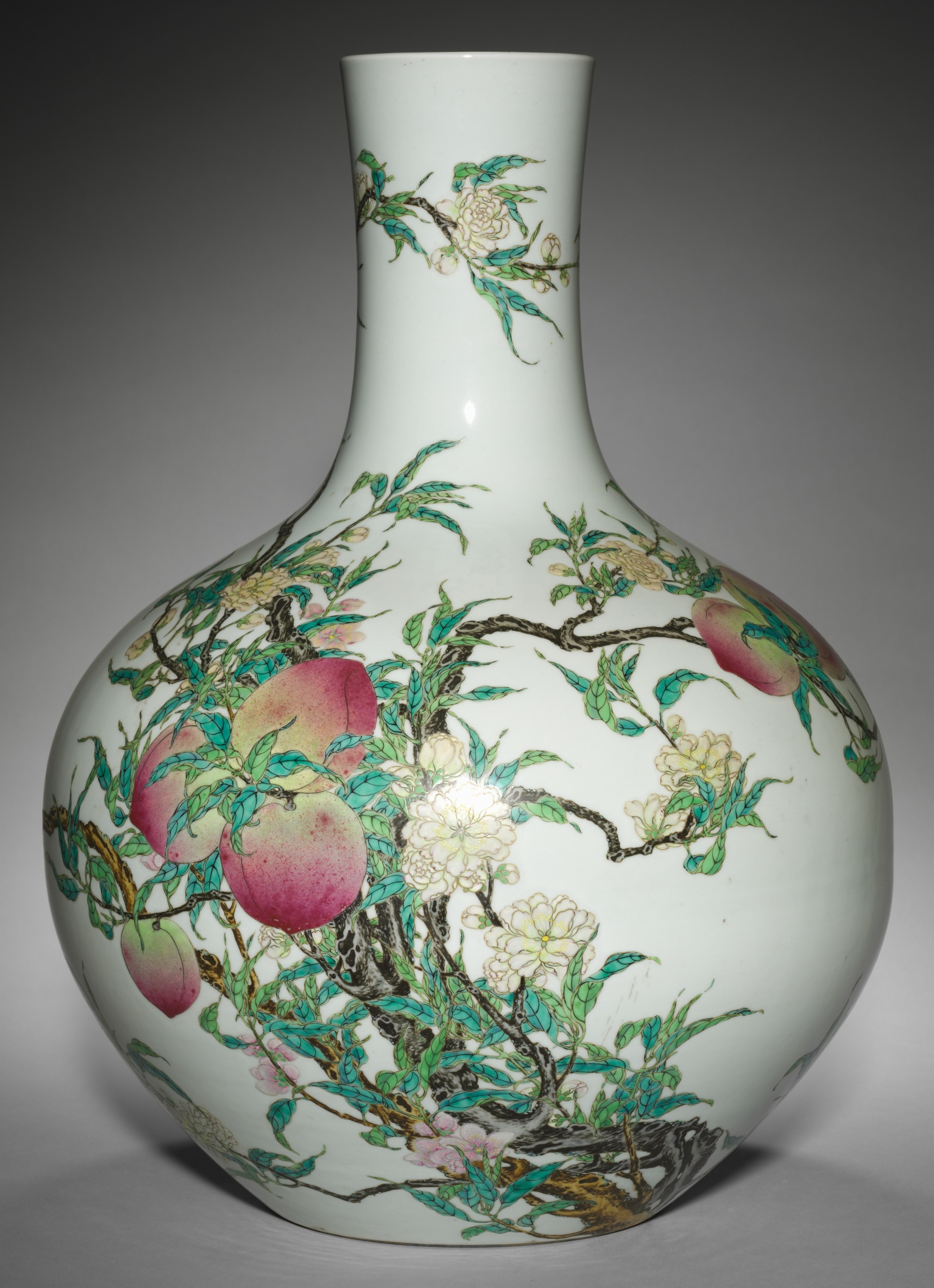
清朝陶磁器の精華。乾隆帝の時代までに西洋の七宝焼の技術が導入され、官窯陶磁の絵付けは写実的なものとなり、技巧は極限まで追求された。画像は「粉彩桃文天球瓶」（クリーブランド美術館蔵）。

中国趣味（シノワズリ）。イエズス会士らの報告による清朝の繁栄ぶりは西欧諸国の人々に「幻想の東洋」のイメージを膨らまさせた。画像はフランス人フランソワ・ブーシェによる「中国の庭園（部分 ブザンソン美術館蔵）」。

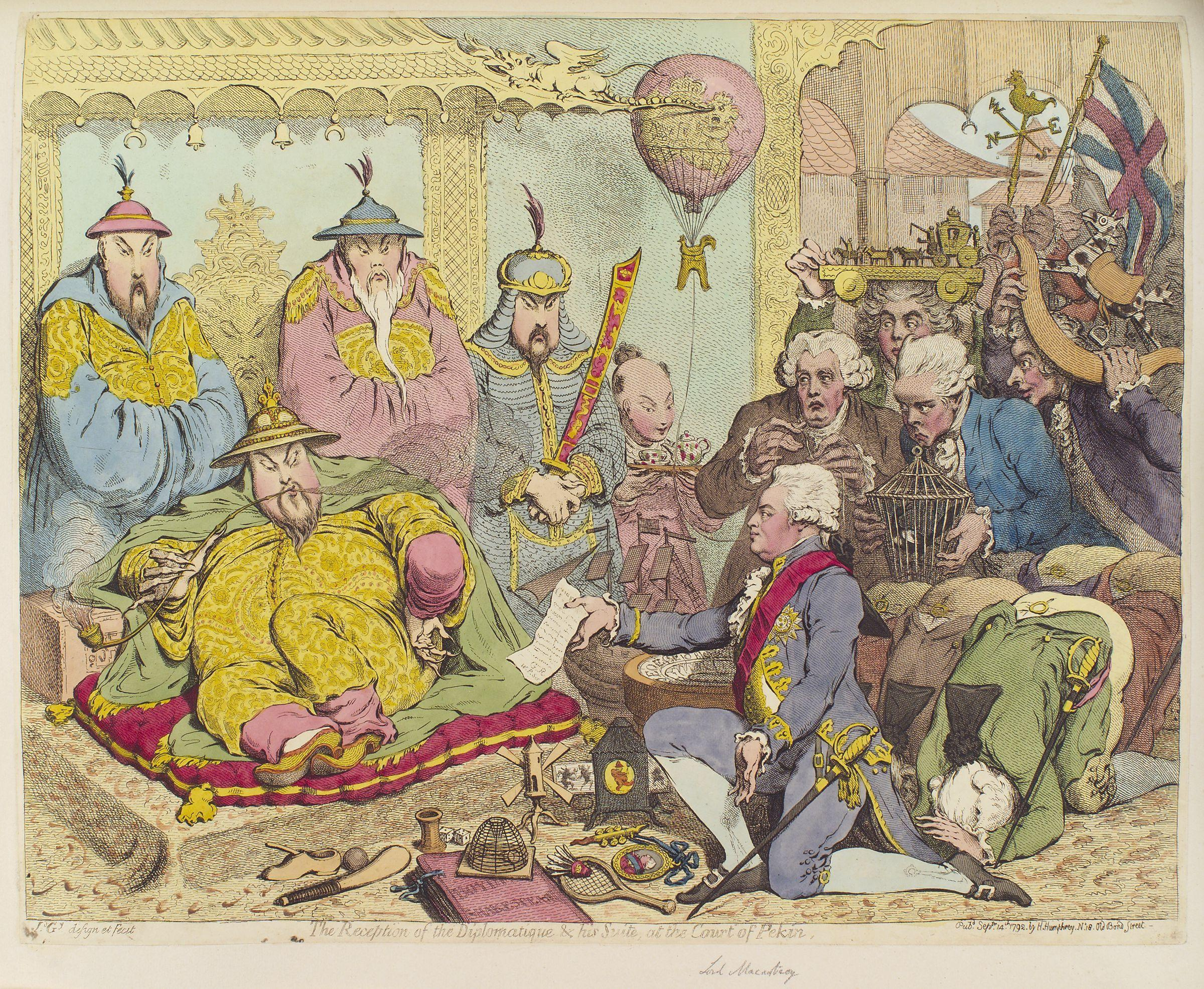
マカートニーの来訪。イギリス全権使節として派遣されたマカートニーは熱河離宮にて既に80歳を超えていた乾隆帝と貿易拡大の交渉を行った。交渉は不調で中国に対する視線は一方的な賛美から批判的なものへと変わっていった。画像はマカートニー使節団を描いたジェイムズ・ギルレイの風刺画（ロンドン・ナショナル・ポートレート・ギャラリー蔵）。

元禄文化。17世紀末から18世紀の初めの将軍徳川綱吉の時代に上方を中心に豪華で活気ある文化が花開いた。画像は尾形光琳の「燕子花図屏風」（東京・根津美術館蔵）。

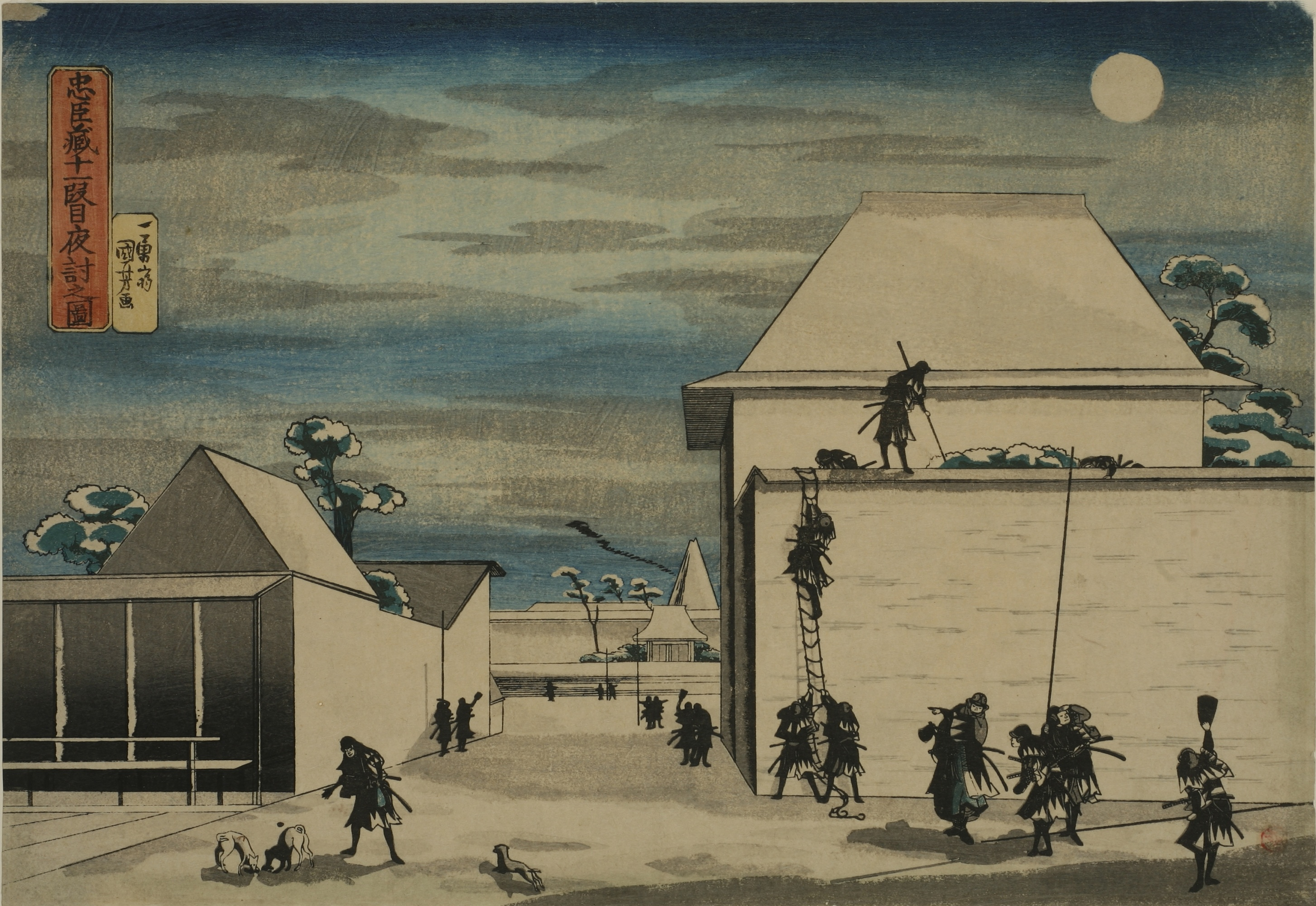
忠臣蔵。大石良雄率いる赤穂浪士が吉良義央を襲撃した｢赤穂事件」は、1748年には『仮名手本忠臣蔵』として舞台化され大当たりをとったばかりでなく、日本人の倫理観や美意識にも大きな影響を与えた。画像は幕末の浮世絵師歌川国芳による浪士討ち入りの図。

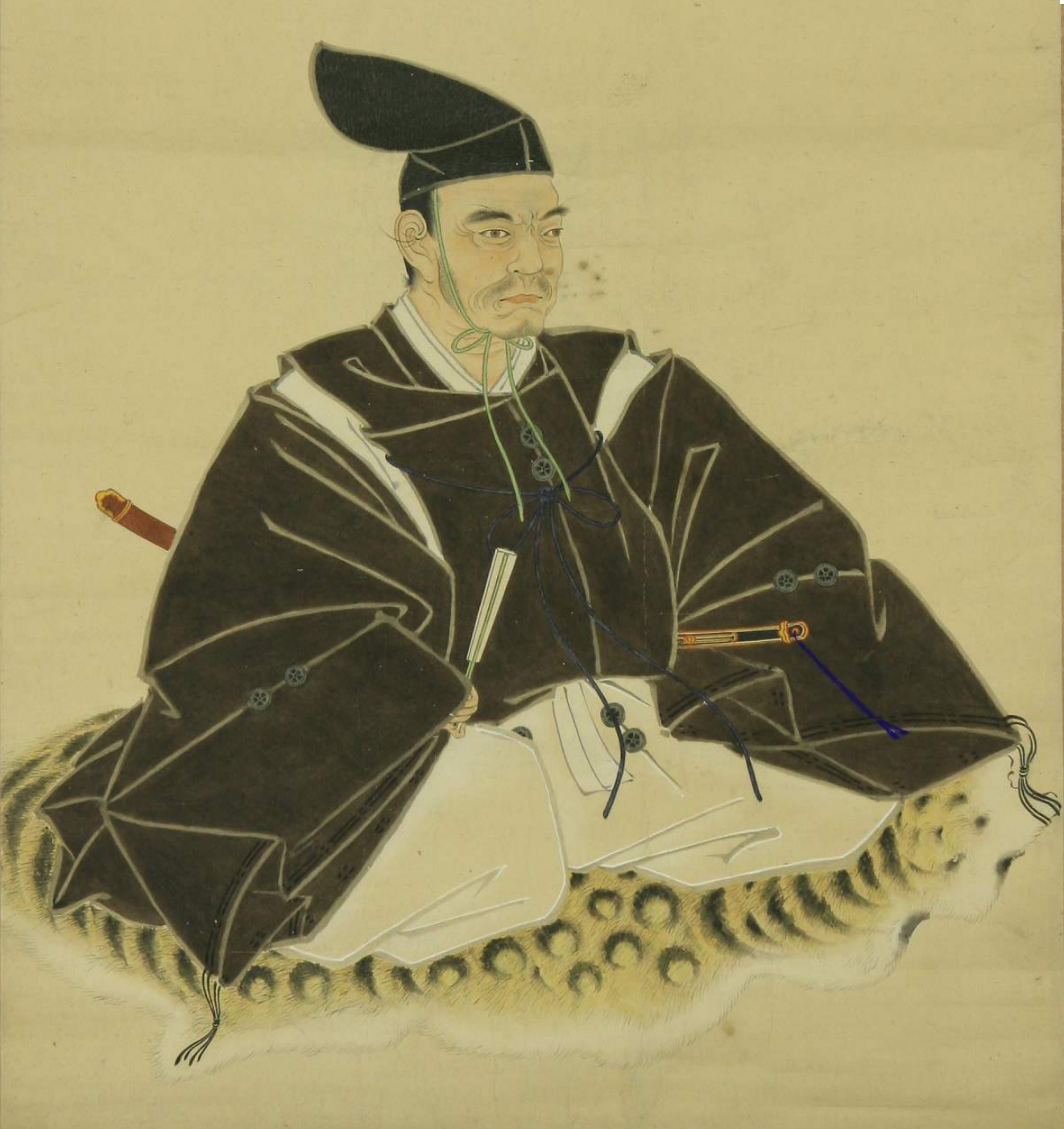
正徳の治。6代将軍家宣と7代将軍家継の治世に文治政治を進めたのが学者政治家新井白石である。８代将軍吉宗にその政策の多くは否定されたが、『西洋紀聞』や『采覧異言』など重要な著作を残している。画像は新井白石の肖像。

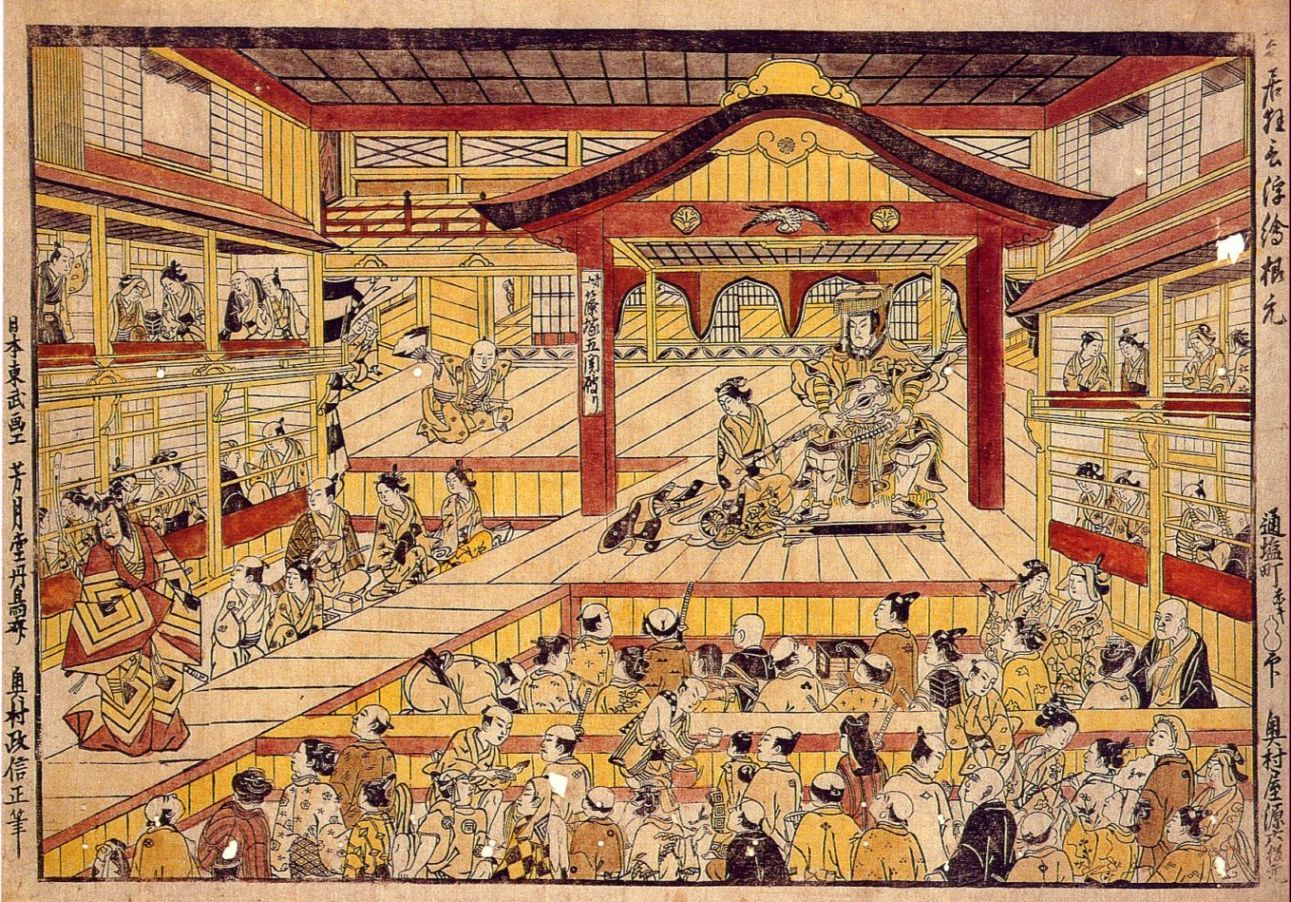
歌舞伎の発展。この時代には成人男性のみが演じ手となる演劇となり、民衆の娯楽として定着した。画像は奥村政信の「芝居狂言浮絵根元」で寛保3年（1743年）上演の『艤貢太平記』を描いた浮世絵。

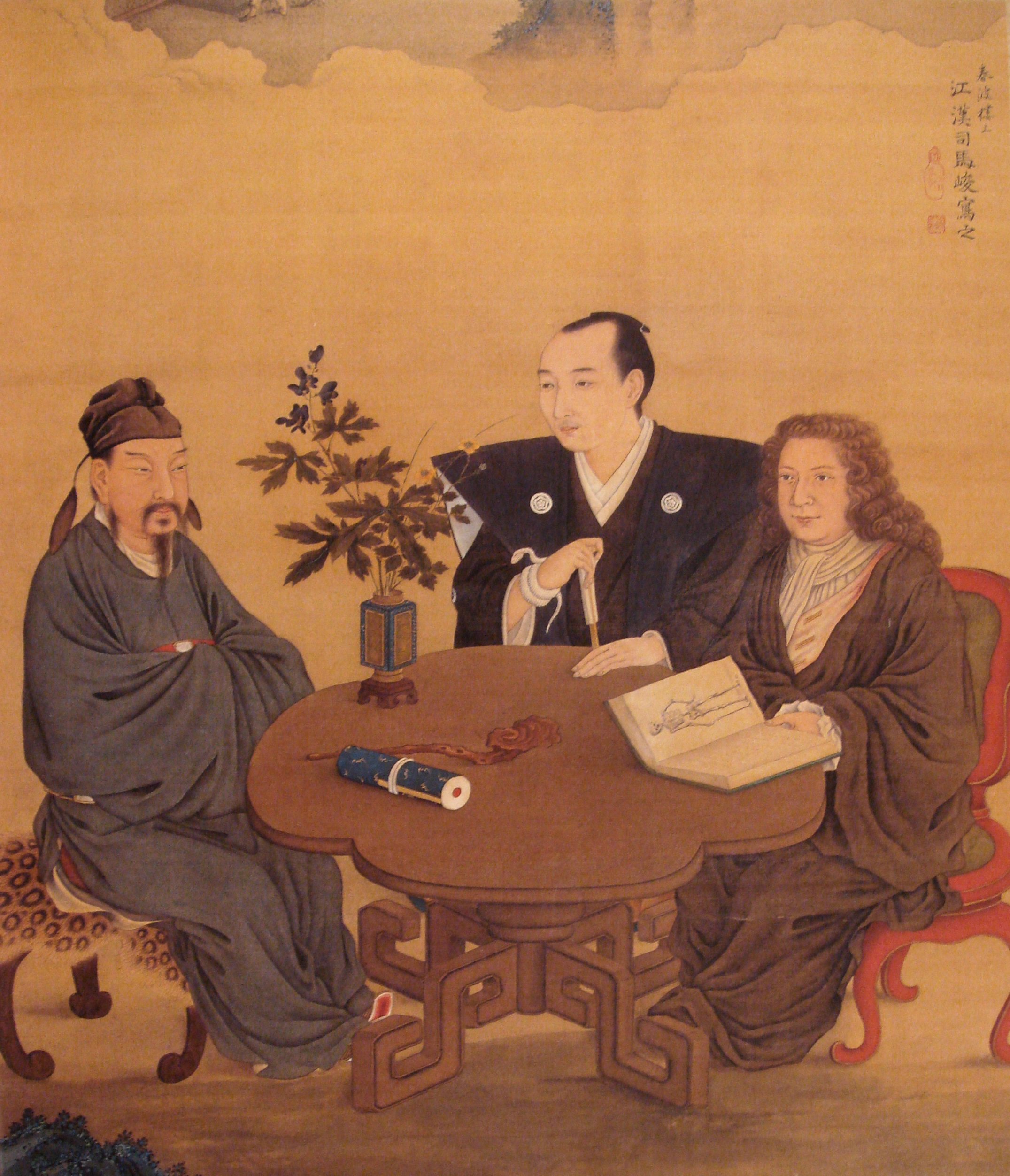
「鎖国」の中の国際交流。将軍吉宗が漢訳洋書の輸入を緩和したことで「蘭学」が一世を風靡した。画像は蘭学や海外事情にも詳しかった銅版画家司馬江漢による日本人、中国人、西洋人の対談の図。

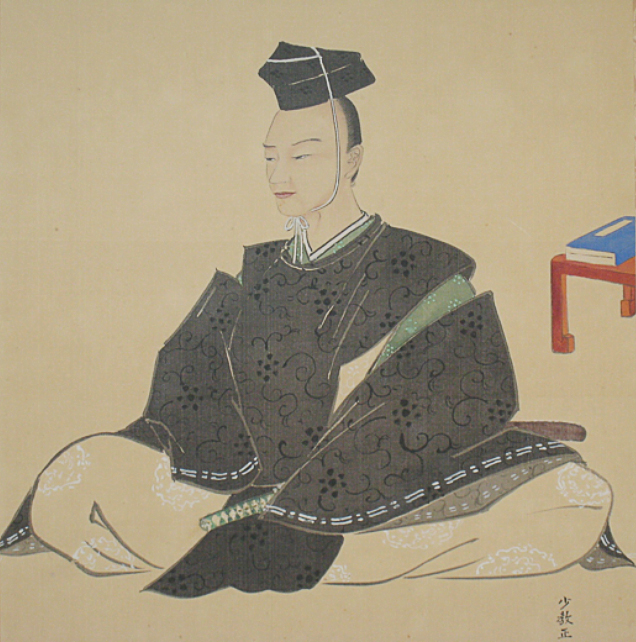
田沼時代。田沼意次は将軍家治のもとで老中となり株仲間の奨励など重商主義的な政策を行った。蝦夷地の開発やロシアとの交易を計画するなど時代に先んじた目を持っていたが、反対派からは賄賂政治と誹謗されていた。画像は田沼意次の肖像。

天明大噴火。1783年8月5日（天明3年7月8日）に起きた浅間山の爆発はそれまでにない規模のもので、鎌原村など近隣を壊滅させたばかりか関東平野全体に被害は及んだ。これが天明の大飢饉を引き起こし、田沼意次失脚の原因ともなった。画像は噴火を描いた「夜分大焼之図」。

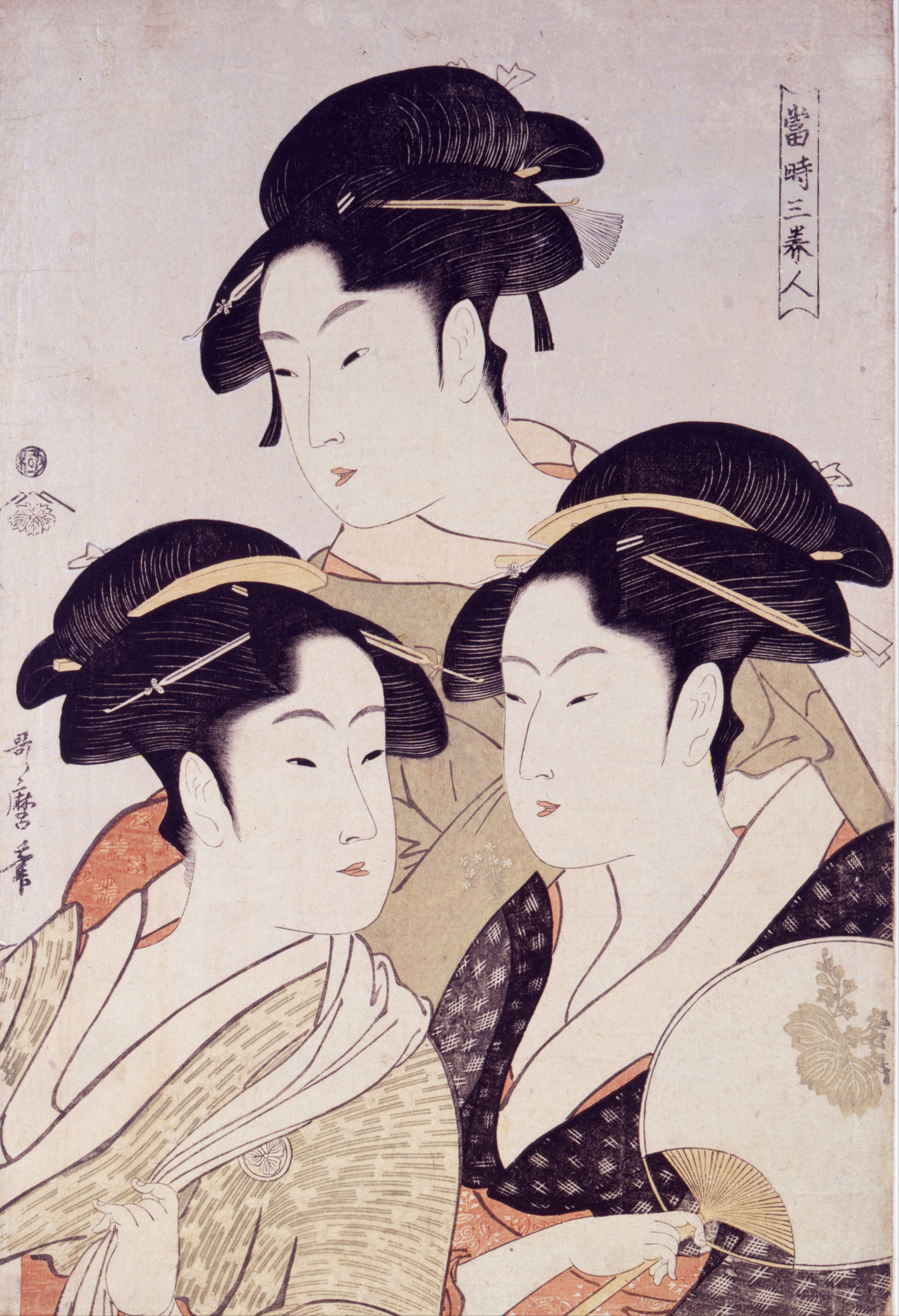
錦絵から大首絵へ。町人によって育まれた浮世絵は宝暦・天明年間には江戸を代表する文化として成長していた。画像は喜多川歌麿の「当時三美人（寛政三美人）」。

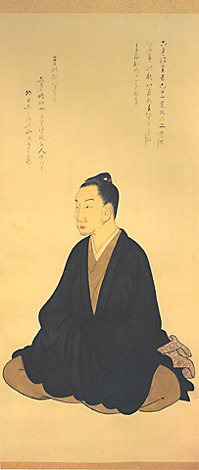
国学の展開。幕府の官学となった儒学に対し、国学とは江戸中期以降に日本の古典研究を通じて「古道」を究めようとした学問を指す。画像は「国学四大人」の一人である「本居宣長六十一歳自画自賛像（1790年）」。

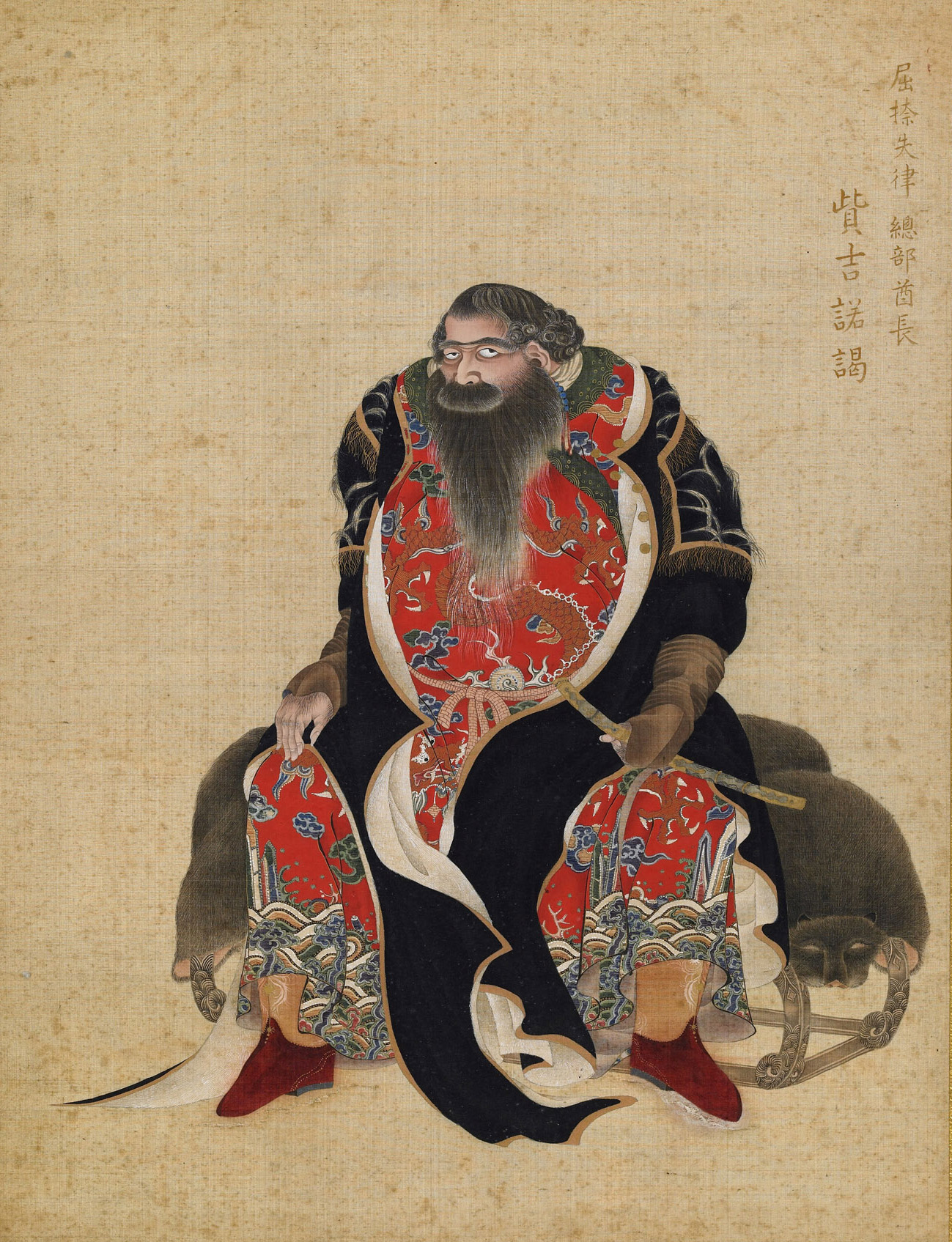
「夷酋列像」。1789年に起きたクナシリ・メナシの戦いで松前藩に協力したアイヌの人々を画家蠣崎波響が記録したもの。画像は列伝に記録されたクナシリ惣乙名ツキノエの肖像画（ブザンソン美術館蔵）。

### 世界

#### ヨーロッパの躍進とアジア大帝国の弱体化
18世紀には、農業生産の飛躍的向上により人口の増加をもたらした農業革命に続き、世界初の工業化である産業革命が起こったことにより、イギリスの生産力が飛躍的に向上した。産業革命の原動力のひとつに大西洋の三角貿易（奴隷貿易）に支えられた砂糖や綿花のプランテーション、そしてそこでの労働力となった黒人奴隷の存在がある。重商主義によりヨーロッパ各国で激しい貿易競争がおこなわれた。オランダの自由貿易は衰え、イギリスとフランスが台頭し両国は、激しい植民地戦争を繰り広げた。一方、18世紀後半のヨーロッパでは、啓蒙主義思想が広がった。
アジアの大帝国の腐敗、弱体化が始まり、それに乗じて西欧諸国のアジア進出が始まった。インドでは、アウラングゼーブのもとムガル帝国が最大領土を実現したが、その死後における数次の継承戦争とマラーター王国を中心とするマラーター同盟の台頭より、19世紀には弱体化した。そして、デリー周辺をかろうじて支配する一勢力に転落し、各地に地方政権が割拠するようになり、イギリス、フランスの進出を許した。オスマン帝国は改革がおこなわれたが大きな成果はなく、腐敗と弱体化がいっそう進んだ。清は乾隆帝の治世で最盛期にあたり人口が増えたため華僑が登場した。内政面で充実し、経済力も増したが、18世紀後期には腐敗が進んだ。また、貿易を巡って西ヨーロッパ諸国と対立するようになっていった。

#### 市民革命と近代化の始まり
18世紀のヨーロッパなどでは、自然権や平等、社会契約説、人民主権論など理性による人間の解放を唱える啓蒙思想が広まっていた。この帰結として、18世紀の後半から末にかけてアメリカ独立革命、フランス革命といった市民革命がおこり、市民社会への流れが始まった。一方で、プロイセンやロシア帝国では啓蒙専制君主が登場し、上からの近代化が進められた。
産業革命以後の各国の工業化や資本主義の成立、一連の市民革命以後の市民社会の成立や国民国家の誕生など、19世紀にかけて国や社会のあり方が大きく変容していくことは、近代化の始まりともされる。これらの変革以降は西洋史において近代に区分されている。

#### 電気技術の夜明け
電気自体は古来より知られていたが、摩擦起電機やライデン瓶の発明により、理論ではなく、実際に科学実験を行い、その性質を確かめられるようになっていく。1752年にはベンジャミン・フランクリンが凧とライデン瓶を用いた凧の実験を行い、雷と電気が同じものだと明らかにした。同時に、デュ・フェの仮説であった電気の極性も確認したと言われる。
ルイージ・ガルヴァーニは、生体が電気に反応することを利用してカエル検流器を発明した。ガルヴァーニはこの検流器を用いてフランクリンの実験の追試を行おうとした際に、外部から電気を与えずとも生体に電気が流れることがあるのを発見した。彼はこの結果から生体に電気の発生メカニズムがある主張したが（動物電気説）、18世紀末にアレッサンドロ・ボルタはこの説を否定し、生体からではなく2種類の異なる金属によって電気が発生する仕組みを解明した。この理論を元に発明したのが最初の化学電池と言われるボルタ電池であり、それまで物理現象であった電気が、化学の面からも見られるようになり（電気化学）、また、電池を使った安定的な電源で電気実験が行えるようになった。なお、当時は従来の物理由来の電気を "electricity"、化学由来の電気を "galvanism" と区別した。
18世紀に開花した電気技術は19世紀において、現代の生活に欠かすことのできない電話機、モーター、発電機、白熱電球などの発明に繋がっていく。

#### 18世紀の音楽と芸術
18世紀はバッハ（1685-1750）、ハイドン（1732-1809）、モーツァルト（1756-1791）、ベートーヴェン（1770-1827）など、ヨーロッパの多くの大音楽家達が生きた時代でもある。
「典雅さの世紀」とも呼ばれたこの時代に芸術の分野では、豪壮華麗なバロック様式から繊細優美なロココ様式への変質（ただしロココとバロックに明確な区別はない）が見られる。また、この世紀の後半にはポンペイやヘルクラネウムの遺跡発掘に始まる古典・古代への憧憬が高まり、新古典主義様式が隆盛に向かう。

#### 火山の噴火と異常気象
アイスランドのラキ、グリムスボトン、エルトギャウ、日本では浅間山（天明大噴火）、岩木山などで激しい火山噴火が起こった。

### 日本

#### 元禄文化と江戸の改革
江戸時代の中期から後期にあたる。江戸初から続いた新田開発ラッシュとそれによる米穀増産のもたらす経済と文化の発展は17世紀末の元禄文化に結実したが、農地開墾可能な土地はすでに枯渇して経済成長は行き詰まり、幕府財政は次第に逼迫していった。八代将軍・徳川吉宗は享保の改革を推し進め、慢性悪化に陥っていた財政の復興を果たしたが、一方で一時凌ぎ的な法令を濫発した事などは却って幕府の権威を弱体化し、社会的な矛盾を残すこととなった。18世紀の後期には田沼意次による重商主義的政策が執られ、幕府の財政状況は一定の改善をみた。だが、田沼による改革は江戸の経済・文化の繁栄をもたらした一方、浅間山の天明大噴火に代表される天災の続発と諸藩の財政維持のための大阪米市場への飢餓輸出が重なり農民層の困窮を招いて中絶。代わりに老中となった松平定信により儒教的農本主義に基づく守旧的な寛政の改革が進められ、経済・文化の停滞が進んだ。

#### 宝永大噴火
1703年に元禄地震（相模トラフ巨大地震）、1707年に関東南西部、東海地方〜紀伊半島〜四国にかけて宝永地震（南海トラフ巨大地震）という二つの巨大地震が発生すると、宝永地震から49日後に宝永大噴火が起きた。これは、現在までにおける歴史上最後の富士山の噴火である。

## できごと

### 1700年代
- 1701年
  - スペイン継承戦争（ - 1714年）。
  - イングランドで「1701年王位継承法」制定。
  - ブランデンブルク選帝侯フリードリヒ1世がプロイセン王として戴冠（プロイセン王国の成立）。
  - モントリオールでイロコイ族とフランス・イギリス両植民地政府の間に「偉大なる平和」が結ばれる（ビーバー戦争の終わり）。
  - イェール大学が創設される。
  - 播州赤穂藩主浅野長矩が江戸城中で高家肝煎吉良義央に斬りつける。
    - 浅野長矩は切腹の刑となり、浅野家は改易される（赤穂事件）。
- 1702年
  - 赤穂浪士大石良雄ら四十七士が本所松坂町の吉良義央を討つ。
  - フランスでカミザールの乱（ - 1705年）。
  - 清で皇太子胤礽の外戚ソンゴトゥ（索額図）が失脚させられる。
- 1703年
  - ロシアのピョートル1世が新都サンクトペテルブルクの建設に着工。
  - メシュエン条約がイングランドとポルトガルで結ばれる。
  - 幕府により大石良雄ら赤穂浪士が切腹を命じられる。
  - 長州藩が製蝋所を設置。
  - 元禄地震（房総沖M8.1〜8.5）。
  - オスマン帝国皇帝アフメト3世の即位。
- 1704年
  - 教皇クレメンス11世の教皇勅書「クム・デウス・オプティムス」。
    - カトリック信者の儒教祭儀への参加を禁止し、典礼論争を差し止めとする。

  - フランスの東洋学者アントワーヌ・ガランが『千一夜物語』を初めてヨーロッパに紹介する。
- 1705年 - 大阪の豪商淀屋廣當（辰五郎）が幕府の命により闕所所払に処せられる。
- 1706年
  - トーマス・トワイニングがロンドンで「トムズ・コーヒーハウス」を開業（トワイニング社の始まり）。
  - パラグアイのラ・サンティシマ・トリニダー・デ・パラナのイエズス会伝道所が設立される。
  - 清の康熙帝がイエズス会以外の修道会のキリスト教布教を禁止する。
  - ロシアがカムチャッカ半島を併合する。
- 1707年
  - 宝永地震（東海・東南海・南海M8.4〜9.3）、富士山宝永大噴火（降灰砂は東方90kmの川崎で5cm・大被害）。
  - イングランド王国とスコットランド王国の合同でグレートブリテン王国成立。
    - 以下の年表では「グレートブリテン王国」を「イギリス王国」あるいは「イギリス」と表記する。

  - ムガル帝国皇帝アウラングゼーブ死去、ムガル帝国軍はデカンを撤退しデカン戦争終結、以後ムガル帝国は急速に衰退。
- 1708年
  - 清の康熙帝が第2皇子胤礽を廃太子とする（1709年に復権するも1712年に再度廃太子）。
  - イタリア人宣教師シドッティが屋久島に上陸し捕縛される。翌年に江戸へ移送される。
  - 教皇クレメンス11世の令状によりポール・ロワイヤル修道院の廃止が布告される。
  - マントヴァ公国のゴンザーガ家が断絶する。
  - マラーター同盟結成（ - 1818年）。
- 1709年
  - 徳川綱吉が64歳で死去し、徳川家宣が江戸幕府第6代将軍となる。
    - 生類憐れみの令を廃止する。新井白石が将軍侍講として登用される。

  - 東山天皇が譲位し、第114代中御門天皇が即位。
  - 東大寺大仏殿が再建され、落慶供養行われる。
  - ポルタヴァの戦いでロシアが勝利し、スウェーデン国王カール12世はオスマン帝国に亡命。

### 1710年代
- 1710年
  - 閑院宮家の設立。宝永の改鋳。
  - ドレスデン近郊のマイセンにヨーロッパ最初の王立ザクセン磁器工場が創立される。
  - ロンドンのセント・ポール大聖堂が完成する（1675年 - ）。
  - ジョージ・バークリー『人知原理論』刊行。
- 1711年
  - 清の康熙帝在位50周年に伴い、丁税免除を実施（「盛世滋生人丁」）。
  - 南山集事件（中国語版）。
  - 新井白石が朝鮮通信使の聘礼改革を行う。
  - レネ・デュゲイ・トルーアン率いるフランスの私掠船団がリオデジャネイロを襲撃。
- 1712年
  - ピョートル1世がモスクワからサンクトペテルブルクに遷都。
  - 勘定奉行荻原重秀が罷免される。
- 1713年
  - 教皇クレメンス11世が教皇勅書「ウニゲニトゥス」でジャンセニスムを禁止とする。
  - 徳川家宣が死去し、徳川家継が江戸幕府第7代将軍となる。
  - ユトレヒト条約。
  - 神聖ローマ皇帝カール6世が国事詔書で領土の分割禁止と長子相続を決定。
  - ウダール・ド・ラ・モットの『イリアス』仏訳を古典学者ダシエ夫人が批判してホメロス論争が起きる。
- 1714年
  - ラシュタット条約。
  - 正徳の改鋳。江島生島事件。
  - イギリス女王アンが死去し、ステュアート朝断絶。
    - ハノーヴァー選帝侯ゲオルクがイギリス王ジョージ1世となり、ハノーヴァー朝成立。

  - バーナード・デ・マンデヴィル『蜂の寓話』刊行。
  - オネガ湖のキジ島にプレオプラジェンスカヤ教会（顕栄聖堂）が建てられる。
    - 隣接するポクローフスカヤ教会（生神女庇護聖堂(1764年完成))とともに「キジ島の木造教会建築」を形成している。
- 1715年
  - 海舶互市新例（長崎新令）が定められる。近松門左衛門の「国姓爺合戦」を大坂竹本座で初演。
  - スコットランドでマー伯ジョン・アースキンによるジャコバイトの反乱。
    - ジェームズ2世の遺児であるジェームズ老僭王がスコットランドに上陸するも反乱は鎮圧される。

  - フランス国王ルイ14世が死去す、曾孫のルイ15世が即位。
  - 教皇クレメンス11世の教皇勅書「エクス・イラ・ディエ」。
    - 典礼論争におけるイエズス会の宣教方法を禁止とする。
- 1716年
  - 徳川家継が8歳で死去し、将軍家秀忠系は断絶。
    - 紀州家出身の徳川吉宗が江戸幕府第8代将軍となり、享保の改革に着手する。
    - 家継に仕えていた間部詮房・新井白石らが罷免される。大奥法度十九箇条が出される。

  - 清で地丁併徴が進められ地丁銀制が導入される。
- 1717年
  - 大岡忠相越前守が江戸町奉行就任。
  - プロイセンでヨーロッパ最初の義務教育制度が導入される。
  - スペインがヌエバ・グラナダ副王領を設置（1723年に廃止の後1739年に再設置）。
  - トーマス・トワイニングがイングランド初の紅茶専門店「ゴールデン・ライオン」を開業する。
  - 近代フリーメイソン組織であるグランドロッジ・オブ・イングランドが発足する。
- 1718年
  - 四カ国同盟戦争。
  - フレデリクスハルド要塞攻囲中のスウェーデン国王カール12世が流れ弾により落命。
  - パッサロヴィッツ条約。オスマン帝国の安定によりチューリップ時代始まる（ - 1730年）。
  - ピョートル1世の皇子アレクセイに死刑判決が下り、処刑直前に獄死。
  - フランス領ルイジアナのミシシッピ川河口付近にヌーヴェル・オルレアン（ニューオーリンズ）が建設される。
- 1719年
  - 享保4年の相対済令。
  - ファドゥーツ伯爵領とシェレンベルク男爵領とを併せてリヒテンシュタイン公国が成立。

### 1720年代
- 1720年
  - 江戸の町火消（町人による消防組織）の「いろは組」が設置される。
  - 日本でキリスト教以外の漢訳洋書輸入の禁が緩められる。
  - ハーグ条約。
    - サヴォイア領シチリア島とオーストリア領サルデーニャ島の領有が交換される。
    - サヴォイア公ヴィットーリオ・アメデーオ2世がサルデーニャ王の称号を獲得。

  - イギリスで南海泡沫事件が起こる。
    - フランスでも同年ミシシッピ計画のバブルが崩壊する。

  - イギリスでキャラコ使用禁止法が出される。
  - マルセイユのペスト大流行（ヨーロッパで最後のペスト大流行）。
  - ハサンプルの戦いで、ムガル皇帝ムハンマド・シャーがサイイド兄弟を倒す。
- 1721年
  - ロバート・ウォルポールがイギリス最初の首相となる（責任内閣制の始まり）。
    - 20年以上にわたる安定政権を築き、戦争回避に努めたのでこの時期を「パクス・ウォルポリアナ（Pax Walpoleana）」と呼ぶ。

  - ニスタット条約により大北方戦争が終結（ - 1700年）。
    - ロシアの勝利による「バルト帝国」スウェーデンの没落。
    - ロシアはスウェーデンからカレリア・エストニア・リヴォニア・イングリアを獲得。

  - ピョートル1世が元老院からツァーリ（ロシア皇帝）に戴冠される（ロシア帝国の始まり）。
    - 同年にピョートル1世はモスクワ総主教庁を廃止し、聖務会院を設置。

  - デンマークの宣教師ハンス・エデゲがグリーンランドに上陸し先住民イヌイットに宣教する。
  - 吉宗の命令で全国人口調査が初めて行われる（「子午改め」）。この頃、江戸の人口は100万人を超える。
  - 小石川養生所完成。
- 1722年
  - オランダ海軍提督ヤコブ・ロッゲフェーンが南太平洋のイースター島（ラパ・ヌイ島）を発見。
  - イギリスでアタベリー陰謀事件。
  - オスマン皇帝アフメト3世によりサーダバード宮殿（英語版）が建設される。
  - アフガン系ギルザイ部ホタキ朝のミール・マフムードがサファヴィー朝の都イスファハーンを制圧。
    - ナーディル・シャーがサファヴィー朝のタフマースブ2世を擁立し、実権を握る。

  - 清の康熙帝が死去し、雍正帝が第5代皇帝に即位（「九子奪嫡」の終わり）。
  - 幕領で定免法が導入される。
- 1723年
  - ジュンガルのカザフ地方侵攻（大いなる災厄（アクタバン・シュブルンドゥ））。
  - 清で改土帰流が行われる。清でキリスト教布教が全面的に禁止される。
  - 足高の制。
- 1724年
  - 神聖ローマ皇帝カール6世が国事詔書で領土の分割禁止に加え女子相続の承認を決定。
  - シャカル・ケーダーの戦いで、カマルッディーン・ハーンがムガル朝に勝利しニザーム王国を独立させる。
  - 五同志が大坂船場に懐徳堂を創設。
- 1725年
  - 雍正のチベット分割。
  - ロシア皇帝ピョートル1世死去、その皇后が女帝エカチェリーナ1世として即位。
  - ローマ市内の「スペイン階段（スパーニャ階段）」が完成する。
- 1726年
  - 『古今図書集成』の刊行。
  - スウィフトが『ガリヴァー旅行記』を出版する。
- 1727年
  - キャフタ条約。
  - イギリス国王ジョージ1世が死去、ジョージ2世（ジョージ・オーガスタス）が即位。
    - 王の名にちなみこの時代をオーガスタン時代またはジョージアン時代と呼ぶ。

  - モラヴィア兄弟団が結成される。
  - イブラヒム・ミュテフェッリカによりイスラム教徒最初の活版印刷所がイスタンブルに創設される。
  - ラージャスターン地方のアンベール王国の君主ジャイ・シング2世が、首都をアンベールからジャイプルへと遷都。
- 1728年
  - 文字の獄で曾静（中国語版）が逮捕され、影響を与えた呂留良の著作が処分される。
  - 徳川吉宗の命でベトナムから象が輸入される。
    - 京都で中御門天皇の上覧があり（広南従四位白象）、江戸では将軍吉宗も見物するなど、各地で象ブームが起こる。

  - 天一坊事件。
  - オヨ王国がダホメ王国を服属させる。
  - イーフレイム・チェンバーズが『サイクロペディア、または諸芸諸学の百科事典』を刊行。
- 1729年
  - 清で軍機処の前身である軍機房が設置される。
  - 清の雍正帝により編纂された『大義覚迷録』が刊行される。
  - コルシカ独立戦争（ - 1769年）。

### 1730年代
- 1730年
  - オスマン帝国でパトロナ・ハリル（英語版）の反乱、チューリップ時代終わる。
    - 大宰相ネヴシェヒルリ・イブラヒム・パシャ（英語版）が殺害され、皇帝アフメト3世が退位させられる。

  - カザフ人の君主アブル＝ハイル・ハンがロシアに臣従する。
  - プロイセンのフリードリヒ王子が逃亡に失敗し捕えられる。
  - 大坂の堂島で世界初の先物取引がおこなわれる。
- 1731年
  - 徳川幕府からの招聘により清の画家沈南蘋が来日する（ - 1733年）。
  - 山井鼎・荻生北渓『七経孟子攷文』刊行。
  - パルマ公国のファルネーゼ家男系が断絶する。
- 1732年
  - 享保の大飢饉。林鳳岡による『華夷変態』が編纂される。
  - 教皇クレメンス12世の命でトレヴィの泉の建設が始まる（ - 1762年）。
  - マラータ同盟の宰相バージー・ラーオによるプネーのシャニワール・ワーダー宮殿が完成する。
- 1733年
  - ポーランド継承戦争（ - 1735年）。
  - プロイセンでカントン制度（選抜徴兵制）を導入。
  - ヴォルテールの『哲学書簡』がイギリスで出版される。
  - ジョージア植民地が設立される（イギリス系アメリカ13植民地の最後）。
- 1734年
  - ビトントの戦いで、スペイン軍がオーストリア軍に勝利。
    - スペイン王子のパルマ公ドン・カルロスが南イタリアを征服し、ナポリ・シチリア国王カルロ7世として即位。
- 1735年
  - 中御門天皇が譲位し、第115代桜町天皇が即位。
  - 清の雍正帝が死去、最初の太子密建により乾隆帝が第6代皇帝に即位。
- 1736年
  - イランのサファヴィー朝を滅ぼし、ナーディル・シャーがアフシャール朝を開く。
  - 元文の改鋳。
- 1737年
  - マラーター王国がムガル帝国の首都デリーを攻撃（デリーの戦い）。
  - トスカーナ大公ジャン・ガストーネの死去に伴いメディチ家が断絶。
  - ハノーファー選帝侯国にゲッティンゲン大学が創設される。
- 1738年
  - 教皇クレメンス12世が教皇勅書「イン・エミネンティ（英語版）」で初めてフリーメイソンを排斥する。
  - アフシャール朝のナーディル・シャーがギルザイ族を倒しカンダハール・カーブルなど全アフガニスタンを占領。
- 1739年
  - ジェンキンスの耳の戦争。
  - ナーディル・シャーのムガル帝国侵攻。
    - ナーディル・シャーが北西インドのラホールを占領。カルナールの戦い。
    - ムガル帝国の首都デリーを占領、デリー大虐殺、「孔雀の玉座」他の宝物を略奪。

  - イギリスでジョン・ウェスレーがメソジスト運動を始める。
  - デイヴィッド・ヒューム『人間本性論』が刊行される。
  - ロシア船籍の船が太平洋側にたびたび出没する（元文の黒船）。

### 1740年代
- 1740年
  - プロイセン国王フリードリヒ・ヴィルヘルム1世死去、その息子フリードリヒ2世が即位。
    - この年にフリードリヒ2世はヴォルテールに依頼し、オランダで『反マキャヴェリ論』を出版。

  - 神聖ローマ皇帝カール6世死去、その長女マリア・テレジアがハプスブルク家家督を継承。
  - オーストリア継承戦争（ - 1748年）。
  - オランダ領東インドでバタヴィア華僑虐殺事件。
  - 清朝が漢人の満洲への移住を禁止する封禁令を出す。
- 1741年
  - 清朝で初の全人口調査。人口1億4341万1559人[2]。
  - ロシアでイヴァン6世が政変で廃位され摂政アンナ・レオポルドヴナが追放される。女帝エリザヴェータが即位[2]。
  - ジョナサン・エドワーズの説教「怒れる神の御手の中にある罪人」がコネチカット州エンフィールドで行われる。
    - 1730年代から1740年代にかけての植民地アメリカにおける「第一次大覚醒」（信仰復活運動）に大きな影響を与える。
- 1742年
  - 寛保二年江戸洪水。松平乗邑らにより『公事方御定書』が制定される。
  - 教皇ベネディクトゥス14世が教皇勅書「エクス・クオ・シングラリ（ドイツ語版）」にて典礼論争におけるイエズス会の宣教方法を改めて禁止とする。
  - ロシア人探検家セミョン・チェリュスキンがユーラシア大陸最北端のチェリュスキン岬に到達。
  - ヴィッテルスバッハ家の神聖ローマ皇帝カール7世が即位(1437年以来のハプスブルク家出身でない皇帝)[2]。
- 1743年
  - メーワール国王のジャガト・シング2世がウダイプルのピチョーラ湖の小島にジャグニワース宮殿を建設（ - 1746年）。
- 1744年
  - 乾隆帝の命で雍和宮が北京最初のチベット仏教寺院ガンデン・チンチャクリンに改められる。
  - クリンケンベルグ彗星の最接近（「1744年の大彗星」）。
  - 第一次カーナティック戦争[2]。
- 1745年
  - 徳川家重が江戸幕府第9代将軍となる。老中松平乗邑が解任される。
  - アラビアのサウード家がイスラーム教ワッハーブ派に帰依し同派の守護者となる。
  - 神聖ローマ皇帝カール7世死去、マリア・テレジアの夫君フランツ1世が即位。
- 1746年
  - ペルーのリマ・カヤオ沖地震（M8.6〜8.8）。
  - 乾隆帝が紫禁城乾清宮養心殿に三希堂を設置する。
  - カロデンの戦いでチャールズ若僭王の反乱が失敗し、ジャコバイト運動は壊滅。
    - 反乱を支持したスコットランドの氏族制度（クラン）を解体するため「1746年の衣装法（英語版）」などの法令が制定される。
- 1747年
  - 桜町天皇が譲位し、第116代桃園天皇が即位。
  - ディドロとダランベールが『百科全書』の共同編集者となる。
  - クノーべルスドルフ（英語版）によりポツダムのサンスーシー宮殿が完成する（1745年 - ）。
  - ナーディル・シャーが暗殺され、アフシャール朝から各地に独立勢力が生まれる[3]。
    - カーブルを中心にアフマド・シャー・ドゥッラーニーがドゥッラーニー朝（サドーザイ朝）を興す[2]。

  - ジュゼッペ・カスティリオーネらにより円明園付属の西洋楼海晏堂の建設が始まる。
- 1748年
  - モンテスキューの『法の精神』が刊行される。
  - スペインのバレンシア地方のシャティバを中心に大地震が発生。
  - 大坂竹本座で二代目竹田出雲ら脚本による「仮名手本忠臣蔵」が上演される。
  - 加賀騒動。
- 1749年
  - 第二次カーナティック戦争。
  - シェーンブルン宮殿が完成する。
  - ノバスコシア植民地の新総督府としてハリファックス市が建設される。

### 1750年代
- 1750年
  - ヴォルテールがプロイセンのフリードリヒ2世を訪問しポツダムのサン・スーシー宮殿に滞在（ - 1753年）。
  - マドリード条約により、ポルトガルとスペインとのアマゾン地域の領土が確定される。
- 1751年
  - ドゥニ・ディドロらにより『百科全書』が刊行される（ - 1772年）。
  - 乾隆帝の第一次南巡（中国語版）。
- 1752年
  - ミャンマーでアラウンパヤー朝(コンバウン朝)が成立する。
  - アメリカのベンジャミン・フランクリンが雷が電気であることを凧揚げ実験で証明する。
- 1753年
  - カール・フォン・リンネの『植物の種』が刊行され、学名が初めて用いられる。
  - イギリスで博物館法が制定され大英博物館が設立される（一般公開は1759年から）。
- 1754年
  - 宝暦治水（ - 1755年）。
  - コロンビア大学が創設される。
- 1755年
  - リスボン大地震。
  - モスクワ大学創建。
  - フレンチ・インディアン戦争（ - 1763年）。
  - ジャン＝ジャック・ルソーの『人間不平等起源論』が刊行される。
- 1756年
  - 外交革命。七年戦争（ - 1763年）。
  - プラッシーの戦いでフランスに対するインドでのイギリスの優位が確定。
- 1757年
  - 清がジュンガル王国を滅ぼし、東トルキスタンを「新疆」と名づけ藩部とする。
  - 清が西洋人との交易を広州一港に限定し、特権商人公行にのみ貿易を許可する（広東貿易体制の成立）。
  - ダミアンによるフランス国王ルイ15世暗殺未遂事件。
- 1758年
  - ハレー彗星接近（12月25日）。
    - 天文学者エドモンド・ハレーはこの彗星が約75年周期で出現することを1703年に予言していたので、彼の名を取りハレー彗星と呼ぶ。

  - 宝暦事件。
- 1759年
  - クネルスドルフの戦いでプロイセン軍がロシア・オーストリア軍で惨敗するも窮地を脱する（ブランデンブルクの奇跡）。
  - リッチモンド宮殿（英語版）所属の王立植物園キューガーデンが建てられる。
  - アダム・スミスによる『道徳感情論』が出版される。

### 1760年代
- 1760年
  - 徳川家治が江戸幕府第10代将軍となる。
  - ヴォルテールがジュネーヴ近郊のフェルネーに定住する（「フェルネーの長老」）。
  - フランス領モントリオール市が陥落し、ヌーベルフランス全域がイギリスに征服される。
  - インドのヴァンディヴァッシュの戦いでイギリス軍がフランス軍に勝利。
- 1761年
  - フランスでカラス事件（フランス語版）がおきる。
  - バッキンガム公爵の邸宅をイギリス王ジョージ3世が私邸として購入する（バッキンガム宮殿の始まり）。
  - 第三次パーニーパットの戦いで、ドゥッラーニー朝アフガンがマラータ同盟に勝利する。
- 1762年
  - 桃園天皇が没し、第117代後桜町天皇が即位。
  - 壬午士禍により李氏朝鮮の英祖の王子荘献世子が廃され窮死する。
  - 清朝が新疆支配のためイリ将軍府を設置。
  - ロシアでピョートル3世が政変で廃位され、皇后が即位し女帝エカチェリーナ2世となる（ - 1796年）。
    - サンクトペテルブルクのエルミタージュ宮殿（冬宮殿（ズィームニイ・ドヴァリェーツ）が完成する。

  - イギリスがスペイン領キューバの首府ハバナを占領（ - 1763年）。
  - ジャン＝ジャック・ルソーの『社会契約論』が刊行される。
- 1763年
  - ポンティアック戦争（ - 1766年）。
  - パリ条約とフベルトゥスブルク条約により七年戦争が終わる。
  - ブラジルの首府がサルヴァドールからミナス・ジェライスの外港リオデジャネイロに遷る。
  - ユスティヌス・フェブロニウスの『教会の現状とローマ教皇の正統なる権限について』が出版される（フェブロニウス主義）。
  - 豊後国耶馬渓の青の洞門が完成する（1730年 - ）。賀茂真淵と本居宣長の「松坂の一夜」。
- 1764年
  - ブクサールの戦いで、イギリス東インド会社がムガル皇帝・アワド太守・ベンガル太守の連合軍に大勝する。
  - エカチェリーナ2世がヘーチマン制を廃止する。
  - 幕府が清朝への輸出向け俵物三品（煎海鼠・乾鮑・鱶鰭）の増産を奨励。
  - ジェヴォーダンの獣事件（ - 1767年）。
  - チェーザレ・ベッカリーアの『犯罪と刑罰』が出版される。
  - ホレス・ウォルポールの『オトラント城奇譚』が出版される（ゴシック・リヴァイヴァルの始まり）。
- 1765年
  - 清緬戦争（ - 1769年）。
  - イギリスが13植民地に対し印紙法を課す。
  - イギリス東インド会社がベンガル・オリッサ・ビハールのディーワーニー（州財務長官の職務権限）を獲得。
- 1766年
  - フランスがロレーヌ公国を併合する。
  - イギリスの科学者ヘンリー・キャベンディッシュが水素を発見する。
  - スペインでエスキラーチェ暴動（英語版）が起こる
- 1767年
  - 田沼意次が側用人になる。いわゆる「田沼時代」の始まり （ - 1786年）。
  - 明和事件。
  - イギリス人サミュエル・ウォリスがタヒチ島を発見。
- 1768年
  - ジェノヴァがフランスにコルシカ島を売却する。
  - トリエステで美術史家ヨハン・ヨアヒム・ヴィンケルマンが殺害される。
  - スコットランドのエディンバラで『ブリタニカ百科事典』初版本が出版される。
- 1769年
  - ゴルカ王プリトビ・ナラヤン・シャハがカトマンズを征服しネパールを統一。
  - フィレンツェのウフィツィ美術館が開館する。

### 1770年代
- 1770年
  - 後桜町天皇が譲位し、第118代後桃園天皇が即位。
  - ジェームズ・クックがイギリスによるオーストラリア東南部の領有を宣言。
  - フランス王太子ルイ（ルイ16世）とオーストリア王女マリー・アントワネットの結婚。
  - デンマークでストルーエンセが請願審議官（メートル・デ・ルケット）に就任（「ストルーエンセ時代」 - 1772年）
- 1771年
  - ベトナムで西山党の乱起こる（ - 1802年）。
  - ヴォルガ川周辺のカルムイク人が東トルキスタンのイリ地方へ移動（トルグート部）。カルムイク人の一部はこの地に残留。
  - フランスで大法官モプー（英語版）の司法改革によるパリと地方の高等法院の解体。
  - 教皇クレメンス14世がヴァティカン美術館（ピオ・クレメンティーノ美術館）を公開する。
  - ロシア支配下のカムチャッカ半島から脱出したモーリツ・ベニョヴスキーが日本に来航するも入国拒否される。
- 1772年
  - 第一次ポーランド分割。
  - 明和の大火（目黒行人坂の大火）。
  - 田沼意次が老中となる。南鐐二朱銀を発行。
- 1773年
  - 教皇クレメンス14世の回勅「ドミヌス・アク・レデンプトール（英語版）」が出される。
    - これによりイエズス会が解散（英語版）となる（- 1814年）。

  - ボストン茶会事件。
  - ロシアでプガチョフの乱（ - 1775年）。
  - ウォーレン・ヘースティングズが最初のベンガル総督(のちのインド総督)となる。
- 1774年
  - キュチュク・カイナルジ条約によりロシアは黒海北岸を獲得。
  - フランス国王ルイ15世死去、孫のルイ16世が即位。
    - 宰相モールパ伯の進言により高等法院が復活。

  - イギリスでキャラコ禁止法が廃止され、機械輸出禁止法が制定される。
  - 杉田玄白らによる『解体新書』が出版される。
  - 山東省で白蓮教系清水教徒による王倫 (清)（中国語版）の乱が起こる。
- 1775年
  - スウェーデン人植物学者カール・ツンベルクが長崎に来航。翌年には江戸で将軍家治に謁見。
  - アメリカ独立戦争（ - 1783年）。
    - レキシントン・コンコードの戦い、ボストン包囲戦、ジョージ・ワシントンが最高司令官となる。

  - アワド太守アーサフ・ウッダウラがファイザーバードからラクナウに遷都。
- 1776年
  - 7月4日、アメリカ独立宣言が採択される。
  - スペインがリオ・デ・ラ・プラタ副王領を設置。
  - フランスで財務総監ジャック・テュルゴーが失脚。後任にジャック・ネッケルが就任。
  - アダム・スミスによる『国富論（諸国民の富）』が出版される。
  - エドワード・ギボンによる『ローマ帝国衰亡史』第1巻が出版される。
  - 李氏朝鮮の正祖の命で漢城に奎章閣が設立される。
  - 平賀源内が摩擦起電機「エレキテル」を復元し公開する。
- 1777年
  - サラトガの戦い。
  - バイエルン系ヴィッテルスバッハ家が断絶。
    - プファルツ選帝侯がバイエルン選帝侯位を継承しヴィッテルスバッハ家が統合される。
- 1778年
  - バイエルン継承戦争（ - 1779年）。
  - ミラノのスカラ座が完成する。
  - 仏米同盟条約の締結。
- 1779年
  - イランでアーガー・モハンマド・シャーがカージャール朝を開く（ - 1925年）。
  - ハワイ島のケアラケクア湾でイギリス人探検家ジェームズ・クックが現地住民に殺害される。
  - 後桃園天皇が死去する。

### 1780年代
- 1780年
  - 閑院宮師仁親王が、第119代光格天皇として即位。
  - オーストリアのマリア・テレジア死去。
  - ロシアのエカチェリーナ2世の提唱で武装中立同盟が結成される（ - 1783年）。
  - ロンドンで反カトリック派によるゴードン暴動（英語版）が発生。
  - 第四次英蘭戦争（ - 1784年）。
  - ナポリ王国のカゼルタ宮殿が完成する（1752年 - ）。
  - イラン北西部タブリーズの大地震。
  - インドのヴァーラーナシー（ベナレス）のカーシー・ヴィシュヴァナート寺院が、アヒリヤー・バーイー・ホールカルによって再建される。
  - 銭大昕『二十二史考異』が刊行される。
  - 殺人罪で投獄されていた平賀源内が獄死。
  - 植民地ペルーにおけるトゥパク・アマルー2世の反乱。
- 1781年
  - 神聖ローマ皇帝ヨーゼフ2世の農奴解放令と宗教寛容令(ヨーゼフ主義)。
  - イマヌエル・カントの『純粋理性批判』が刊行される。
  - 世界初の鋳鉄製アーチ橋のアイアンブリッジが完成する。
  - ウィリアム・ハーシェルが天王星を発見。
  - 清で乾隆帝の命による四庫全書完成する（1741年- ）。
- 1782年
  - 天明の大飢饉（ - 1787年）。
  - 幕府が印旛沼・手賀沼の干拓に着手。
  - タイ王国でチャクリー朝が成立しラーマ1世が即位。
- 1783年
  - パリ条約でイギリスがアメリカの独立を承認。
  - モンゴルフィエ兄弟により熱気球による史上初の有人飛行が行われる。
  - アイスランドでラキ火山とグリムスヴォトン火山が連続して噴火。
  - 浅間山の天明大噴火。
- 1784年
  - 江戸城中で若年寄田沼意知が佐野政言により殺害される。
  - 筑前国福岡藩領内の志賀島にて「漢委奴国王印」が発見される。
  - スタンウィックス砦条約で、イロコイ連邦が合衆国政府に領土を割譲する。
  - イギリス首相ウィリアム・ピットがインド法を制定し、インド庁（英語版）を設置。
  - カロン・ド・ボーマルシェの「フィガロの結婚」が上演される。
  - 黒海沿岸のロシア領オデッサが開港する。
  - グリゴリー・シェリホフがコディアック島のスリー・セインツ湾にアラスカ最初のロシア人植民地を形成。
- 1785年
  - マリー・アントワネットの首飾り事件。
  - ジョン・ウォルターが世界最古の日刊新聞『タイムズ（ロンドン・タイムズ）』を創刊。
  - ロシア女帝エカチェリーナ2世による「貴族への特許状（恵与状）」が発布される。
  - 山口鉄五郎ら幕府の蝦夷地調査団が派遣される。
- 1786年
  - 英仏通商条約（イーデン条約）でイギリス製品がフランスに流れ込む。
  - ヨハン・ヴォルフガング・フォン・ゲーテのイタリア旅行（ - 1788年）。
  - トスカーナ大公レオポルド1世がヨーロッパで最初の死刑完全廃止を行う。
  - 台湾で林爽文事件。
  - 将軍徳川家治死去、老中田沼意次が辞任させられる。
  - 最上徳内らが国後島・択捉島・得撫島を調査。
- 1787年
  - フィラデルフィアの憲法制定議会において、アメリカ合衆国憲法が制定される。
  - 北西部条例によりアメリカ合衆国がオハイオ領土を統治することが決定される。
  - 徳川家斉が江戸幕府第11代将軍となる。
    - 江戸や大阪で天明の打ちこわしが最高潮に達する。京都で御所千度参りが起こる。
    - 松平定信が老中首座になり寛政の改革に着手（ - 1793年）。

  - ピニョー・ド・ベーヌが阮福映の息子阮福景を伴いフランスに帰国。
    - ルイ16世と会見しフランスとベトナムの攻守同盟（ヴェルサイユ条約）を締結。

  - フランスで非カトリック教徒にも公民権を与えるヴェルサイユ勅令が出される。
- 1788年
  - オーストラリアが流刑植民地とされ、イギリス人の移民が始まる。
  - フランスの探検家ラ・ペルーズ伯が南太平洋で消息不明となる。
  - 第一次ロシア・スウェーデン戦争（- 1790年）。
  - 清・ネパール戦争（ - 1792年）。
  - 京都で天明の大火。
- 1789年
  - フランス革命（ - 1794年）。
    - 革命時代を1789年 - 1799年とする説もある。フランス革命の年表も参照のこと。
    - 三部会の召集、球戯場の誓い、バスティーユ牢獄襲撃、国民議会の創設、
    - 封建制の廃止（八月四日の夜）、人権宣言、ヴェルサイユ行進、国王と議会のパリ移動。

  - リエージュ革命、ブラバント革命。
  - ジェレミ・ベンサム『道徳および立法の諸原理序説』が刊行される。
  - ジョージ・ワシントンが初代アメリカ大統領に選出される（ - 1797年）。
  - ドンダーの戦いで、阮恵率いる西山朝がベトナム黎朝と清朝の連合軍を撃破。
    - 昭統帝が清に亡命し、黎朝滅亡（1428年 - ）。

  - 尊号一件。棄捐令。
  - 寛政蝦夷の乱（クナシリ・メナシの戦い）。
  - バウンティ号の反乱。

### 1790年代
- 1790年
  - 承徳避暑山荘と外八廟が完成する（1703年 - ）。
  - 乾隆帝八十歳の祝賀で安徽省から「四大徽班」が相次いで北京に来訪する（京劇の起源）。
  - 寛政異学の禁。昌平坂学問所を幕府直轄とする。石川島人足寄場の設置。全国に薬草栽培を奨励。
  - フランスで修道団体の解散、アッシニア債券（紙幣）発行、聖職者民事基本法の導入、高等法院の解体。
  - エドマンド・バークの『フランス革命の省察』が刊行される。
  - アレクサンドル・ラジーシチェフが『ペテルブルクからモスクワへの旅（英語版）』を刊行したことでシベリアに流刑にされる。
- 1791年
  - ポーランド5月3日憲法。
  - フランスで同職組合(ギルド)の解散、1791年憲法、ヴァレンヌ事件、シャン・ド・マルスの虐殺、ピルニッツ宣言。
  - フランス科学アカデミーがメートル法を採用する。
  - ジェレミ・ベンサム『パノプティコン』が刊行される。
  - ベルリンのブランデンブルク門が完成する。
  - ヤッシー条約によりロシアがクリミア・ハン国を併合。
  - 七分積金（囲米）の導入。戯作者山東京伝が手鎖50日の処分を受ける。最初の上覧相撲。
- 1792年
  - フランスがオーストリアに宣戦布告しフランス革命戦争始まる。
  - 8月10日事件でフランス王権の停止。九月虐殺。フランス第一共和政成立。
  - スウェーデン国王グスタフ3世が仮面舞踏会で暗殺される。
  - オスマン帝国のセリム3世が西洋式新軍隊のニザーム・ジェディード（新秩序）導入を開始する。
  - ロシア使節ラクスマンが漂流民大黒屋光太夫らを連れて根室に来航。
  - 林子平が処罰されその著作『海国兵談』は発禁・版木没収にされる。学問吟味の実施。
  - 島原大変肥後迷惑。
- 1793年
  - ルイ16世の処刑。第一次対仏大同盟結成。
    - 革命裁判所・公安委員会の設置によりジャコバン派独裁による恐怖政治が始まる。
    - フランス革命暦の採用、国民総徴集法によるフランス国民皆兵の徴兵制度の成立。
    - ヴァンデの反乱、リヨンの反乱、トゥーロン攻囲戦。
    - ノートルダム大聖堂の破壊と「理性の祭典」、ルーヴル美術館開館。

  - 第二次ポーランド分割。
  - イギリス統治下のベンガル地方にザミーンダーリー制度が導入される。
  - 清の乾隆帝とイギリス全権大使ジョージ・マカートニーが貿易の交渉するが決裂。
  - 松平定信が老中首座及び将軍補佐役を辞任、老中首座に松平信明が就任（寛政の遺老）。
- 1794年
  - 恐怖政治の終わり。
    - エベール派の粛清、ダントン派の粛清、「最高存在の祭典」。
    - テルミドールの反動でロベスピエール派が壊滅する。総裁政府成立。

  - 桂川甫周の『北槎聞略』がまとめられる。
  - 蔦屋重三郎が東洲斎写楽の役者大首絵を出版（ - 1795年）。
  - オランダ東インド会社代表イサーク・ティチングが紫禁城に入り歓待される。
  - ヌートカ条約（英語版）により、イギリスが太平洋沿岸のブリティッシュ・コロンビアを獲得。
- 1795年
  - 大槻玄沢が私塾芝蘭堂にて蘭学者らとともに「オランダ正月」を祝う（寛政6年11月11日に相当）。
  - フランスがオランダを占領し、バタヴィア共和国を建てる。
  - 第三次ポーランド分割によりポーランド国家が消滅。
  - カメハメハ1世（大王）によりハワイ諸島が統一されハワイ王国が成立。
- 1796年
  - 清の乾隆帝が譲位し、嘉慶帝が第7代皇帝に即位。
    - 清政府による最初のアヘン輸入禁止令。
    - 湖北にて白蓮教徒の乱が起こり、三世の春は終わる（ - 1804年）。

  - ナポレオンの第一次イタリア遠征。
  - アーガー・モハンマド・シャーがイランを統一し、ガージャール朝を建てる。
  - ロシア女帝エカチェリーナ2世死去、息子のパーヴェル1世が即位。
- 1797年
  - 湯島聖堂の林家私塾を幕府直轄の昌平坂学問所（昌平黌）に変更する。
  - カンポ・フォルミオ条約によりジェノヴァ共和国とヴェネツィア共和国が消滅。
    - フランスはリーグレ共和国とチザルピーナ共和国を建て、オーストリアはヴェネツィア他を併合。
- 1798年
  - 本居宣長が『古事記伝』を完成させる。
  - フランスが教皇領を占領しローマ共和国を、スイスを占領しヘルヴェティア共和国を建てる。
  - ナポレオンのエジプト遠征。第二次対仏大同盟結成。

享保の改革。この改革は8代将軍徳川吉宗により始められた。これを範として、18世紀半ば以降、復古的な倹約令と綱紀粛正を軸とした幕藩体制維持のため様々な改革が断続して行われることになる。画像は德川記念財団所蔵の徳川吉宗の肖像。

  - タラの丘でのユナイテッド・アイリッシュメンの反乱がイギリス政府に鎮圧される。
  - トマス・ロバート・マルサスが匿名で『人口論』を刊行。
  - エドワード・ジェンナーが種痘法を発表。
- 1799年
  - 清の乾隆太上皇帝死去、嘉慶帝は親政を開始し、先帝の寵臣ヘシェン（和珅）に自死を命じる。
  - 第四次マイソール戦争にイギリスが勝利し、南インドのマイソール王国が藩王国となる。
  - ブリュメール18日のクーデタで統領政府成立。

### 1800年代
- 1800年
  - 伊能忠敬が蝦夷地の測量に向かう。松平定信編纂による『集古十種』が刊行される。
  - アレッサンドロ・ボルタが後に電池として知られる大電流を発生させる装置（ボルタの電堆）を発明。
  - ナポレオンの第二次イタリア遠征。ナポレオンのアルプス越え。マレンゴの戦い。
  - コロンビア特別区（ワシントンD.C.）がアメリカ合衆国の首都になる。

## 人物

### ヨーロッパ

#### 政治と軍事
- イヴァン・マゼーパ（1639年 - 1709年） - ウクライナの政治家
- クレメンス11世（1649年 - 1721年） - ローマ教皇（在位1700年 - 1721年）
- マールバラ公爵ジョン・チャーチル（1650年 - 1722年） - イギリスの軍人
- アンドレ・エルキュール・ド・フルーリー（1653年 - 1743年） - フランス宰相
- オイゲン・フォン・ザヴォイエン（1663年 - 1736年） - オーストリアの軍人
- アン（1665年 - 1714年） - イギリス女王（在位1702年 - 1714年）
- ジョージ1世（1660年 - 1727年） - イギリス国王（在位1714年 - 1727年）
- アウグスト2世（1670年 - 1733年） - ポーランド王・ザクセン選帝侯
- ピョートル1世（1671年 - 1725年） - ロシアの皇帝（在位1682年 - 1725年）
- ジョン・ロー（1671年 - 1729年） - フランスの財務総監
- ロバート・ウォルポール（1676年 - 1745年） - イギリス首相
- ラーコーツィ・フェレンツ2世（1676年 - 1735年） - ハンガリーの独立指導者
- カール12世（1682年 - 1718年） - スウェーデン王（在位1697年 - 1718年）
- フェリペ5世（1683年 - 1746年） - ボルボン朝スペイン初代国王（在位1700年 - 1724年、1724年 - 1746年）
- ポンバル侯爵セバスティアン・デ・カルヴァーリョ（1699年 - 1782年） - ポルトガル首相
- クレメンス14世（1705年 - 1774年） - ローマ教皇（在位1769年 - 1774年）
- チャタム伯爵ウィリアム・ピット（大ピット）（1708年 - 1778年） - イギリス首相
- ヴェンツェル・アントン・カウニッツ（1711年 - 1794年） - オーストリア宰相
- フリードリヒ2世（大王）（1712年 - 1786年） - プロイセン王（在位1740年 - 1786年）
- カルロス3世（1716年 - 1788年） - スペイン王（在位1759年 - 1788年）
- マリア・テレジア（1717年 - 1780年） - オーストリア女帝（在位1740年 - 1780年）
- エティエンヌ・フランソワ・ド・ショワズール（1719年 - 1785年） - フランスの外交官
- ポンパドゥール夫人（1721年 - 1764年） - フランス王ルイ15世の寵妃
- ジェームズ・ウルフ（1727年 - 1759年） - イギリスの軍人
- エカチェリーナ2世（1729年 - 1796年） - ロシア女帝（在位1762年 - 1796年）
- アレクサンドル・スヴォーロフ（1729年 - 1800年） - ロシアの軍人・大元帥
- スタニスワフ2世アウグスト（1732年 - 1798年） - ポーランド王（在位1764年 - 1795年）
- ギルフォード伯爵フレデリック・ノース（ノース卿）（1732年 - 1792年） - イギリス首相
- ヨハン・フリードリヒ・ストルーエンセ（1737年 - 1772年） - デンマークの摂政
- ジョージ3世（1738年 - 1820年） - イギリス王（在位1760年 - 1820年）
- エメリヤン・プガチョフ（1740年 - 1775年） - ロシアの反乱指導者
- ヨーゼフ2世（1741年 - 1790年） - 神聖ローマ皇帝（在位1765年 - 1790年）
- デュ・バリー夫人（1743年 - 1793年） - フランス国王ルイ15世の寵妃
- コシチューシコ（コシューシコ）（1746年 - 1817年） - ポーランド愛国者
- グスタフ3世アドルフ（1746年 - 1792年） - スウェーデン王（在位1771年 - 1792年）
- ルイ16世（1754年 - 1793年） - フランス王（在位1774年 - 1792年）
- ハンス・アクセル・フォン・フェルセン（1755年 - 1810年） - スウェーデン貴族
- マリー・アントワネット（1755年 - 1793年） - フランス王妃
- ラファイエット侯爵ジルベール・デュ・モティエ（1757年 - 1834年） - フランスの軍人・政治家、
- マクシミリアン・ロベスピエール（1758年 - 1794年） - フランスの政治家
- ネルソン子爵ホレーショ・ネルソン（1758年 - 1805年） - イギリスの軍人
- ウィリアム・ピット（小ピット）（1759年 - 1806年） - イギリス首相
- マヌエル・デ・ゴドイ（1767年 - 1851年） - スペインの宰相
- ナポレオン・ボナパルト（1769年 - 1821年） - フランスの軍人のちに皇帝
- グスタフ4世アドルフ（1778年 - 1837年） - スウェーデン王（在位1792年 - 1809年）

※フランス革命関連人物一覧も参照のこと。

#### 思想と歴史・人文諸学
- アントワーヌ・ガラン（1646年 - 1715年）
- ベルナール・フォントネル（1657年 - 1757年）
- シャルル・サン・ピエール（1658年 - 1743年）
- ジャンバッティスタ・ヴィーコ（1668年 - 1744年）
- バーナード・デ・マンデヴィル（1670年 - 1733年）
- シャフツベリ伯爵アントニー・アシュリー・クーパー（1671年 - 1713年）
- サン・シモン公爵ルイ・ド・ルヴロワ（1675年 - 1755年）
- ピエトロ・ジャンノーネ（1676年 - 1748年）
- クリスティアン・ヴォルフ（1679年 - 1754年）
- イーフレイム・チェンバーズ（1680年? - 1740年）
- ジョージ・バークリー（1685年 - 1753年）
- シャルル・ド・モンテスキュー（1689年 - 1755年）
- フランソワ・ケネー（1694年 - 1774年）
- ヴォルテール（1694年 - 1778年）
- フランシス・ハチソン（1694年 - 1747年）
- イスラエル・ベン・エリエゼル（1700年頃 - 1760年）
- ジュリアン・オフレ・ド・ラ・メトリー（1709年 - 1751年）
- トマス・リード （1710年 - 1796年）
- デイヴィッド・ヒューム（1711年- 1776年）
- ジャン＝ジャック・ルソー（1712年 - 1778年）
- ドゥニ・ディドロ（1713年 - 1784年）
- ギヨーム・トマ・レーナル（1713年 - 1796年）
- アレクサンダー・ゴットリープ・バウムガルテン（1714年 - 1762年）
- クロード＝アドリアン・エルヴェシウス（1715年 - 1771年）
- エティエンヌ・ボノ・ドゥ・コンディヤック（1715年 - 1780年）
- ジャン・ル・ロン・ダランベール（1717年 - 1783年）
- ヨハン・ヨアヒム・ヴィンケルマン（1717年 - 1768年）
- エリザベス・モンタギュー（1720年 - 1800年）
- アダム・スミス（1723年 - 1790年）
- ポール・アンリ・ティリ・ドルバック男爵（1723年 - 1789年）
- イマヌエル・カント（1724年 - 1804年）
- ジャック・テュルゴー（1727年 - 1781年）
- エドマンド・バーク（1729年 - 1797年）
- モーゼス・メンデルスゾーン（1729年 - 1786年）
- ゴットホルト・エフライム・レッシング（1729年 - 1781年）
- ヨハン・ゲオルク・ハーマン（1730年 - 1788年）
- トマス・ペイン（1737年 - 1809年）
- エドワード・ギボン（1737年 - 1794年）
- チェーザレ・ベッカリーア（1738年 - 1794年）
- フリードリヒ・ハインリヒ・ヤコービ（1743年 - 1819年）
- ニコラ・ド・コンドルセ（1743年 - 1794年）
- ヨハン・ゴットフリート・ヘルダー（1744年 - 1803年）
- エカチェリーナ・ダーシュコワ（1744年 - 1810年）
- ヨハン・ハインリヒ・ペスタロッチ（1746年 - 1827年）
- ウィリアム・ジョーンズ（1746年 - 1794年）
- オランプ・ド・グージュ（1748年 - 1793年）
- アレクサンドル・ラジーシチェフ（1749年 - 1802年）
- アウグスト・ルートヴィッヒ・フォン・シュレーツァー（1753年 - 1809年）
- ウィリアム・ゴドウィン（1756年 - 1836年）
- メアリ・ウルストンクラフト（1759年 - 1797年）

#### 宗教と神秘主義
- エマヌエル・スヴェーデンボリ（1688年 - 1772年）
- アルフォンソ・デ・リゴリ（1696年 - 1787年）
- ヨハン・ニコラウス・フォン・ホントハイム（1701年 - 1790年）
- ジョン・ウェスレー（1703年 - 1791年）
- ロレンツォ・リッチ（1703年 - 1775年）
- ザドンスクのティーホン（1724年 - 1783年）
- ルイ・クロード・ド・サン・マルタン（1743年 - 1803年）
- マグダレナ・ソフィア・バラ（1779年 - 1865年）

#### 文学
- ダニエル・デフォー（1660年 - 1731年）
- ジョナサン・スウィフト（1667年 - 1745年）
- エドワード・ヤング（1683年 - 1765年）
- ルズヴィ・ホルベア（1684年 - 1754年）
- ピエール・ド・マリヴォー（1688年 - 1763年）
- アレキサンダー・ポープ（1688年 - 1744年）
- サミュエル・リチャードソン（1689年 - 1761年）
- アベ・プレヴォー （1697年 - 1763年）
- ヘンリー・フィールディング（1707年 - 1754年）
- カルロ・ゴルドーニ（1707年 - 1793年）
- サミュエル・ジョンソン（1709年 - 1784年）
- ジョン・クレランド（1709年 - 1789年）
- ローレンス・スターン（1713年 - 1768年）
- トマス・グレイ（1716年 - 1771年）
- ホレス・ウォルポール（1717年 - 1797年）
- ジャック・カゾット（1719年 - 1792年）
- カルロ・ゴッツィ（1720年 - 1806年）
- ギルバート・ホワイト（1720年 - 1793年）
- ウィリアム・ギルピン（英語版）（1724年 - 1804年）
- カロン・ド・ボーマルシェ（1732年 - 1799年）
- ニコラ・エドム・レチフ・ド・ラ・ブルトンヌ（1734年 - 1806年）
- ジェイムズ・マクファーソン（1736年 - 1796年）
- ルイ・セバスチャン・メルシェ（1740年 - 1814年）
- サド侯爵ドナシアン・アルフォンス・フランソワ（1740年 - 1814年）
- ジェイムズ・ボズウェル（1740年 - 1795年）
- ピエール・ショデルロ・ド・ラクロ（1741年 - 1803年）
- オラウダ・イクイアーノ（1745年頃 - 1797年）
- ロレンツォ・ダ・ポンテ （1749年 - 1838年）
- ヨハン・ヴォルフガング・フォン・ゲーテ（1749年 - 1832年）
- トーマス・チャタートン（1752年 - 1770年）
- フリードリヒ・フォン・シラー（1759年 - 1805年）
- ウィリアム・トマス・ベックフォード（1760年 – 1844年）
- アンドレ・シェニエ（1762年 - 1794年）
- ジャン・パウル（1763年 - 1825年）
- フリードリヒ・ヘルダーリン （1770年 - 1843年）
- ノヴァーリス（1772年 - 1801年）
- マシュー・グレゴリー・ルイス（1775年 - 1818年）

#### 芸術
- ニコラ・ド・ラルジリエール（1656年 - 1746年）
- イアサント・リゴー（1659年 - 1743年）
- ホセ・ベニート・デ・チュリゲラ（1665年 - 1725年）
- ジェルマン・ボフラン（1667年 - 1754年）
- アレッサンドロ・マニャスコ（1667年 - 1749年）
- アントワーヌ・ヴァトー（1684年 - 1721年）
- ジャン＝マルク・ナティエ（1685年 - 1766年）
- フランソワ・ルモワーヌ（1688年 - 1737年）
- ジョヴァンニ・バッティスタ・ティエポロ（1696年 - 1770年）
- ウィリアム・ホガース（1697年 - 1764年）
- ニコラ・サルヴィ（1697年 - 1751年）
- カナレット（1697年 - 1768年）
- ジャン・シメオン・シャルダン（1699年 - 1779年）
- シャルル＝ジョゼフ・ナトワール（1700年 - 1777年）
- ピエトロ・ブラッチ（1700年 - 1773年）
- ジャン・エティエンヌ・リオタール（1702年 - 1789年）
- フランソワ・ブーシェ（1703年 - 1770年）
- モーリス・カンタン・ド・ラ・トゥール（1704年 - 1788年）
- ヨハン・ヨアキム・ケンドラー（1706年 - 1775年）
- ポンペオ・バトーニ（1708年 - 1787年）
- フランシスコ・グァルディ（1712年 - 1793年）
- リチャード・ウィルソン（1713年 - 1782年）
- エティエンヌ・モーリス・ファルコネ（1716年 - 1791年）
- ルイス・メレンデス（1716年 - 1780年）
- トーマス・チッペンデール（1718年 – 1779年）
- ジョヴァンニ・バッティスタ・ピラネージ（1720年 - 1778年）
- ジョシュア・レノルズ（1723年 - 1792年）
- ウィリアム・チェンバーズ（1723年 - 1796年）
- ジョージ・スタッブス（1724年 - 1806年）
- ジャン・バティスト・グルーズ（1725年 - 1805年）
- トマス・ゲインズバラ（1727年 - 1788年）
- アントン・ラファエル・メングス （1728年 - 1779年）
- ジャン・オノレ・フラゴナール（1732年 - 1806年）
- ユベール・ロベール（1733年 - 1808年）
- ヨハン・ゾッファニー（1733年 - 1810年）
- ジョセフ・ライト（ライト・オブ・ダービー）（1734年 - 1797年）
- フランツ・メッサーシュミット（英語版）（1736年 - 1783年）
- ジャン・アントワーヌ・ウードン（1741年 - 1828年）
- ヨハン・ハインリヒ・フュースリー（1741年 - 1825年）
- フランシスコ・デ・ゴヤ（1746年 - 1828年）
- ジャック・ルイ・ダヴィッド（1748年 - 1825年）
- エリザベート・ルイーズ・ヴィジェ・ルブラン（1755年 - 1842年）
- アントニオ・カノーヴァ（1757年 - 1822年）
- ヨハン・ゴットフリート・シャドウ（1764年 - 1850年）

#### 音楽
- アントニオ・ストラディバリ（1644年 - 1737年）
- アレッサンドロ・スカルラッティ（1660年 - 1725年）
- フランソワ・クープラン（1668年 - 1733年）
- アントニオ・ヴィヴァルディ（1678年 - 1741年）
- ゲオルク・フィリップ・テレマン（1681年 - 1767年）
- ジャン・フィリップ・ラモー（1683年 - 1764年）
- ヨハン・ゼバスティアン・バッハ（1685年 - 1750年）
- ゲオルク・フリードリヒ・ヘンデル（1685年 - 1759年）
- ジュゼッペ・タルティーニ（1692年 - 1770年）
- ファリネッリ（1705年 - 1782年）
- ジョヴァンニ・バッティスタ・ペルゴレージ（1710年 - 1736年）
- クリストフ・ヴィリバルト・グルック（1714年 - 1787年）
- フランツ・ヨーゼフ・ハイドン（1732年 - 1809年）
- フランソワ=ジョゼフ・ゴセック（1734年 - 1829年）
- ジョヴァンニ・パイジエッロ（1740年 - 1816年）
- ドメニコ・チマローザ（1749年 - 1801年）
- アントニオ・サリエリ（1750年 - 1825年）
- ヴォルフガング・アマデウス・モーツァルト（1756年 - 1791年）
- ルイージ・ケルビーニ（1760年 - 1842年）

#### 科学と技術
- アイザック・ニュートン（1642年 - 1727年）
- エドモンド・ハレー（1656年 - 1742年）
- トーマス・ニューコメン（1664年 - 1729年）
- ヨハン・ヤーコブ・ショイヒツァー（1672年 – 1733年）
- ダービー父子
  - エイブラハム・ダービー1世（1678年 - 1717年）
  - エイブラハム・ダービー2世（1711年 - 1763年）
- ヨハン・フリードリッヒ・ベトガー（1682年 - 1719年）
- ルネ・レオミュール（1683年 - 1757年）
- ガブリエル・ファーレンハイト（1686年 - 1736年）
- ピーテル・ファン・ミュッセンブルーク（1692年 - 1761年）
- ジョン・ハリソン（1693年 - 1776年）
- ピエール・ルイ・モーペルテュイ（1698年 - 1759年）
- ダニエル・ベルヌーイ（1700年 - 1782年）
- アンデルス・セルシウス（1701年 - 1744年）
- エミリー・デュ・シャトレ（1706年 - 1749年）
- レオンハルト・オイラー（1707年 - 1783年）
- カール・フォン・リンネ（1707年 - 1778年）
- ジョルジュ・ルイ・クレール・ド・ビュフォン（1707年 - 1788年）
- ジャック・ド・ヴォーカンソン（1709年 - 1782年）
- アンドレアス・マルクグラーフ（英語版）（1709年 - 1782年）
- ミハイル・ロモノーソフ（1711年 - 1765年）
- ジェームズ・ハーグリーブス（1720年頃 - 1778年）
- ニコラ・ジョゼフ・キュニョー（1725年 - 1804年）
- ジョン・ハンター（1728年 - 1793年）
- ラザロ・スパランツァーニ （1729年 - 1799年）
- シャルル・メシエ（1730年 - 1817年）
- ヘンリー・キャヴェンディッシュ（1731年 - 1810年）
- エラズマス・ダーウィン（1731年 - 1802年）
- リチャード・アークライト（1732年 - 1792年）
- ジョゼフ・プリーストリー（1733年 - 1804年）
- ジェームズ・ワット（1736年 - 1819年）
- ルイージ・ガルヴァーニ（1737年 - 1798年）
- フレデリック・ウィリアム・ハーシェル（1738年 - 1822年）
- モンゴルフィエ兄弟
  - ジョセフ・ミシェル・モンゴルフィエ（1740年 - 1810年）
  - ジャック・エティエンヌ・モンゴルフィエ（1745年 - 1799年）
- カール・ヴィルヘルム・シェーレ（1742年 - 1786年）
- ジョゼフ・バンクス（1743年 - 1820年）
- アントワーヌ・ラヴォアジエ（1743年 - 1794年）
- カール・ツンベルク（1743年 - 1828年）
- エドモンド・カートライト（1743年 - 1823年）
- アレッサンドロ・ヴォルタ（1745年 - 1827年）
- フィリップ・ピネル（1745年 - 1826年）
- ピエール・シモン・ラプラス（1749年 - 1827年）
- エドワード・ジェンナー（1749年 - 1823年）
- サミュエル・クロンプトン（1753年 - 1827年）
- アロイス・ゼネフェルダー（1771年 - 1834年）

#### 探検家・旅行家
- ヤーコプ・ロッヘフェーン（1659年 - 1729年）
- ヴィトゥス・ベーリング（1681年 - 1741年）
- ジェームズ・クック（1728年 - 1779年）
- ルイ・アントワーヌ・ド・ブーガンヴィル（1729年 - 1811年）
- ジョン・ケンドリック（1740年頃 - 1794年）
- ラ・ペルーズ伯ジャン＝フランソワ・ド・ガロー（1741年 - 1788年？）
- ジョージ・バンクーバー（1757年 - 1798年）
- アレグザンダー・マッケンジー（1764年 - 1820年）

#### その他
- ジョルジュ・サルマナザール（1679年 - 1763年）
- ジェームズ・アンダーソン（1679年/1680年 - 1739年）
- ヨハン・エルンスト・エリアス・ベスラー（オルフィレウス）（1680年 - 1745年）
- サンジェルマン伯爵（1691年/1707年? - 1784年）
- フランシス・ダッシュウッド（1708年 - 1781年）
- ミュンヒハウゼン男爵カール・フリードリヒ・ヒエロニュムス（1720年 - 1797年）
- ジャコモ・カサノヴァ（1725年 - 1798年）
- デオン・ド・ボーモン（1728年 - 1810年）
- ヴォルフガング・フォン・ケンペレン（1734年 - 1804年）
- フランツ・アントン・メスメル（1734年 - 1815年）
- ヨハン・カスパー・ラヴァーター（1741年 - 1801年）
- アレッサンドロ・ディ・カリオストロ（1743年 - 1795年）
- アダム・ヴァイスハウプト（1748年 - 1830年）
- サミュエル・ハーネマン（1755年 - 1843年）
- ジャンヌ・ド・ラ・モット・ヴァロア（1756年 - 1791年）
- ヘアート・アドリアーンス・ブームハールト（1788年 - 1899年）
- マーガレット・アン・ネーヴ（1792年 - 1903年）

### 北アメリカ
- ジョナサン・エドワーズ（1703年 - 1758年） - アメリカの牧師・大覚醒運動の指導者
- ベンジャミン・フランクリン（1706年 - 1790年） - アメリカの政治家・外交官・科学者
- サミュエル・アダムズ（1722年 - 1803年） - アメリカの政治家
- ジェイムズ・オーティス（1725年 - 1783年） - アメリカの法律家・政治家
- ジョージ・ワシントン（1732年 - 1799年） - アメリカ初代大統領・軍人
- パトリック・ヘンリー（1736年 - 1799年） - アメリカの法律家・政治家
- アレクサンダー・ハミルトン（1755年 - 1804年） - アメリカ財務長官・思想家
- イーライ・ホイットニー（1765年 - 1825年） - アメリカの発明家
- サロメ・セラーズ（1800年 - 1909年） - 18世紀生まれ最後の生き残り

### ラテン・アメリカとカリブ海
- フランシスコ・ヒメネス（英語版）（1666年 - 1729年頃） - 植民地グアテマラのドミニコ会士・マヤ時代の写本を整理翻訳し『ポポル・ヴフ』として編纂
- エドワード・ティーチ（黒髭）（1680年？ - 1718年） - カリブ海で活躍したイギリス人海賊・海賊の黄金時代を代表する
- ホセ・デ・アンテケラ・イ・カストロ（1689年 - 1731年） - 植民地パラグアイの総督・イエズス会とパラグアイ支配権を争い反乱を起こし処刑される
- フランソワ・マッカンダル（？ - 1758年） - 植民地ハイチのマルーンの指導者・もとは逃亡奴隷でブードゥー教司祭となりフランス人農園主と対決
- フニペロ・セラ（1713年 - 1784年） - 植民地アルタ・カリフォルニアのフランシスコ会士・先住民強制改宗で「最後のコンキスタドール」と呼ばれる
- アレイジャディーニョ（ポルトガル語版）（1738年 - 1814年） - 植民地ブラジルの建築家で彫刻家・コンゴーニャスのボン・ジェズス教会が有名
- ホセ・ガブリエル・コンドルカンキ（1742年 - 1781年） - 植民地ペルーの反乱指導者・インカの末裔トゥパク・アマル2世と名乗る
- チラデンテス（1746年 - 1792年） - 植民地ブラジルの軍人・「ミナスの陰謀」でポルトガルからの独立を企てるも失敗・ブラジルの英雄とされる

### 西アジア・中央アジア
- アブドゥルガニー・ナーブルスィー（1641年 - 1731年） - オスマン帝国シリアの神秘主義者・存在一性論の立場から自由意思論に言及
- ネヴシェヒルリ・イブラヒム・パシャ（英語版）（1666年 - 1730年） - オスマン帝国の大宰相・チューリップ時代にアフメト3世を支える
- イルミセキズ・チェレビー（1670年 - 1732年） - オスマン帝国の外交官・大宰相の命によりフランスを訪問し西欧文化を紹介する
- アフメト3世（1673年 - 1736年） - オスマン帝国の第23代皇帝（在位1703年 - 1730年）・チューリップ時代を現出する
- イブラヒム・ミュテフェッリカ（1674年 - 1745年） - オスマン帝国の外交官・ムスリムによる最初の活版印刷所をイスタンブールに創設
- クロード・アレクサンドル・ド・ボンヌヴァル（1675年 - 1747年） - フランス出身のオスマン帝国軍人・イスラム教徒となり帝国の軍事改革を行う
- ネディーム （1681年？ - 1730年） - オスマン帝国のチューリップ時代のトルコ語の詩人・現世的喜びを詠う
- アブドルジェリル・レヴニー（？ - 1732年） - オスマン帝国のチューリップ時代の画家で細密画（ミニアチュール）に優れる
- パトロナ・ハリル（？ - 1732年） - オスマン帝国の反乱指導者・元はイェニチェリで無頼・反乱を起こしチューリップ時代を終わらせる
- ムハンマド・イブン・サウード（1685年 - 1765年） - 第一次サウード王国国王（在位1726年 - 1765年）・ワッハーブ派の守護者となる
- ナーディル・シャー（1688年 - 1747年） - イランのアフシャール朝の君主（在位1736年 - 1747年）・「第二のアレクサンドロス」
- ムハンマド・イブン・アブドゥルワッハーブ（1703年 - 1792年） - アラビアの宗教家・ワッハーブ派の創始者でサウード家と結ぶ
- カリーム・ハーン（1705年頃 - 1779年） - イランのザンド朝の初代君主（1750年 - 1779年）・イランを復興しシーラーズに遷都
- パイシー・ヒレンダルスキ（英語版）（1722年頃 - 1773年） - オスマン帝国支配下アトス山ブルガリア人修道士・『スラブ・ブルガリア史』を執筆
- アフマド・シャー・ドゥッラーニー（1723年 - 1773年） - アフガニスタンのドゥッラーニー朝の初代君主（在位1747年 - 1773年）
- アーガー・モハンマド・シャー（1742年？ - 1797年） - イランのカージャール朝の初代君主（在位1796年 - 1797年）・テヘランに遷都

### インド・東南アジア
- ムルシド・クリー・ハーン（1665年頃 - 1727年） - 東インドのベンガル太守（在位：1717年 - 1727年）・ムガル帝国から自立する
- カマルッディーン・ハーン（1671年 - 1748年） - ムガル帝国の宰相・後にハイダラーバードのニザーム王国の初代君主（在位：1724年 - 1748年）
- ターラー・バーイー（1675年 - 1761年） - マラーター国王ラージャーラームの妃でシヴァージー2世の母・アウラングゼーブを翻弄する
- サアーダト・アリー・ハーン（1680年頃 - 1739年） - 北インドのアワド太守（在位：1722年 - 1739年）・ムガル帝国から自立する
- サアーダトゥッラー・ハーン（? - 1732年） - 南インドのカルナータカ太守（在位：1710年 - 1732年）・ムガル帝国から自立する
- ジョゼフ・フランソワ・デュプレクス（1697年 - 1763年） - フランス領インド総督・第一次カーナティック戦争で優位に立つ
- バージー・ラーオ（1700年 - 1740年） - マラーター王国の宰相（在位：1720年 - 1740年）・「シヴァージーの再来」と呼ばれ帝都デリーを攻撃
- シャー・ワリー・ウッラー（1702年/1703年 - 1762年） - イスラーム神学者・近代イスラーム思想の先駆者・著作に『神の究極の明証』がある
- アラウンパヤー（1714年 - 1760年） - ミャンマーのコンバウン朝の創設者（在位：1752年 - 1760年）・国内を統一しラングーン市を整備
- ハイダル・アリー（1717年/1722年 - 1782年） - マイソール王国の将軍・首席大臣・後にオデヤ朝に代わり国王（在位：1761年 - 1782年）となる
- ミール・タキー・ミール（1723年 - 1810年） - インドのウルドゥー抒情詩（ガザル）詩人・『ニカートッシュアラー』『ジィクレ・ミール』がある
- ロバート・クライヴ（1725年 - 1774年） - イギリス出身の軍人・プラッシーの戦いでフランスに勝利しイギリス領インドの基礎を築く
- ウォーレン・ヘースティングズ（1732年 - 1818年） - イギリス出身の政治家・ベンガル知事からインドの初代総督となる
- タークシン（1734年 - 1782年） - トンブリー朝唯一のシャム国王（在位：1767年 - 1782年）・アユタヤ朝滅亡後の国家を再建する
- ラーマ1世（1737年 - 1809年） - チャクリー朝初代のシャム国王（在位：1782年 - 1809年）・新たにバンコクを建設し遷都する
- ティプー・スルターン（1750年 - 1799年） - インドのマイソール王国国王（在位：1782年 - 1799年）・イギリスとの熾烈な戦いで有名

### 東アジア

#### 清
- 康熙帝（1654年 - 1722年） - 清の第4代皇帝（在位1661年 - 1722年）・中国屈指の名君・在位60年で「三世の春」時代を迎える
- ジョアシャン・ブーヴェ（白進）（1656年 - 1730年） - フランス人のイエズス会士・「皇輿全覧図」を作成し『康熙帝伝』を執筆
- ジャン・バティスト・レジス（雷孝思）（1663年 - 1738年） - フランス人のイエズス会士・ブーヴェらと「皇輿全覧図」を作成
- 張廷玉（1672年 - 1755年） - 清の政治家・軍機大臣・康熙帝から乾隆帝までの三朝五十年仕える・『明史』などの編纂にも従事
- 沈徳潜（1673年 - 1769年） - 清の文人・学者・乾隆帝から「東南二老」の一人と讃えられる・『五朝詩別裁集』がある
- 雍正帝（1678年 - 1735年） - 清の第5代皇帝（在位1722年 - 1735年）・政務に精励し独裁権を確立・軍機処を設置
- 曾静（1679年 - 1735年） - 清の思想家・反清思想で捕縛されるが転向・その経緯は『大義覚迷録』に詳しい・乾隆帝により処刑される
- 沈南蘋（1682年 - 1760年以降） - 清の画家・徳川幕府に招聘され長崎に滞在・写生的な花鳥画の技法を日本に伝える
- 岳鍾琪（1686年 - 1754年） - 清の軍人・ジュンガルを追ってチベットを制圧し青海にも進出・失脚するも復権し大金川遠征にも参加
- 金農（1687年 - 1763年） - 清の書家・画家・官途につかず揚州八怪の一人として在野で活躍・金石学から学んだ隷書が有名
- ジュゼッペ・カスティリオーネ（郎世寧）（1688年 - 1766年） - イタリア人のイエズス会士・乾隆帝に画家として仕え円明園を設計
- 鄭燮（1693年 - 1765年） - 清の書家・画家・官途につくも辞任・揚州八怪の一人・金農とともに金石学を学び碑学派の先駆となる
- 呉敬梓（1701年 - 1754年） - 清の文人・官吏の弊風を諷刺した長編口語小説『儒林外史』を書く
- 乾隆帝（1711年 - 1799年） - 清の第6代皇帝（在位1735年 - 1795年）・「三世の春」の円熟期を代表し「十全武功」を誇った
- ミシェル・ブノワ（蒋友仁）（1715年 - 1774年） - フランスのイエズス会士・円明園西洋楼の設計を行い『坤輿全図』を作成
- 袁枚（1716年 - 1797年） - 清の詩人・散文作家・性霊説を唱えた詩論『随園詩話』や料理書『随園食単』怪異談『子不語』が有名
- ジョセフ・マリー・アミオ（銭徳明）（1718年 - 1793年） - フランス人のイエズス会士・乾隆帝に仕え『孫子』『呉子』など中国古典を翻訳
- 劉墉（1719年 - 1804年） - 清の政治家・乾隆帝と嘉慶帝に仕え高官を歴任・書家としては帖学派を代表し「濃墨宰相」と呼ばれる
- 戴震（1724年 - 1777年） - 清の学者（考証学）・『四庫全書』の編纂官となり天算（暦）の部の校訂を行う・著書に『孟子字義疏証』
- 紀昀（1724年 - 1805年） - 清の官吏・学者・『四庫全書』の総編集を担当・詩文や論文は残さず怪異談『閲微草堂筆記』が残る
- 曹雪芹（1724年頃 - 1763年頃） - 清の作家・没落した旗人に生まれ貧窮の中で長編口語小説『紅楼夢』を完成させる
- 趙翼（1727年 - 1812年） - 清の官吏・学者（考証学）・正史二十二史の編纂形式や内容を考証した『二十二史箚記』を執筆
- 銭大昕（1728年 - 1804年） - 清の官吏・学者（考証学）・正史二十二史の編纂形式や内容を考証した『二十二史考異』を執筆
- 畢沅（1730年 - 1797年） - 清・官吏（湖広総督）・学者（考証学）・銭大昕らを召し抱え『続資治通鑑』を執筆編纂する
- 王倫（？ - 1774年） - 清の反乱指導者・白蓮教系清水教の頭目として反乱を起こすが鎮圧される
- 林爽文（？ - 1788年） - 清の反乱指導者・天地会に参加し台湾で反乱を起こすが鎮圧される・乾隆帝の「十全武功」の一つとされる
- 容妃（1734年 - 1788年） - 清の乾隆帝の后妃・西域から召されながら乾隆帝の寵愛を拒んで自殺したという伝説の「香妃」のモデル
- 段玉裁（1735年 - 1815年） - 清の官吏・学者（考証学）・戴震に音韻論を学び『説文解字注』などの著作を残す
- ジョージ・マカートニー（1737年 - 1806年） - イギリスの政治家・外交官・熱河で乾隆帝と会見するが貿易制限改善の交渉は失敗
- 章学誠（1738年 - 1801年） - 清の学者（考証学）・史学研究から『文史通義』や『校讐通義』などの著作を残す
- 鄧石如（1743年 - 1805年） - 清の書家・篆刻家・秦篆や漢隷を再評価し碑学派の祖とされる・『完白山人印譜』がある
- 洪亮吉（1746年 - 1809年） - 清の官僚・思想家・マルサスに先んじて『治平論』で人口問題に言及・嘉慶帝により追放される
- ヘシェン（和珅）（1750年 - 1799年） - 清の政治家（軍機大臣）・晩年の乾隆帝の寵を受け専横を尽くす・不正蓄財を行い 嘉慶帝に処罰される

#### チベット
- ダライ・ラマ6世（ツァンヤン・ギャツォ）（1683年 - 1706年） - チベットの教主（在位1697年 - 1706年）・沙弥戒を返上し廃位される・恋愛詩で有名

#### 大越
- ピニョー・ド・ベーヌ（百多禄）（1741年 - 1799年） - フランス人宣教師・越南の阮福映（後の嘉隆帝）を補佐し西山朝と戦う
- 阮恵（1753年 - 1792年） - 大越の西山朝の皇帝（在位1788年 - 1792年）・西山三兄弟の末弟・広南阮氏や東京鄭氏を倒し黎朝を滅ぼす

#### 李氏朝鮮
- 申維翰（1681年 - 1752年） - 李氏朝鮮の儒者・第9次朝鮮通信使の製述官・雨森芳洲らと交流し『海游録』を残す
- 英祖（1694年 - 1776年） - 李氏朝鮮の21代国王（在位1724年 - 1776年）・党争を抑え長期間王位にあった・荘献世子を廃太子とする
- 金仁謙（1707年 - 1772年） - 李氏朝鮮の儒者・第11次朝鮮通信使の外交書記官・ハングルで書かれた『日東壮遊歌』を残す

### 日本
- 英一蝶（1652年 - 1724年） - 画家・吉原遊廓で幇間としても活躍するが三宅島に流罪となる・赦免後は画業に復帰
- 近松門左衛門（1653年 - 1725年） - 浄瑠璃作者・時代物『国姓爺合戦』や世話物『曽根崎心中』などがある
- 霊元天皇（1654年 - 1732年） - 第112代天皇（在位1663年 - 1684年）・立太子礼や大嘗祭などの朝儀再興を推進・譲位後も長期にわたって院政を敷く
- 新井白石（1657年 - 1725年） - 儒学者・政治家として将軍家宣・将軍家継に仕え正徳の治を推進・著作に『読史余論』ほか
- 柳沢吉保（1658年 - 1714年） - 大名（甲斐甲府藩主）・老中格・大老格・将軍綱吉に仕え元禄から宝永の幕政を指導
- 荻原重秀（1658年 - 1713年） - 江戸幕府の勘定奉行・元禄から宝永での貨幣改鋳を行う・新井白石により罷免される
- 尾形光琳（1658年 - 1716年） - 画家（琳派）・「紅白梅図屏風」「燕子花図屏風」がある・陶芸家尾形乾山は弟
- 大石良雄（1659年 - 1703年） - 義士・赤穂藩家老・赤穂事件で主君浅野長矩の敵吉良義央を討つ
- 山本常朝（1659年 - 1719年） - 武士（佐賀藩士）・思想家・武士道で知られる『葉隠』を著す
- 徳川家宣（1662年 - 1712年） - 江戸幕府6代将軍（在任1709年 - 1712年）・甲府藩主より徳川将軍家を継いで正徳の治を開始。
- 寺島良安（生没年不詳） - 医師・中国の『三才図会』を範とした日本最初の絵入り百科事典『和漢三才図会』を著述
- 荻生徂徠（1666年 - 1728年） - 儒学者（古文辞学）・蘐園学派を形成し著作に『政談』『論語徴』がある
- 間部詮房（1666年 - 1720年） - 大名（上野高崎藩主）・側用人・老中格・将軍家宣・将軍家継に仕え正徳の治を推進
- 雨森芳洲（1668年 - 1755年） - 儒学者・中国語や朝鮮語に通じ対馬藩に仕えて李氏朝鮮との通好実務にも携わる
- ジョヴァンニ・バッティスタ・シドッティ（1668年 - 1714年） - カトリック司祭・鎖国下の日本に潜入・新井白石との交流で有名
- 荷田春満（1669年 - 1736年） - 国学者・国学の四大人の一人・著作に『万葉集僻案抄』などがある
- 売茶翁（1675年 - 1763年） - 黄檗宗の僧・煎茶の中興の祖・日本初の喫茶店である東山通仙亭を開き文人たちと交友
- 大岡忠相（1677年 - 1752年） - 政治家（寺社奉行ほか）・大名（西大平藩初代藩主）・将軍吉宗を補佐し享保の改革を推進
- 絵島（1681年 - 1741年） - 大奥御年寄・将軍家継生母月光院の側近・大奥風紀粛清に伴う疑獄事件（江島生島事件）の中心人物
- 徳川吉宗（1684年 - 1751年） - 江戸幕府8代将軍（在任1716年 - 1745年）・享保の改革を進め江戸幕府中興の祖とされる
- 石田梅岩（1685年 - 1744年） - 思想家・石門心学の祖・商人の職業倫理を肯定し『都鄙問答』などを著す
- 白隠慧鶴（1686年 - 1768年） - 禅僧・臨済宗中興の祖・公案を用いた看話禅を体系化・『夜船閑話』『坐禅和讃』ほか禅画も有名
- 竹田出雲（1691年 - 1756年） - 浄瑠璃作者・竹本座の座元・『仮名手本忠臣蔵』『義経千本桜』を著す
- 徳川宗春（1696年 - 1764年） - 大名（御三家尾張藩主）・規制緩和政策をとり倹約重視の徳川吉宗と対立し蟄居させられる
- 賀茂真淵（1697年 - 1769年） - 国学者・国学の四大人の一人・『源氏物語新釈』『にひまなび』の著作がある
- 青木昆陽（1698年 - 1769年） - 蘭学者・救荒作物である甘藷（サツマイモ）の栽培に尽くし「甘藷先生」と呼ばれる
- 安藤昌益（1703年 - 1762年） - 思想家・医師・封建社会批判の『自然真営道』を執筆するが生前は郷里以外ではほとんど無名だった
- 徳川家継（1709年 - 1716年） - 江戸幕府7代将軍（在任1713年 - 1716年）・その治世が正徳の治
- 大岡忠光（1709年 - 1760年） - 大名（武蔵岩槻藩藩主）・若年寄・側用人として病弱な将軍家重を補佐し重きをなす
- 徳川家重（1712年 - 1761年） - 江戸幕府9代将軍（在任1745年 - 1760年）・病弱のため側用人大岡忠光が補佐をする
- 竹内式部（1712年 - 1768年） - 国学者・神道家・公卿に尊王論を説き追放される（宝暦事件）・明和事件にも連座
- 伊藤若冲（1716年 - 1800年） - 画家・「動植綵絵」「鹿苑寺大書院障壁画」などの細密描写から「奇想の画家」とも呼ばれる
- 与謝蕪村（1716年 - 1784年） - 俳人としては江戸俳諧中興の祖と呼ばれる・画家としては文人画として「十便十宜図」などを残す
- 木喰五行（1718年 - 1810年） - 真言宗の僧侶・仏師として日本各地に「木喰仏」と呼ばれる木造仏を残す
- 慈雲飲光（1718年 - 1805年） - 真言宗の僧侶・雲伝神道の開祖・梵語研究の大著『梵学津梁』を著す・能書家でもある
- 柄井川柳（1718年 - 1790年） - 俳人・前句付け点者として編んだ『誹風柳多留』により名が知られ「川柳」の語の由来となった
- 田沼意次（1719年 - 1788年） - 大名（遠江相良藩主）・老中・重商主義による政治を行い「田沼時代」を現出した
- 前野良沢（1723年 - 1803年） - 藩医（豊前中津藩）・蘭学者・杉田玄白らとともに『解体新書』の翻訳を行う
- 池大雅（1723年 - 1776年） - 画家・与謝蕪村とともに日本の文人画（南画）の大成者とされる・代表作に「楼閣山水図」ほか
- 三浦梅園（1723年 - 1789年） - 医師・経世論家・条理学と言われる独自の学問体系を築き『玄語』ほかの著作を残す
- 山県大弐（1725年 - 1767年） - 儒学者・神道家・江戸に私塾「柳荘」を営むが謀反の疑いをかけられ処刑される（明和事件）
- 鈴木春信（1725年？ - 1770年） - 浮世絵師・多色摺りから錦絵を発展させる・代表作は「風流四季歌仙」ほか
- 平賀源内（1728年 - 1780年） - 本草学者・蘭学者・戯作家・発明家・画家・多種多芸の才能を持ちエレキテル実用などで有名
- 本居宣長（1730年 - 1801年） - 国学者・国学の四大人の一人・『古事記伝』『源氏物語玉の小櫛』を著した
- 中井竹山（1730年 - 1804年） - 儒学者・大坂の学問所懐徳堂の4代目学主・懐徳堂の全盛期を支える・中井履軒は弟
- 曾我蕭白（1730年 - 1781年） - 画家・「群仙図屏風」「商山四皓図屏風」など大胆で創意に満ちた作風から「奇想の画家」とも呼ばれる
- 円山応挙（1733年 - 1795年） - 画家（四条円山派）・写生を重視した画風で代表作に「大乗寺障壁画」「雪松図屏風」がある
- 杉田玄白（1733年 - 1817年） - 藩医（若狭小浜藩）・蘭学者・前野良沢らとともに『解体新書』の翻訳を行う
- 上田秋成（1734年 - 1809年） - 読本作者・歌人・国学者・怪異小説『雨月物語』『春雨物語』ほかを執筆する
- 工藤平助（1734年 - 1801年） - 仙台藩の藩医・経世論家・『赤蝦夷風説考』でロシアの南下を警告・田沼意次の蝦夷地開発計画に影響
- 木村蒹葭堂（1736年 - 1802年） - 文人・画家・本草学者・本業の造り酒屋を営む一方で文化人と交流し「浪速の知の巨人」と呼ばれる
- 柴野栗山（1736年 - 1807年） - 儒学者・湯島聖堂の責任者となり「寛政異学の禁」を指導・「寛政の三博士」の一人
- 徳川家治（1737年 - 1786年） - 江戸幕府10代将軍（在任1760年 - 1786年）・田沼意次に政務を任せ「田沼時代」を迎える
- 林子平（1738年 - 1793年） - 経世論家・国防の充実を唱えた『海国兵談』や『三国通覧図説』を執筆・「寛政の三奇人」の一人
- 長谷川宣以（1745年 - 1795年） - 幕吏・旗本・火付盗賊改役・石川島人足寄場の設置を建言・時代劇でも有名
- 浦上玉堂（1745年 - 1820年） - 文人画家・備中鴨方藩士・脱藩して琴棋書画の生活を送る・代表作は「東雲篩雪図」
- 塙保己一（1746年 - 1821年） - 国学者・総検校・失明を乗り越え古典籍の一大叢書である『群書類従』『続群書類従』を編纂
- 高山彦九郎（1747年 - 1793年） - 思想家・勤皇論を唱えて日本各地を歴訪し膨大な旅日記を残す・「寛政の三奇人」の一人
- 司馬江漢（1747年 - 1818年） - 浮世絵師であったが後に日本最初の銅版画家となる・蘭学者として『和蘭天説』などの啓蒙書を残す
- 大田南畝（1749年 - 1823年） - 幕吏・文人・狂歌師としては『万載狂歌集』を編纂し「天明狂歌」の流行の中心人物となる
- 蔦屋重三郎（1750年 - 1797年） - 版元（出版人）・戯作者の山東京伝や浮世絵師の喜多川歌麿や東洲斎写楽を世に出す
- 谷風梶之助（1750年 - 1795年） - 大相撲力士・第4代横綱（実質的な初代横綱）・江戸本場所63連勝の大記録を残す
- 上杉鷹山（1751年 - 1822年） - 大名（出羽米沢藩主）（在任1767年 - 1785年）・天明の大飢饉を克服し藩政改革を成し遂げる
- 松平治郷（1751年 - 1818年） - 大名（出雲松江藩主）・藩政改革を指導し一定の成果をあげる・茶人としても有名で号は不昧
- 大黒屋光太夫（1751年 - 1828年） - 漂流者・ロシアに渡り女帝エカチェリーナ2世に謁見・桂川甫周により『北槎聞略』が記録される
- 喜多川歌麿（1750年代 - 1806年） - 浮世絵師・大首絵と呼ばれる美人画で一世を風靡・代表作に「寛政三美人」がある
- 最上徳内（1754年 - 1836年） - 幕府普請役・探検家・近藤重蔵と千島列島から択捉島を探検し「大日本恵土呂府」の標識を立てる
- 大槻玄沢（1757年 - 1827年） - 蘭学者・江戸に芝蘭堂を開く・『解体新書』を改訂し『西賓対晤』を執筆・「オランダ正月」でも有名
- 松平定信（1759年 - 1829年） - 大名（陸奥白河藩主）・老中・徳川吉宗の孫であり祖父に習って寛政の改革を行う
- 山東京伝（1761年 - 1816年） - 戯作者・浮世絵師・黄表紙『江戸生艶気樺焼』他に洒落本を執筆・寛政の改革で処罰される
- 高橋至時（1764年 - 1804年） - 天文学者・麻田剛立に暦学を学び寛政暦を作成・高橋景保は子・伊能忠敬は弟子
- アダム・ラクスマン（1766年 - 1806年以降） - ロシアの軍人・最初の遣日使節・大黒屋光太夫の保護と帰国に尽力したが通商は拒否される
- 蒲生君平（1768年 - 1813年） - 思想家・北辺防備を唱えた『不恤緯』や天皇陵墓を調査した『山陵志』がある・「寛政の三奇人」の一人
- 近藤重蔵（1771年 - 1829年） - 幕臣・探検家・最上徳内と千島列島から択捉島を探検し「大日本恵土呂府」の標識を立てる
- 徳川家斉（1773年 - 1841年） - 江戸幕府11代将軍（在任1787年 - 1837年）・治世は寛政の改革から大御所時代に及ぶ
- 東洲斎写楽（活躍時期1794年 - 1795年） - 浮世絵師・阿波の能役者斎藤十郎兵衛説が有力・代表作に「大谷鬼次の江戸兵衛」

## 科学技術
- ピアノの発明。
- フランス科学アカデミーが、地球楕円体の形状の論争に決着をつけるために赤道近傍と北極近傍の子午線弧長を比較し（1735年〜1740年）、地球の数学的形状は扁球として解釈できることが確認された。
- ベンジャミン・フランクリンによる雷がelectricity（電気）であることの解明と避雷針の発明。アレッサンドロ・ボルタによるボルタ電堆の発明。